# Packard (Automobilhersteller)

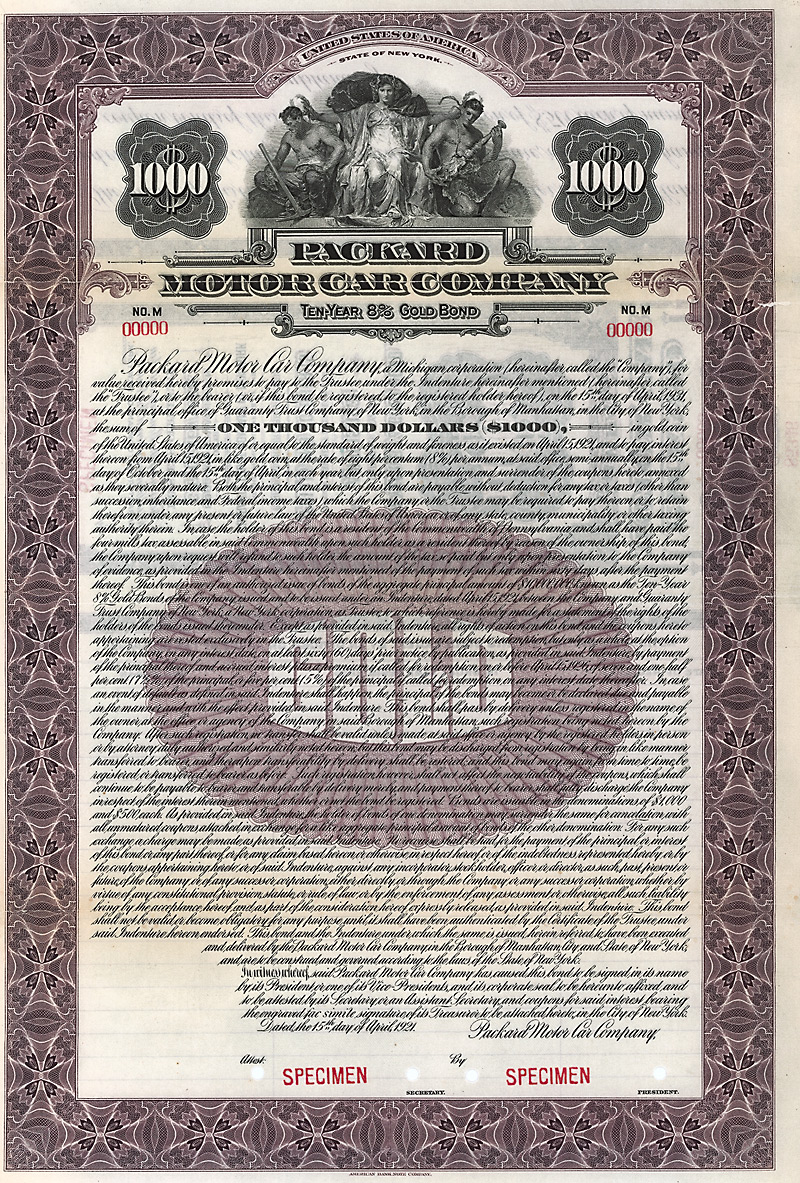
Gold-Bond-Specimen der Packard Motor Car Company vom 15. April 1921

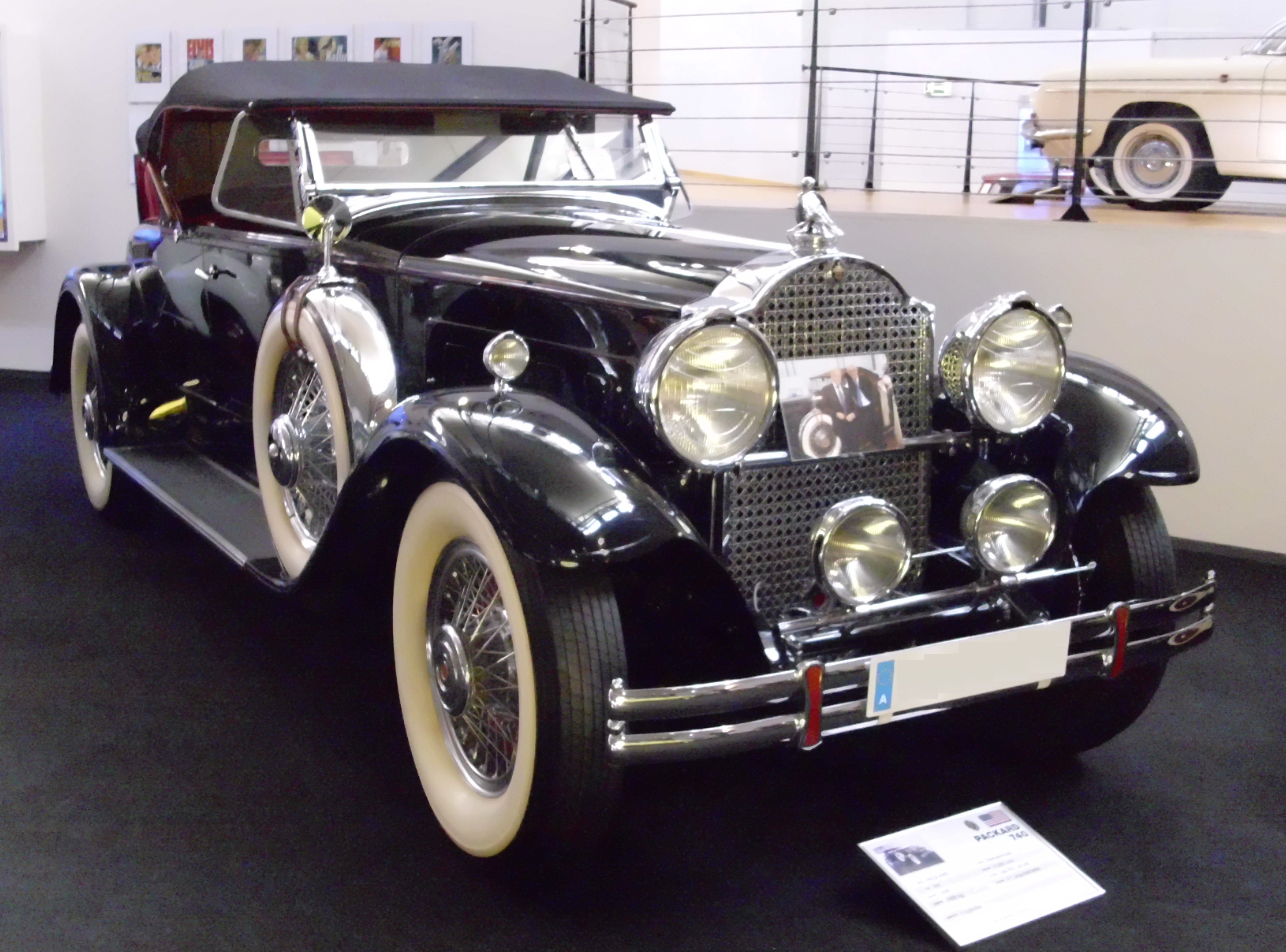
Packard Custom Eight (Modell 740) Coupé-Roadster (1930)

Packard war ein US-amerikanischer Autohersteller, der von den Brüdern James Ward Packard und William Doud Packard sowie George L. Weiss 1899 als Ohio Automobile Company mit Sitz in Warren (Ohio) gegründet und 1903 in Packard Motor Car Company umbenannt wurde. Das Unternehmen, ab 1904 in Detroit (Michigan) ansässig, war ein Hersteller großer, luxuriöser, hochwertiger, aber konservativer Wagen, die sich großer Beliebtheit sowohl unter wohlhabenden Kunden, Staatsoberhäuptern, aber auch Gangsterbossen erfreuten. Der Packard Modell A von 1899 war das erste Auto mit Kulissenschaltung. Bis dahin wurden Fahrzeuggetriebe seriell geschaltet, das heißt man konnte immer nur einen Gang herauf- oder herunterschalten.
Das Modell C (1901) war eines der ersten Automobile überhaupt mit einem Lenkrad anstelle eines Lenkhebels. 1903 gründete Packard als erster Hersteller eine Schule für Mechaniker, die später um eine Fachbibliothek erweitert wurde. Von 1915 bis 1923 produzierte Packard mit dem Twin Six den ersten Serienwagen der Welt mit einem V12-Motor. Eine spätere Variante, produziert von 1932 bis 1939, gehörte zu den besten Automobilen der USA. Im Jahr 1940 brachte Packard erstmals in einem Serienwagen eine Klimaanlage auf den Markt. Der Clipper war die Design-Sensation im folgenden Jahr. 1950 lancierte Packard als einziger von den Großkonzernen GM, Ford und Chrysler unabhängiger Hersteller ein eigenes Automatikgetriebe. 1954 fusionierte das Unternehmen mit Studebaker zur Studebaker-Packard Corporation. Die letzte von Packard selbst gebaute PKW-Generation erschien 1955 mit modernen V8-Motoren und einer innovativen Drehstabfederung. 1956 folgten die Automatikbedienung per Knopfdruck, eine eigene Servolenkung, das erste Sperrdifferential in einem Serienwagen und einer der stärksten Serienmotoren der Welt. Mit dem Clipper wurde für kurze Zeit eine neue Marke lanciert. Im gleichen Jahr ging Studebaker-Packard in den Besitz des Curtiss-Wright-Rüstungskonzerns über, der die Produktion in Detroit schloss und die Modelle der Marke zu Varianten des Studebaker President und Hawk machte. Diese Modelle waren die ersten Packards mit Karosseriekomponenten und Armaturenbrettern aus glasfaserverstärktem Kunststoff. Aufgrund des rückläufigen Absatzes wurde die Produktion 1958 eingestellt. 1962 wurde der Namensteil „Packard“ aus dem Firmennamen entfernt. Außer Automobilen stellte Packard auch Nutzfahrzeuge (1904–1923) sowie Motoren für Flugzeuge und Boote (1916–1956) her und entwickelte Düsentriebwerke für Kampfflugzeuge (1948–1952).
Mehrere Versuche, die Marke wiederzubeleben, sind bislang gescheitert.

## Geschichte

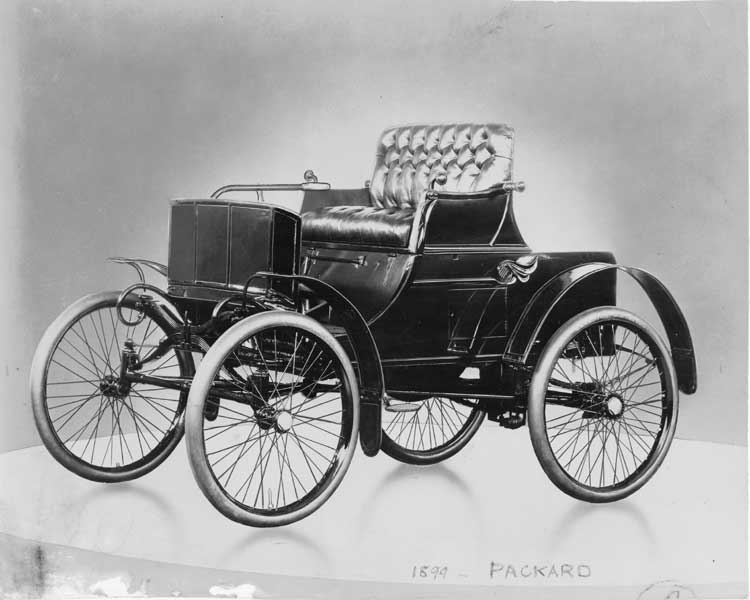
Packard Model A Runabout, Wagen Nr. 1 (Werkbild, Anfang November 1899)

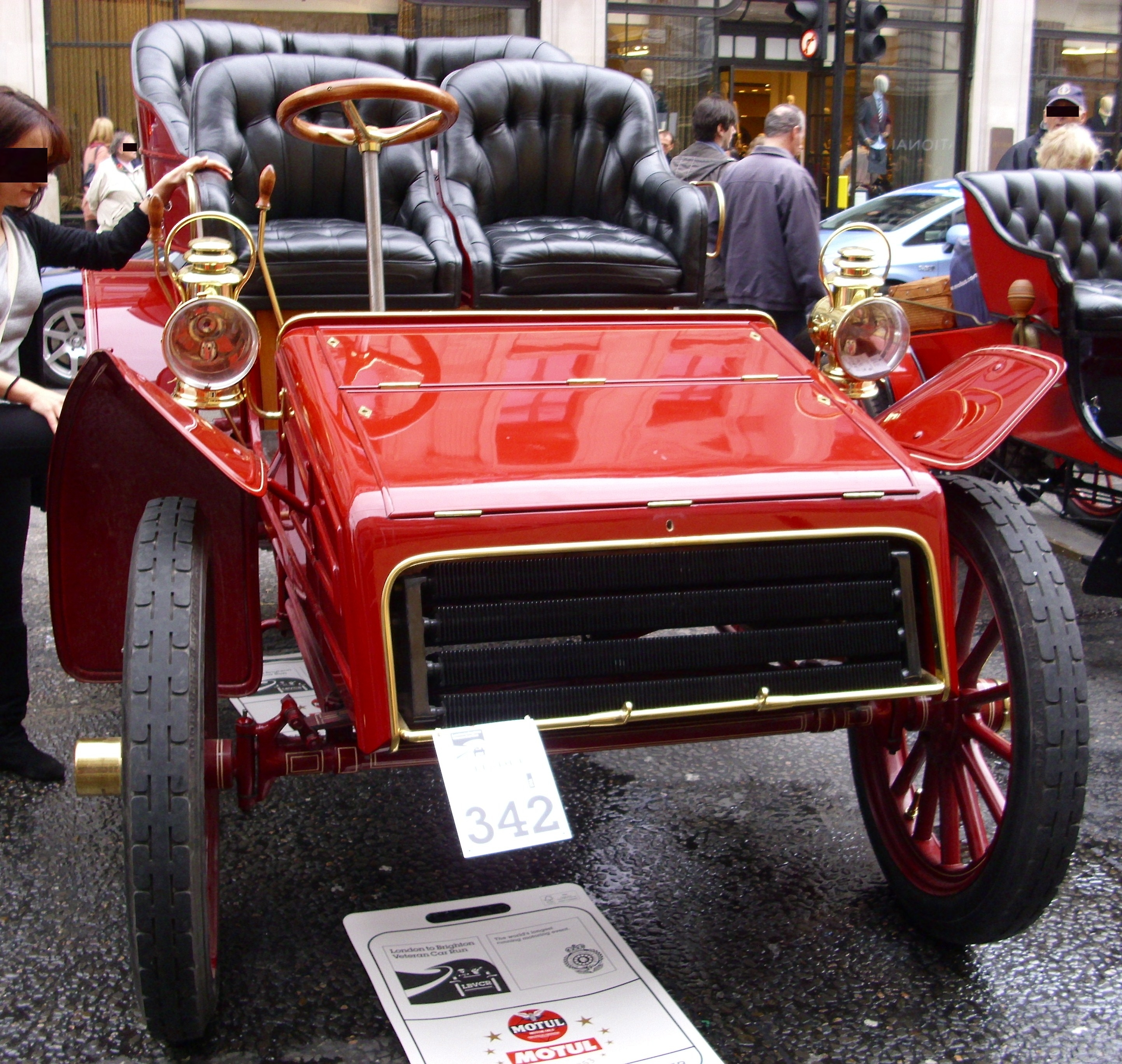
Packard Modell F, Einzylinder von 1903

Die Brüder James Ward Packard und William Doud Packard stammten aus einer angesehenen Unternehmerfamilie, die seit 1825 in der Region von Warren ansässig war. 1890 hatten sie mit Partnern die Packard Electric Company gegründet, welche Dynamos, Lampen, Kabel und elektrische Geräte herstellte und als erste elektrische Straßenbeleuchtungen anbot. Am 27. Januar 1891 gründeten sie die New York & Ohio Company zur Herstellung von Glühbirnen. Der Name ergab sich, weil die Packards Geschäftspartner und Verwandte aus New York am Unternehmen beteiligten.

### Einzylinder und Ohio Automobile Company
Leidvolle Erfahrungen mit einem Winton-Automobil motivierten J. W. Packard, Absolvent einer technischen Hochschule, ein eigenes Automobil zu bauen. Mit Hilfe des von der Winton Motor Carriage Company abgeworbenen Werksleiters William Albert Hatcher stellten sie 1899 innerhalb weniger Monate ein Auto mit Einzylindermotor auf die Räder. Von diesem Packard Model A gab es eine Vorserie von fünf Exemplaren; nur eines wurde tatsächlich verkauft. Zur weiteren Vermarktung begründeten die Brüder eine Partnerschaft mit dem Investor George L. Weiss, an der sie sich mit je US$ 3.000 beteiligten. Packard and Weiss war organisatorisch ihrem Glühlampenhersteller New York & Ohio Company angegliedert.
Hier entstanden die ersten Fahrzeuge, ehe eigene Räume zur Verfügung standen. Bereits am 3. Juli 1899 erfolgte die Gründung der Ohio Automobile Company, deren Mehrheitseigentümer und Präsident J. W. Packard wurde; dieser brachte auch fünf Patente ein. Als Chefingenieur fungierte William Albert Hatcher.
Der zuerst vorgesehene Markenname Ohio wurde schon zur Bauzeit des A fallen gelassen und die Fahrzeuge wurden wahrscheinlich bereits Ende 1899 „Packard“ genannt. In der Fachliteratur wird durchweg 1899 als Gründungsjahr des Unternehmens gesehen und auch vor 1903 entstandene Fahrzeuge – also die Modelle A, B, C, G, M und teilweise F werden als Vorläufer der Packard Motor Car Company zugeordnet.
William D. Rockefeller gehörte zu den ersten Kunden. Bereits 1901 machte Packard mit dem Werbespruch Ask the man who owns one auf sich aufmerksam.
Das Unternehmen war mit den folgenden Einzylindermodellen, vor allem dem Modell F, recht erfolgreich. 1903 gelang mit einem Old Pacific genannten, weitgehend der Serienversion entsprechenden Modell F die erst zweite Durchquerung des amerikanischen Kontinents von San Francisco nach New York City. Dabei bewältigte ein Dreierteam um Werksfahrer Tom Fetch in 62 Tagen eine Distanz von über 4.000 Meilen (ca. 6.500 km) auf unbefestigten Wegen.
Mit dem Modell G erschien 1902 ein Zweizylindermodell, das aber nicht weiterverfolgt wurde. Sein Motor bestand aus zwei Einzylindern mit je einem eigenen Vergaser. Packard verwendete Motor und Teile des Antriebsstrangs für seine ersten Nutzfahrzeuge. Das Modell G wurde nur vier Mal gebaut, ein Exemplar ist erhalten. 1903 wurde der letzte Einzylinder gebaut und der erste Vierzylinder erschien.

#### Zusammenstellung der Ein- und Zweizylindermodelle
| Mo- dell | Bau- jahr | Zyl./Hubraum | Leistung N.A.C.C. | Radstand | Karosserie | Pl. | Ein- heiten | Preis US$ | Bemerkungen                               |
| -------- | --------- | ------------ | ----------------- | -------- | ---------- | --- | ----------- | --------- | ----------------------------------------- |
| A        | 1899      | 1 / 2337 cm³ | 07–9 HP           | 1816 mm  | Roadster   | 2/4 | 005         | 1200      | H-Schaltung                               |
| B        | 1900      | 1 / 2337 cm³ | 09 HP             | 1930 mm  | Roadster   | 2/4 | 049         | 1200      | Gaspedal                                  |
| C        | 1901      | 1 / 3012 cm³ | 12 HP             | 1930 mm  | Roadster   | 2/4 | 081         | 1500      | Schneckenlenkung mit Lenkrad              |
| C        | 1901      | 1 / 3012 cm³ | 12 HP             | 1905 mm  | Surrey     | 6   | 081         | 1500      | Schneckenlenkung mit Lenkrad              |
| E        | 1901      | 1 / 3012 cm³ | 12 HP             | 2134 mm  | Surrey     | 4   | 001         | 1500      | Prototyp                                  |
| F        | 1902      | 1 / 3012 cm³ | 12 HP             | 2134 mm  | Roadster   | 2/4 | 179         | 2250      | Kühler vorn                               |
| F        | 1902      | 1 / 3012 cm³ | 12 HP             | 2134 mm  | Tonneau    | 5   | 179         | 2500      | Kühler vorn                               |
| F        | 1903      | 1 / 3012 cm³ | 12 HP             | 2235 mm  | Runabout   | 2/4 |             | 2000      | Stauraum und Kühler vorn                  |
| F        | 1903      | 1 / 3012 cm³ | 12 HP             | 2235 mm  | Touring    | 5   | 2300        |           | Stauraum und Kühler vorn                  |
| M        | 1902      | 1            | 14 HP             |          |            |     | 001         |           | Prototyp; Sprühschmierung für Kurbelwelle |
| G        | 1902      | 2 / 6030 cm³ | 24 HP             | 2311 mm  | Surrey     | 4   | 004         |           |                                           |
| G        | 1902      | 2 / 6030 cm³ | 24 HP             | 2311 mm  | Tonneau    | 8   | 004         |           |                                           |

Eine rückwärts gerichtete Sitzbank für zwei Personen kostete für die Roadster der Baureihen A, B und C 50 US$ Aufpreis.
Der um 1901 vorgestellte und sehr populäre Oldsmobile Curved Dash Modell R mit ähnlichem Konzept und 4 ½ PS kostete dank Serienfertigung ab US$ 650.
Über ein Modell D ist nichts bekannt, wahrscheinlich wurde die Bezeichnung in Reserve gehalten.

### Packard Motor Car Company und Detroit

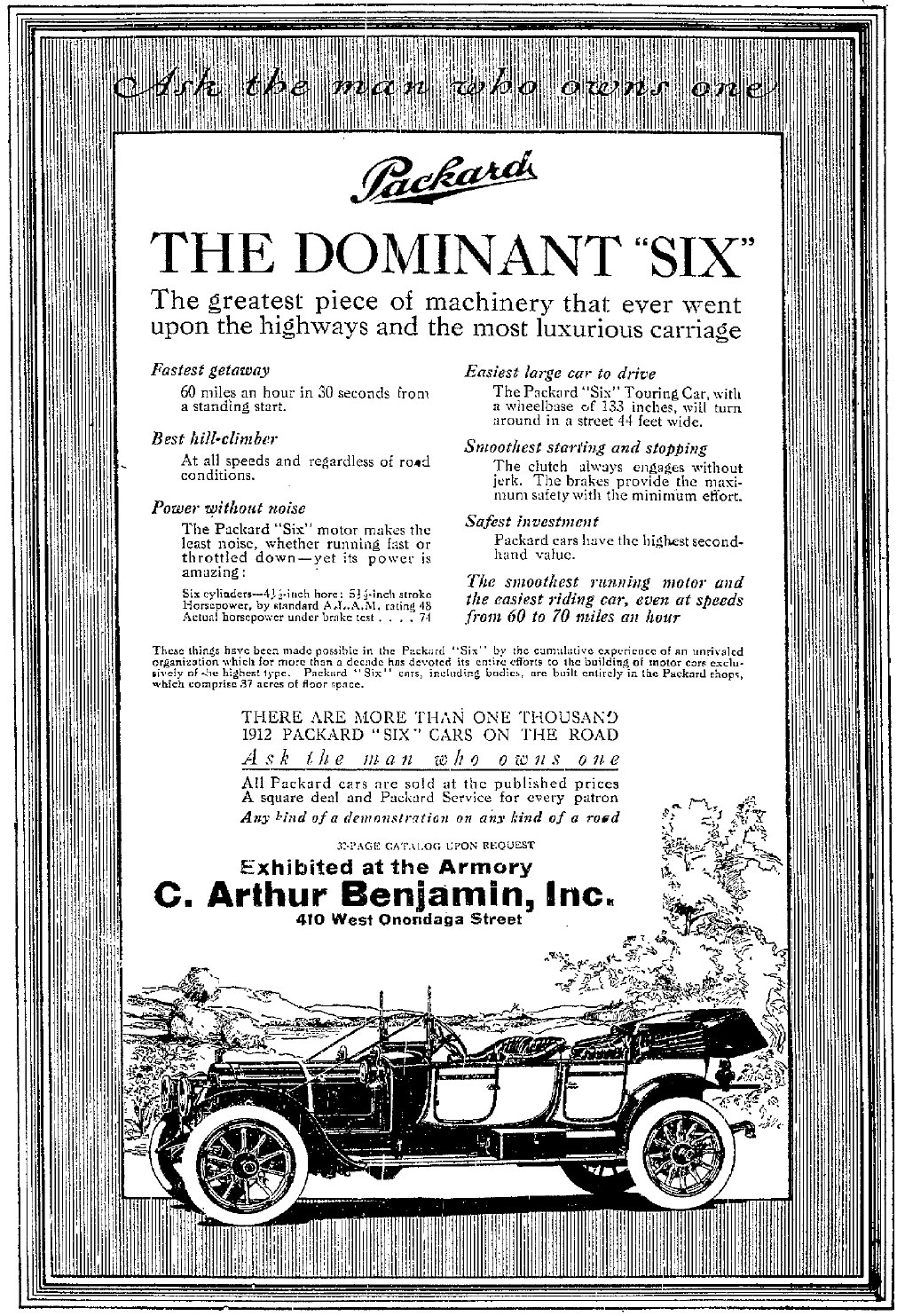
Anzeige für den Packard Dominant Six Serie -48 (1912)

1903 erfolgte eine Reorganisation mit dem Zweck, zusätzliche Mittel zu beschaffen. Eine Investorengruppe um Henry Bourne Joy und seinen Schwager Truman Handy Newberry stieg ein. W. D. Packard hatte sich bereits zuvor zurückgezogen; auch Weiss und Hatcher verließen nun das Unternehmen, das am 13. Oktober 1903 in Packard Motor Car Company umbenannt wurde. Joy wurde am 11. September 1903 als Geschäftsführer eingesetzt. Zuvor waren Russell Alger, jr. als Vizepräsident und Phillip H. McMillan als Finanzchef gewählt worden. J. W. Packard wurde als Präsident bestätigt und blieb bis 1909 in diesem Amt.
Neuer Chefingenieur wurde der Franzose Charles Schmidt. Auf die Einzylindermodelle folgte zunächst der Zweizylinder Modell G, der zeitweilig parallel zum F angeboten wurde. Ein Modell M wird verschiedentlich erwähnt. Das Fahrzeug wurde 1902 gebaut und bis mindestens Mai 1903 erprobt. Es gibt keine Zeichnungen oder eindeutigen Abbildungen. Klar ist, dass der Einzylinder eine Sprühschmierung des Kurbelwelle hatte und mit 14 bhp nur 2 bhp mehr leistete, als das Modell F. Weil es J. W. Packard Mitte 1903 als „nicht viel versprechend“ beurteilte und das Werk ohnehin vier weitere Modelle auf dem Markt oder in Erprobung hatte, wurde M letztlich als überflüssig gestrichen. Möglicherweise endeten einige Vorserien-Fahrgestelle als leichte Nutzfahrzeuge.
1903–1904 erstellte das Unternehmen ein neues Werk am East Grand Boulevard in Detroit. Architekt Albert Kahn führte den Bau mit einer Nutzfläche von 9290 m² in Eisenbeton aus; er gilt als weltweit erste Fabrik in dieser Bauweise.
Nach ersten Versuchen 1903 begann im folgenden Jahr die Produktion von Nutzfahrzeugen. Bis 1906 wurde das Werk um mehr als das dreifache auf 30.193 m² vergrößert. Das Werk blieb, mit zahlreichen Erweiterungen, bis zur Aufgabe des Standorts Detroit Ende Juni 1956 ununterbrochen in Betrieb. Danach verfiel es zunehmend und wird heute gerne als Beispiel für den Niedergang der Autostadt Detroit gezeigt, obwohl es mit dessen Ursachen eigentlich nichts zu tun hat.

### Vierzylinder

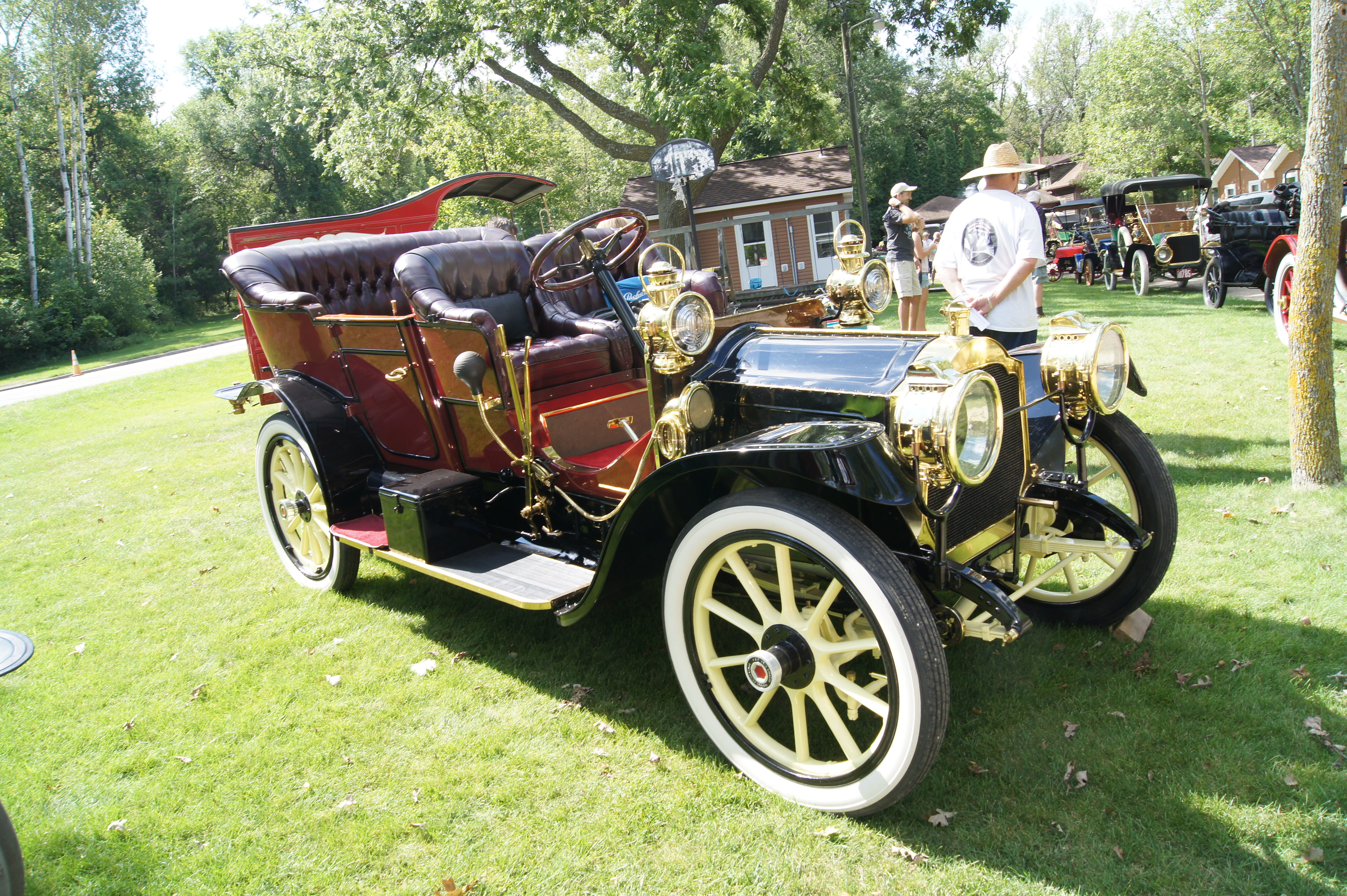
Packard Eighteen Touring Serie NB (1910)

Im Automobilbereich folgten kurz nacheinander die Vierzylindermodelle K, L, N und S (Modell 24), welche die Entwicklung zum Luxusfahrzeug endgültig vollzogen. Modell K war der erste Packard mit Frontmotor und der einzige mit einer „Schaufelnase“ wie sie typisch war für Renault, C.G.V. oder Mors dieser Epoche. Außerdem sprengte er mit einem Preis ab US$ 7.300 oder 7.500 (je nach Quelle) den üblichen Rahmen für ein offenes Oberklassefahrzeug bei weitem. Modell L war der erste Packard mit der markanten Form des Kühlers, welche ein Markenzeichen bis 1957 bleiben sollte. Angeblich wurde sie von Schmidt vorgeschlagen, der sich vom de Dion-Bouton inspirieren ließ. Ab dem Modell S verwendete Packard T-Kopf-Motoren für alle folgenden Vierzylinder (bis 1912). Mit den Nachfolgern Modell Thirty (Serie U, 1907–1912) und Eighteen (Serien NA bis NE, 1909–1912) etablierte sich Packard als Hersteller von großen, luxuriösen und hochwertigen Wagen.

### Dominant Six

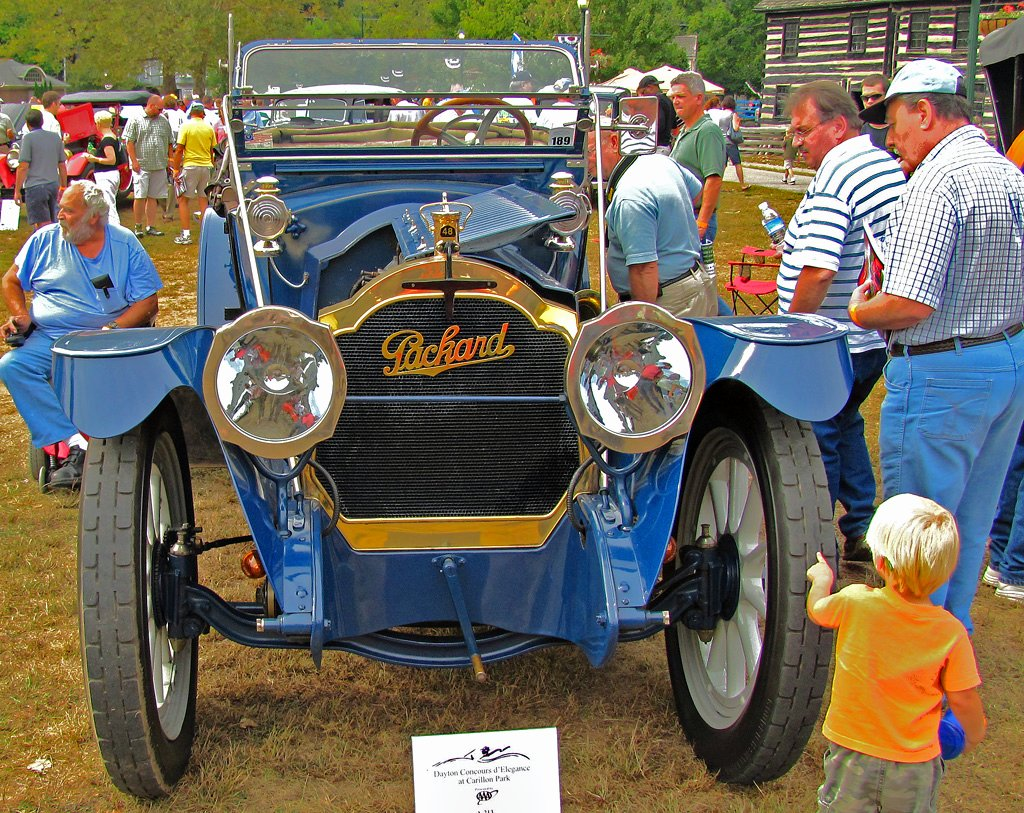
Packard Dominant Six 4-48 Runabout (1914)

Das darauf folgende Sechszylindermodell Packard (Dominant) Six gehörte zu den exklusivsten Fahrzeugen und half, den Begriff der „drei großen P“ zu prägen. Gemeint waren damit die damals in den USA führenden Hersteller Pierce-Arrow, Peerless und eben Packard. Den Dominant Six gab es als 38 HP und 48 HP, wobei die tatsächliche Leistung deutlich höher war, als in der Modellbezeichnung angegeben. Faktisch handelte es sich um zwei Baureihen mit unterschiedlichem Radstand. Die Motoren waren unterschiedlich konstruiert. Mit dem Ende des Dominant Six endete vorübergehend die Zweimodell-Politik der Marke.
Zu dieser Zeit zog sich auch J.W. Packard aus der Firma zurück; er hatte das Amt des Firmenpräsidenten eher aus formalen Gründen behalten und war gar nicht erst nach Detroit umgezogen. Henry B. Joy übernahm seine Nachfolge.

### Twin Six

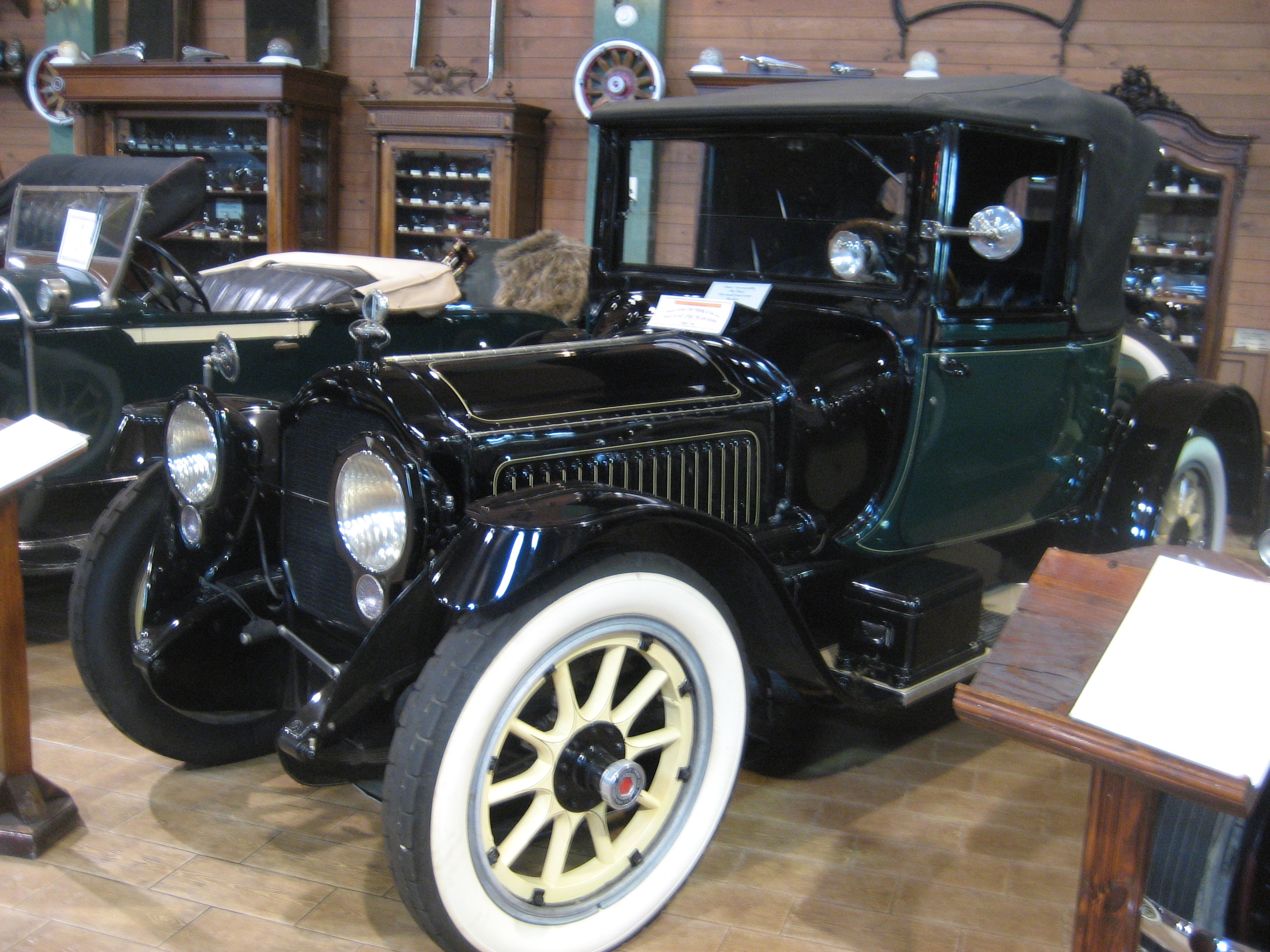
1917 Packard Twin Six 2-25 Convertible Coupe von Holbrook

Unter dem neuen Chefingenieur Col. Jesse G. Vincent entwickelte Packard mit dem im Mai 1915 eingeführten Twin Six den ersten Serienwagen mit V12-Motor. Dabei griff Vincent auch auf Erfahrungen zurück, die er bei der Entwicklung des Liberty-Flugmotors für die Aviation Section des U.S. Signal Corps, Vorläuferin der United States Air Force, gesammelt hatte. Vincent war neben Henry M. Leland und Elbert J. Hall maßgeblich an diesem Projekt beteiligt. Er etablierte auch eine Flugmotorenabteilung im Unternehmen. Später folgten Bootsmotoren. Der Twin Six hatte einen Hubraum von 6.821 cm³ (424 in³) und eine Leistung von 88 hp (64,7 kW) bei 2.600/min. Bis 1923 wurden 30.941 Twin Six in drei Serien und einer Vielzahl von Varianten gebaut.
1916 übernahm Alvan Macauley das Amt des Firmenpräsidenten und behielt es bis 1939.
In Daytona Beach stellte Ralph DePalma am 12. Februar 1919 mit einem von Vincent vorbereiteten Spezialfahrzeug, dem Packard 905, den Geschwindigkeitsweltrekord über eine Meile bei 149,875 mph (241,2 km/h) ein. Das Fahrzeug hatte einen Packard V12 Flugmotor mit 905 in³ (14.830 cm³).
Dass US-Präsident Warren G. Harding einen Twin Six von Packard zu seiner Amtseinführung nutzte – erstmals ließ sich ein Präsident in einem Auto zum Weißen Haus vorfahren –, trug sicher zum Ruf der Marke bei. Auch US-Präsident Franklin Delano Roosevelt gehörte, wie die Könige von Norwegen und Jugoslawien, Zar Nikolaus II. oder der chinesische General und Warlord Chang-Tso-Lin zum Kundenkreis.

### (Single) Six und (Single) Eight

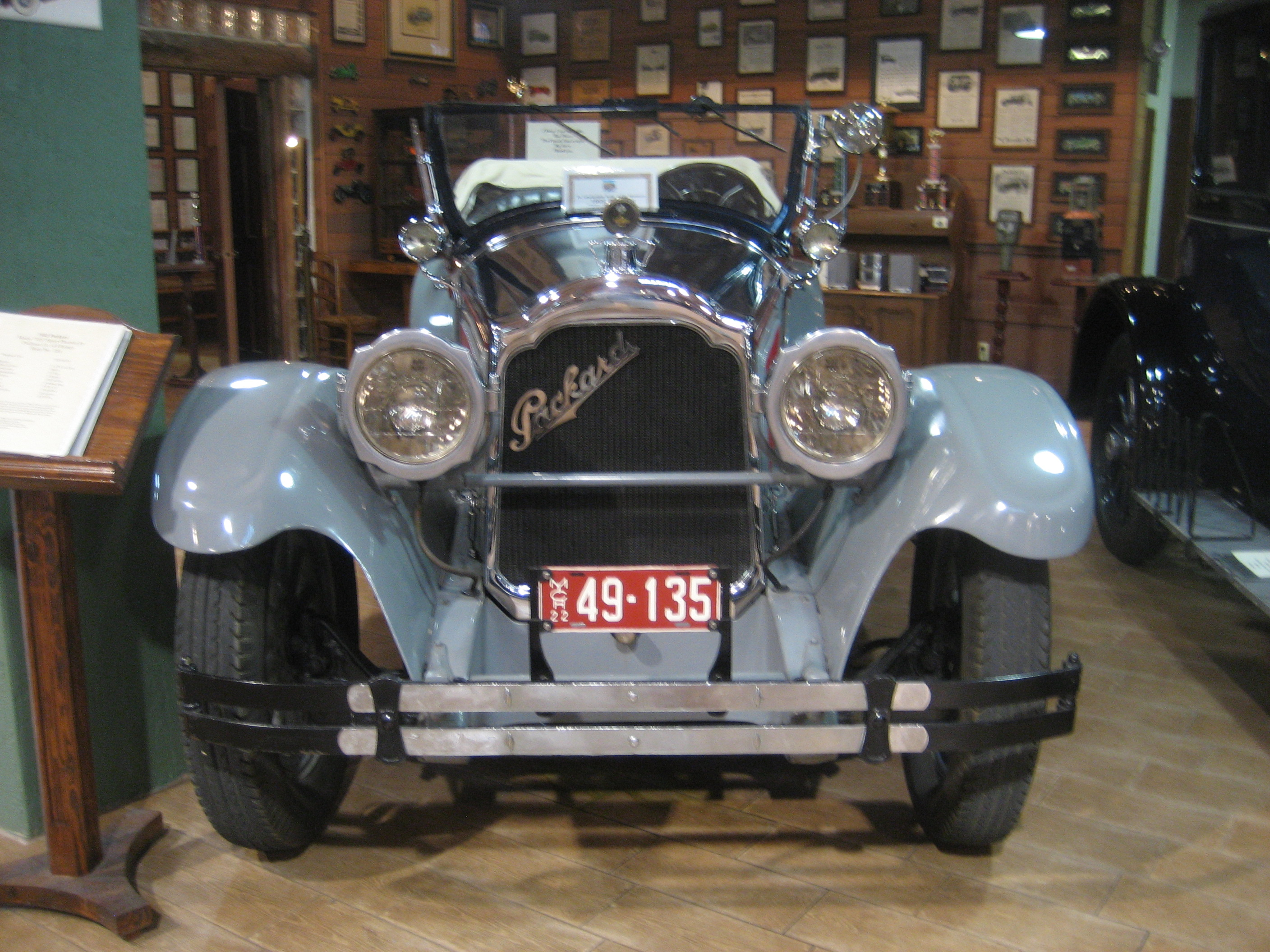
1922 Packard Single Six 126 Sportmodell, vierplätzig

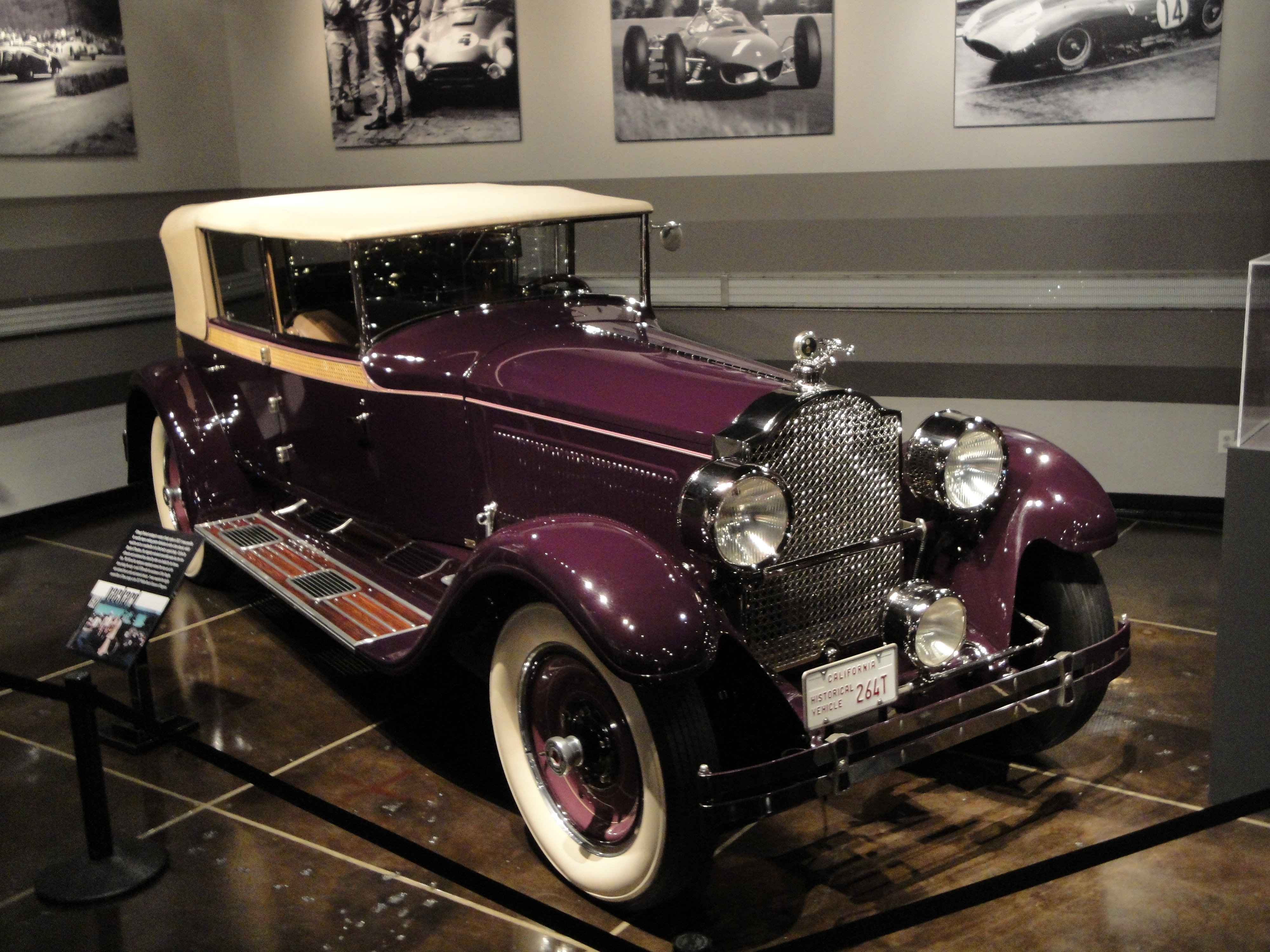
Packard Eight Modell 343 Convertible Sedan von Murphy (1927)

1920 wurde dem Twin Six ein leichterer siebenfach gelagerter Sechszylinder zur Seite gestellt. Der neue Single Six sollte in der Oberklasse mit Cadillac oder Lincoln konkurrieren. Erst der später daraus entwickelte Six erreichte aber befriedigende Verkaufszahlen. Die Konstruktionsprinzipien des Single Six beeinflussten alle späteren Reihenmotoren der Firma. 1923 gab man die Nutzfahrzeugproduktion auf. Im Kalenderjahr 1927 wurden 31.211 Packard verkauft; rund 90 % davon waren Six Packard-Personwagenfahrgestelle wurden aber weiterhin gerne als Basis für Ambulanzen und Bestattungsfahrzeuge genutzt. Eine besonders enge Zusammenarbeit bestand bis 1954 mit Henney, einem führenden Anbieter solcher Aufbauten.
Als Ersatz für den Twin Six führte Packard mit dem Single Eight ein weiteres, sehr erfolgreiches Modell ein, das Packards lange Tradition großvolumiger und kraftvoller, mit tiefen Drehzahlen arbeitenden Reihenachtzylinder begründete. Über 5,8 Liter Hubraum verfügte der seidenweich laufende, neunfach gelagerte seitengesteuerte Reihenachtzylinder. Das Fahrzeug hatte von Anfang an mechanische Vierradbremsen und entwickelte sich zum am weitesten verbreiteten Luxuswagen der USA in den 1920er Jahren. Die Bezeichnung hielt sich nur ein Jahr, danach wurde das Modell schlicht Eight genannt. 1928 wurde die Reihe aufgeteilt; der Eight wurde als Custom Eight weiter gebaut. Ihm wurde ein technisch identisches, aber einfacher ausgestattetes Standard Model 443 zur Seite gestellt. Selbst nach der Einführung des neuen V12 1932 blieb er noch mehrere Jahre im Programm.
Am 20. März 1928 verstarb J. W. Packard nach langer Krankheit. Das Unternehmen ehrte ihn auf seine Weise: Im Oktober 1928 wurde im Einverständnis mit seiner Witwe eine leicht angepasste Version des Familienwappens als neues Markenlogo eingeführt – eines der wenigen in der Automobilindustrie, das einen realen Hintergrund hatte und nicht der Fantasie eines Designers entsprungen war. Packard verwendete es bis zur Produktionseinstellung 1958. Mittlerweile hatte Packard den Ruf erworben, konservative Wagen zu bauen, die sich unter der wohlhabenden Kundschaft sowie unter Staatsoberhäuptern auf der ganzen Welt großer Beliebtheit erfreuten. Gelobt wurde vor allem die große Zuverlässigkeit der Autos. Zu dieser Zeit produzierte Packard etwa die Hälfte aller weltweit verkauften Luxusfahrzeuge und hatte in den USA die unbestrittene Dominanz in diesem Marktsegment.
1928 ist das letzte Jahr, in dem Packard mit trommelförmigen Scheinwerfern ausgestattet wurden.
Ab 9. Juli 1928 senkte Packard die Preise für den Six um ca. US$ 300, um Lagerbestände abzubauen. Seit 1926 war es immer wieder zu Gerüchten betreffend eine Fusion von Packard mit Nash, Hudson oder Chrysler gekommen. Macauley sah sich schließlich veranlasst, eine Zeitungsanzeige zu schalten, in welcher er unmissverständlich festhielt, dass die Packard Motor Car Company auch künftig unabhängig bleiben wolle. 1928 war ein Boomjahr für die gesamte US-Autoindustrie mit einem Wachstum von rund 30 % gegenüber dem Vorjahr; im Luxusbereich war das Ergebnis allerdings durchwachsen. Lincoln büßte 5,8 % ein, Pierce-Arrow 1,7 %, Peerless 20,6 % und Cadillac kompensierte seinen Rückgang um 1,4 % mit dem LaSalle, der in seinem zweiten Jahr 68,7 % zulegte – wohl auch auf Kosten von Buick, bei der ein Minus von 15,7 % zu verkraften war. Packard legte in dieser Zeit 37,4 % zu.

### “Custom Body by Packard”
Bis dahin hatte Packard auf externe Designberater gesetzt. Traditionell wurde mit den führenden Karosseriebauunternehmen zusammengearbeitet. Das Management wählte jedes Jahr eine Reihe von Sonderaufbauten aus, welche in einem Sonderkatalog zusammenfasst wurden. Praktisch immer waren Varianten von LeBaron (später Dietrich), Rollston, Judkins und Holbrook vertreten.
Was intern entworfen wurde, lag in der Verantwortung von Chief body engineer Archer L. Knapp. Ab 1927 begann Packard damit, eine eigene Abteilung für Sonderkarosserien aufzubauen. Sie unterstand administrativ Raymond B. Birge, zuvor General Manager bei LeBaron. Als Designer verpflichtete Birge Werner Gubitz, ebenfalls von LeBaron. Zweck der Abteilung war es, einen Teil des lukrativen Geschäfts mit Sonderaufbauten zu Packard zu ziehen. Die Custom Body Abteilung ergänzte die Zusammenarbeit mit den Karossiers, ersetzte sie aber nicht. Die Qualität ihrer Aufbauten war ebenbürtig mit jener der führenden Karossiers, erreichte aber nicht deren Prestige.

#### Neue Serienbezeichnungen
1929 änderte Packard sein Modellbezeichnungssystem. Dieses bestand aus drei Ziffern, von denen sich die erste auf die Serie des Modells bezog und zweite Rückschlüsse auf den Radstand erlaubte. 1922 gab es zum Beispiel den Single Six 126 und 133 (1. Serie, Radstand annähernd 126 resp. 133 Zoll). Sobald mehrere Baureihen gleichzeitig liefen (was mit dem Single Eight ab 1924 wieder der Fall war), wurde das sehr verwirrend. So standen 1928 bei den Händlern gleichzeitig Six 526 und 533 sowie Custom Eight 443 und Standard Eight Model 443. Fortan erhielten alle Baureihen eines Modelljahres die gleiche Serienbezeichnung, beginnend mit der 6. Serie. Demnach existiert kein Eight der 5. Serie.
Serienbezeichnungen verloren ihren Sinn erst, als Packard 1951 auf jährliche Modellwechsel umschwenkte. Bis zum Zweiten Weltkrieg flossen Verbesserungen laufend in die Produkte, ohne dass deswegen ein höherer Preis verlangt worden wäre.

### 6. Serie

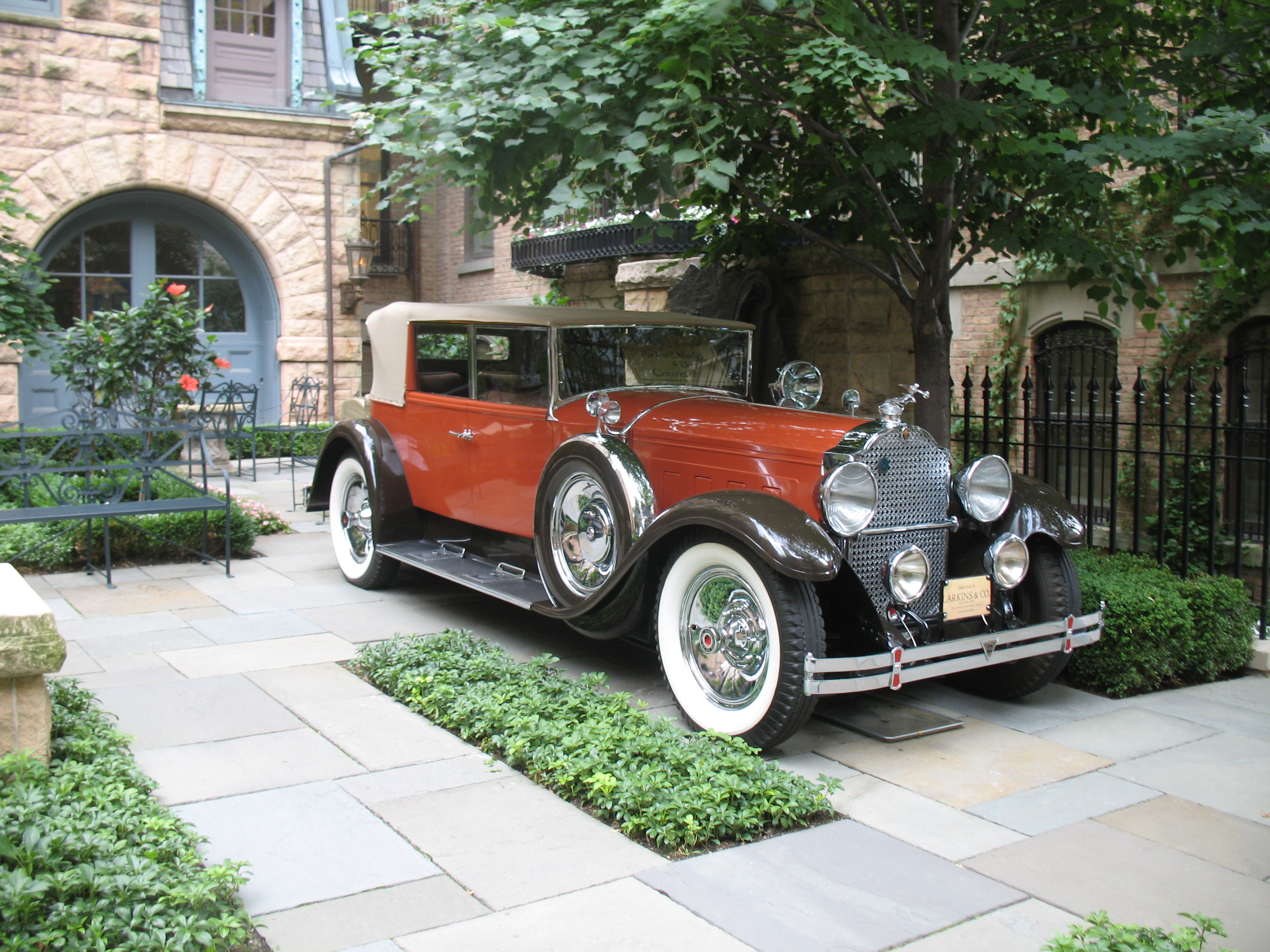
1929 Packard Custom Eight 640 4-door Convertible Sedan, Karosserie von Larkins, San Francisco

Bauzeit: 1. August 1928 bis 20. August 1929
Mit der 6. Serie führte Packard weitere Neuerungen ein. Erstmals bestand die Modellpalette ausschließlich aus Achtzylinder-Modellen (bis 1931; 8. Serie). Den Sechszylinder ersetzte ein neuer Standard Eight (Modelle 626 und 633) mit einer kleineren Ausgabe des bekannten Packard-Achtzylinders. Standard Eight haben als einzige Modelle serienmäßig an der Motorhaube Kühlschlitze; größere Modelle wurden mit einer Reihe von Klappen ausgeliefert.
Die Preise lagen anfangs etwa US$ 200 über jenen des Six des Vorjahres; eine Preissenkung Mitte des Jahres brachte sie auf gleiches Niveau und teilweise leicht darunter.
Der „große“ Packard blieb weiterhin erhältlich; als Custom Eight 640 entsprach er der einfacheren Version des Vorjahres mit Serienkarosserien und Preisen, die bis zu 700 US$ unter dem Niveau des Eight Standard Model 443 von 1928 lagen. Allerdings wurde der Radstand auf 140,5 Zoll (3569 mm) verkürzt. Die Bezeichnung Custom („auf Wunsch“) ist irreführend; zwar waren Fahrgestelle für Sonderaufbauten erhältlich, aber die Baureihe bestand aus Serienversionen. Eigens für Sonderaufbauten vorgesehen war der neue Eight Deluxe 645, welcher einen Monat nach Einführung der anderen Modelle nachgeschoben wurde. Er war technisch identisch mit dem Custom Eight, hatte aber einen längeren Radstand von 145 Zoll (3696 mm).
Eine besondere Rolle nahm der Speedster 626 ein. Er teilte das Chassis mit der Kurzversion des Standard Eight. Der Motor war aber eine überarbeitete Version des Custom-Eight-Triebwerks. Achsen und Bremsen wurden an die höhere Leistung angepasst. Der Speedster kostete mit US$ 5.000 ziemlich genau doppelt so viel wie ein Standard-Eight-Roadster. Die Leistung betrug 90 hp für den Standard Eight, 105 für den Custom Eight und 130 für den Speedster. Als Designberater für die Serienversionen wurde Raymond Dietrich herangezogen. Packard der 6. Serie sind die ersten Modelle der Marke mit gerundeten Scheinwerfergehäusen. Dietrich hatte außerdem bei den Serienkarosserien die doppelte Gürtellinie im Passagierbereich durch eine einzeln geführte ersetzt. Diese war im Bereich der Motorhaube schmal und verbreiterte sich ab der A-Säule.
43.149 Standard Eight, 9.801 Custom Eight, 2.061 Deluxe Eight und 70 Speedster wurden gebaut.

### 7. Serie

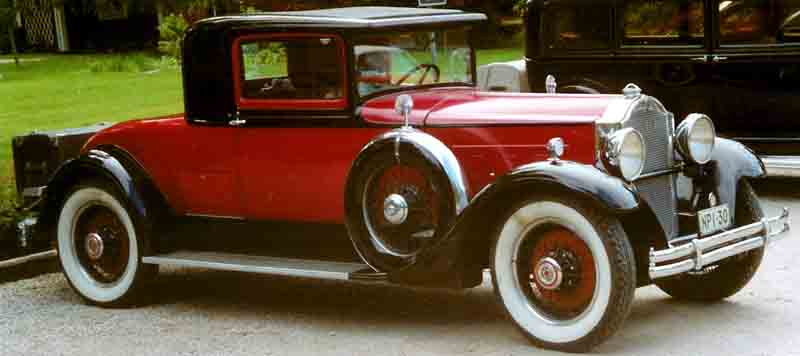
1930 Packard Standard Eight 733 Coupé

Bauzeit Standard Eight 726/733, Custom Eight 740, Deluxe Eight 745: 20. August 1929 bis 13. August 1930

Bauzeit Speedster Eight 734: Januar 1930 bis 13. August 1930
Im ersten Quartal des Jahres 1929 explodierte der Automobilmarkt förmlich; ein Plus von 49,9 % war die Folge. Für Packard entwickelten sich die Verkäufe noch besser; dies wurde die erfolgreichste Periode seiner Geschichte, während die Konkurrenz weiterhin mit rückläufigen Zahlen kämpfte.
Der Erfolg beruhte auf der Weiterführung des bewährten Konzepts. Der Speedster Eight wurde auf ein eigenes, längeres Fahrgestell gesetzt und zu einer eigenen Modellreihe (734) ausgebaut; vier Karosserievarianten standen zur Auswahl. Die Leistung stieg auf 145 hp (106 für den Custom Eight). Der Boattail Speedster ist heute einer der bekanntesten Klassiker überhaupt.
Noch im Monat der Markteinführung der 7. Serie brach am „Schwarzen Donnerstag“ (29. August 1929) die Börse ein. Es folgte die Weltwirtschaftskrise, welche die Autoverkäufe aller Hersteller einbrechen ließ.
Viele von ihnen gingen in der Folge in Konkurs oder gaben auf. Auch Packard wurde heftig getroffen; der Luxusmarkt hatte den größten Rückgang zu verzeichnen. In dieser Zeit entstanden einige der zeitlos schönsten Automobilkarosserien – und nicht wenige auf Packard-Fahrgestellen. Werk-Designer war Werner Gubitz. Dabei wurde wenig am Erscheinungsbild geändert; die 7. Serie unterschied sich von der 6. optisch vor allem durch andere Scheinwerfer und die Versetzung der Positionslampen auf die Kotflügel. Zu den technischen Verbesserungen gehörten ein Getriebe mit 4 statt 3 Gängen, doppelte Keilriemen, thermostatgesteuerte Lamellen vor dem Kühler für alle Modelle und ab Mitte des Modelljahrs eine Vakuumpumpe.
Sonderaufbauten lieferten die besten Karossiers der USA, u. a. LeBaron, Dietrich, Willoughby, Rollston, Brunn oder Murphy.
Die Verkaufszahlen zum Ende der 7. Serie waren alarmierend: Über ein Drittel weniger (28.270) Standard Eight und über 40 % weniger (4.999) Custom Eight konnten abgesetzt werden. Die 47 (117) mehr verkauften Speedster Eight fielen da noch weniger ins Gewicht, als die rund 1.000 (3.007) Deluxe Eight.

### 8. Serie

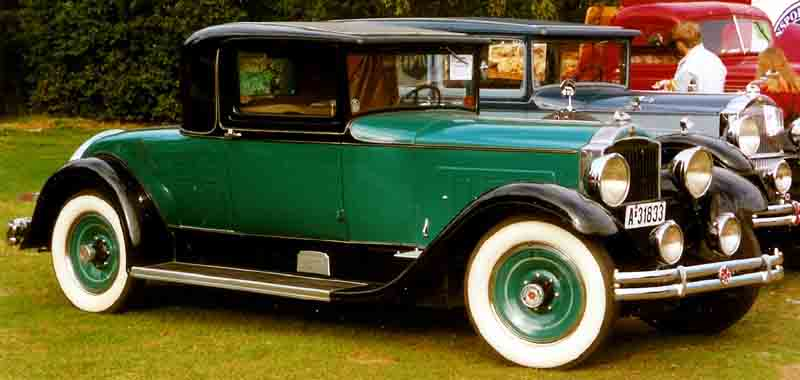
1931 Packard Standard Eight 833 2/4 passenger Coupe (Stil #468). Optionen: Motorhaube mit Klappen statt Schlitzen, Zusatzscheinwerfer, Trittschutz, Weißwandreifen, Kühlerfigur „Goddess of Speed“

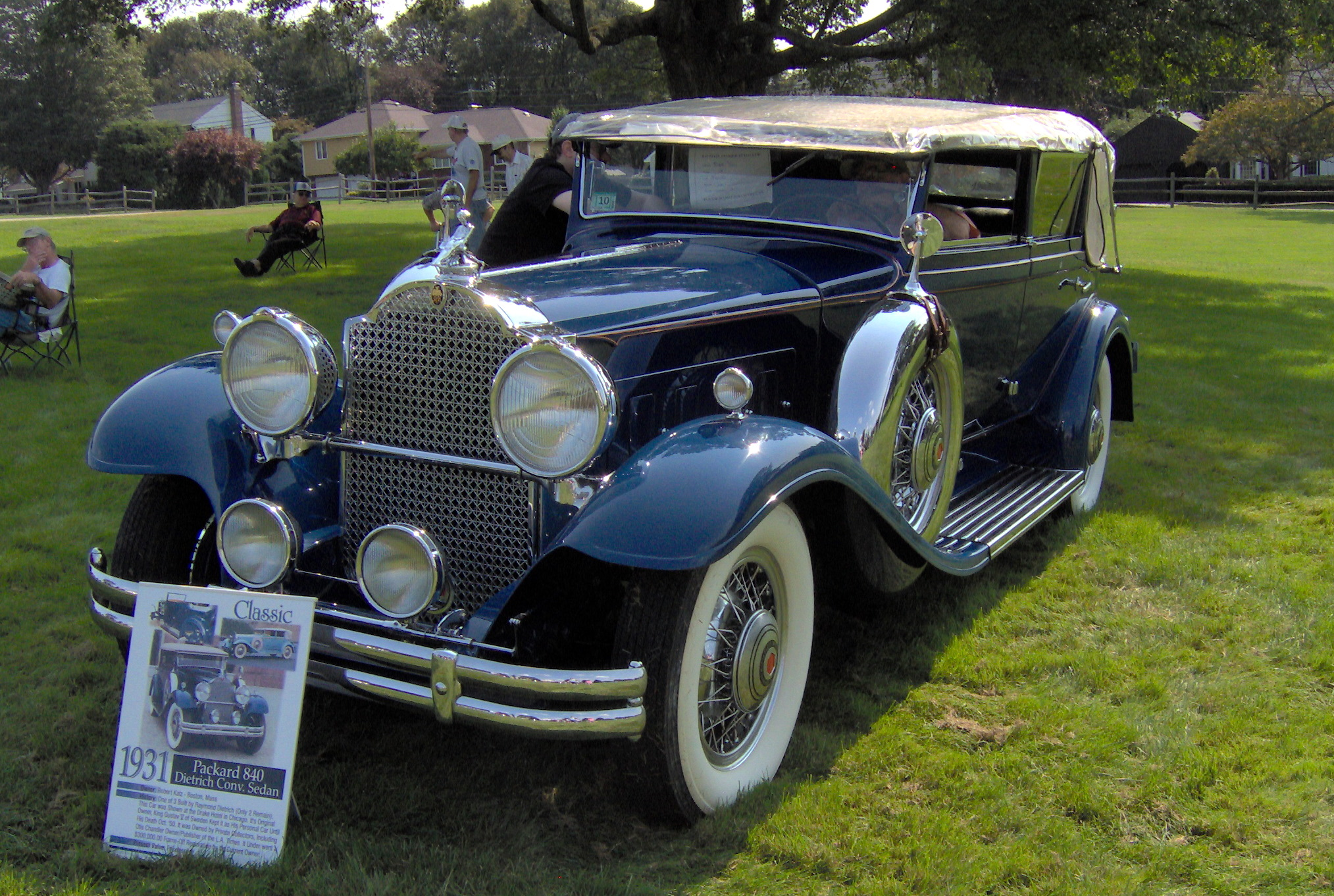
1931 Packard Individual Custom Eight 840 Convertible Sedan von Dietrich. Diese Bezeichnung ist irreführend; das Fahrzeug ist ein Deluxe Eight mit einer Karosserie aus dem Individual Custom Eight Katalog (Nr. 1881). Die Kühlerfigur „Adonis“ war ein Werkszubehör während der Serien 6 bis 8.

Bauzeit: Standard Eight 826 und 833: 14. August 1930 bis 22. Juni 1931

Bauzeit: Deluxe Eight 840 und 845: September 1930 bis 22. Juni 1931
Die 8. Serie bestand aus den Baureihen Standard Eight 826 und 833 sowie Deluxe Eight 840 und 845. Eher Kosmetik war der Wegfall des Custom Eight 840, der in der Deluxe Eight Reihe aufging. Auch der Speedster wurde ersatzlos gestrichen. Faktisch reduzierte Packard damit sein Angebot von vier auf zwei Baureihen mit je zwei Radständen. Packard listete für die 8. Serie:
- Standard Eight 826: 1
- Standard Eight 833: 11 (+1 gegenüber der 7. Serie)
- Deluxe Eight 840: 9 (-1 gegenüber der 7. Serie)
- Deluxe Eight 845: 2

Den Individual Custom Eight Katalog gab es noch in reduzierter Form mit nun neun statt 13 Versionen. Sieben stammten aus hauseigener Produktion. Einzig Dietrich war noch mit den Convertible Sedan und Convertible Victoria als externer Karossier vertreten. Alle diese Versionen konnten neu nicht nur für den 840 bestellt werden, sondern auch für den 833.
Die preiswerteste (auch weil sehr beliebte) war Dietrichs Victoria Convertible zu US$ 4.275 respektive US$ 5.175, die teuerste das All-weather Town Car Landaulet ab US$ 5.175 respektive US$ 6.075. Das Einsteigermodell Standard Eight 826 Sedan kostete US$ 2.385.
Die Unterschiede zur 7. Serie sind minimal. Es gab größere Radnabenabdeckungen, eine neue Motorhaubenverriegelung, geänderte Stoßstangen und ein Lenkrad mit drei statt vier Speichen. Auch der 840 erhielt nun geschwungene vordere Kotflügel, wie sie im Vorjahr noch dem 745 vorbehalten gewesen waren.
Auch technisch wurde wenig geändert. Der Motor des Standard Eight erhielt vom 734 Speedster inspirierte Konstruktionselemente, wie dessen Ventile und einen überarbeiteten und höher gesetzten Auspuffkollektor, diesen jedoch ohne die Kühlrippen des 734. Die Leistung stieg auf 100 hp für den Standard Eight und 120 hp für den Deluxe Eight.
Eine neue elektrische Benzinpumpe ersetzte die vakuumgesteuerte des Vorjahres. Auch die überarbeitete Bijur Zentralchassis-Schmierung arbeitete nicht mehr mit Unterdruck und nun vollautomatisch; sie musste also nicht mehr täglich einmal per Handzug betätigt werden. Nur noch für die Scheibenwischer wurde Vakuum benötigt.
Packard hatte größte Probleme, im depressiven wirtschaftlichen Umfeld die aktuellen Modelle zu verkaufen, während bereits die 9. Serie anlief. Am 23. Juni 1931, kurz nach Einführung der 9. Serie, wurden Preisnachlässe auf Fahrzeuge gewährt, die noch auf Halde standen. Diese Rabatte waren für Standard Eight deutlich niedriger als für Deluxe Eight. Ein 833 2/4 Passenger Coupé etwa kostete noch US$ 2.175 statt US$ 2.525 und sein Gegenstück als 840 US$ 2.900 statt US$ 3.545. Die letzten Fahrzeuge wurden im September 1931 zu noch einmal herabgesetzten Preisen angeboten. Das besagte 833 Coupé war nun für nur noch US$ 1.885 zu haben und der Händler gab notfalls noch optionale seitliche Ersatzräder, gegebenenfalls mit Verschalung ohne Mehrpreis dazu. Es war fast schon ein Akt der Verzweiflung, dass das Werk ein Umbausatz auflegte, mit dem Händler ihre unverkauften Fahrzeuge optisch näher an die 9. Serie bringen konnten. Dies betraf insbesondere eine leicht angewinkelte Kühlermaske. Natürlich beeinträchtigte das den Absatz der 9. Serie.
Die verheerende Verkaufszahlen trafen aber nicht nur Packard; die Wirtschaftskrise brach in der ganzen Branche voll durch. Mit 12.105 Exemplaren des Standard Eight wurde das schlechte Ergebnis des Vorjahres mehr als halbiert und mit 3.345 Exemplaren des Deluxe Eight gegenüber den 8.006 Exemplaren des „großen“ Packard des Vorjahres schnitt diese Baureihe noch schlechter ab.

### 9. Serie

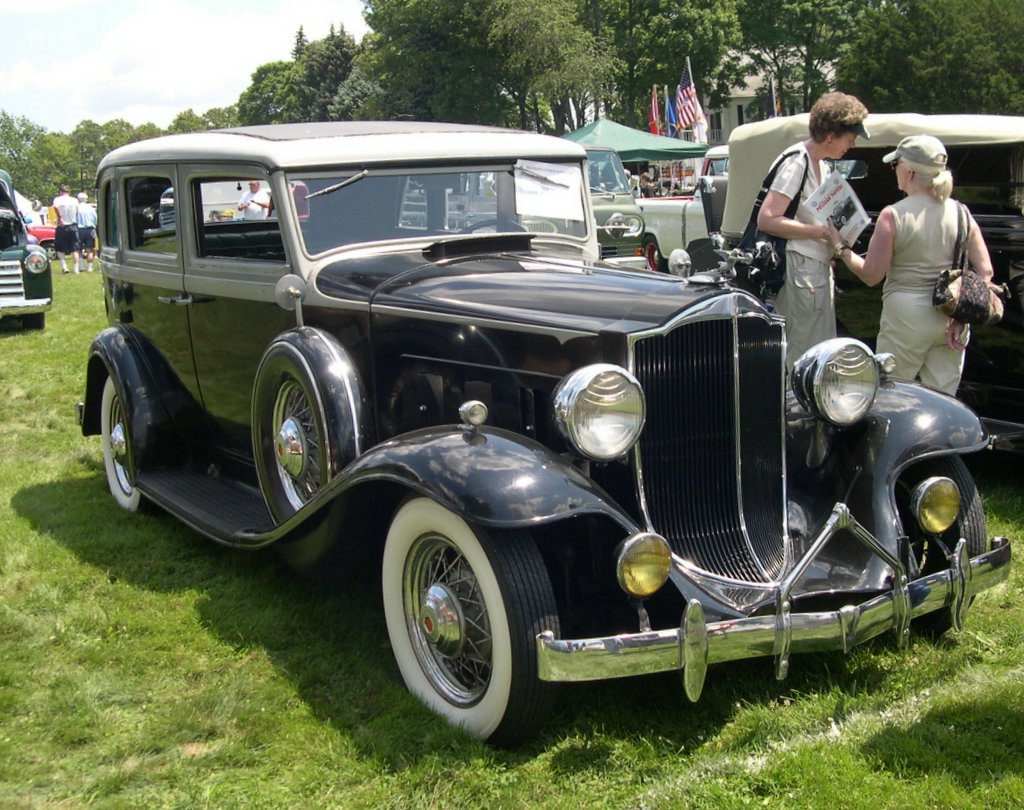
1932 Packard Light Eight 900 Sedan. Die Farbtrennung ist nicht original; Nebellampen und „Overrider“ (Dreieck-Rohre an der Stoßstange) sind Zubehör.

Bauzeit Standard Eight 901/902, Eight Deluxe 903/904, Individual Custom Eight 904 23. Juni 1931 bis 1. Januar 1933

Bauzeit Light Eight 900, Twin Six 905/906, Individual Twelve 906 : 9. Januar 1932 bis 5. Januar 1933
Als die 9. Serie Ende Juni 1931 bei den Händlern stand, waren keine tiefgreifenden Änderungen festzustellen. Die Fahrgestelle wurden überarbeitet und erhielten eine Kreuztraverse zur Verstärkung. Die Leistung war auf 110 respektive 135 hp angestiegen. Das preiswerteste Modell und das einzige mit einem Radstand von 129 1/2 Zoll – war der Standard Eight Sedan Modell 901. Alle anderen Standard Eight hatten einen Radstand von 136 1/2 Zoll (Modell 902). Auch Light Eight und Standard Eight erhielten nun Klappen anstelle von Kühlschlitzen in der Motorhaube. Neu für die ganze 9. Serie waren die vom Fahrersitz aus dreifach verstellbaren, hydraulischen Stoßdämpfer.
Das größere Modell hieß nun Eight Deluxe (903, 904), alle Fahrgestelle waren etwas länger (142 1/2 oder 147 1/2 Zoll), die Kotflügellinie etwas eleganter und die Fahrzeuge erhielten einen wenig mehr als angedeuteten „Spitzkühler“.
Die großen Neuigkeiten wurden am 9. Januar 1932 nachgeschoben und rundeten die Modellpalette nach oben und unten ab. Letztlich war klar: Packard brauchte dringend ein Volumenmodell. So entstand der neue Light Eight (900). Das Fahrgestell war von jenem des vormaligen Standard Eight 726 abgeleitet. Es erhielt ebenfalls die X-Traverse und vorne eine weitere K-Traverse. Der Radstand wuchs von 127½ auf 127¾ Zoll. Es standen nur vier, allerdings neue, Karosserien zur Wahl (5-sitzige Sedan und Coupé-Sedan sowie 2/4 sitziges Stationary Coupé und Roadster Coupé). Die Ausstattung war etwas einfacher und der Wagen erhielt eine eigenständige, modische Front mit unten vorgezogener Kühlermaske. Der Preis war sehr attraktiv. Doch gerade darin lag das Problem des Light Eight: Wie die nachfolgende Tabelle zeigt, bestand bei identischer Motorisierung ein großer Preisunterschied zwischen den beiden Baureihen. Wohl gab es vom Standard Eight 902 weit mehr Karosserievarianten; doch die gängigsten deckte auch der Light Eight ab.
|                  | 900 Light 8 | 901 Standard 8 | 902 Standard 8 |
| Radstand         | 127¾ Zoll   | 129½ Zoll      | 136½ Zoll      |
| ---------------- | ----------- | -------------- | -------------- |
| Sedan 5 pl.      | 1.750 US$   | 2.485 US$      | 2.775 US$      |
| Coupé 5 pl.      | 1.795 US$   | -              | 2.975 US$      |
| Coupé 2/4 pl.    | 1.795 US$   | -              | 2.675 US$      |
| Roadster 2/4 pl. | 1.795 US$   | -              | 2.650 US$      |

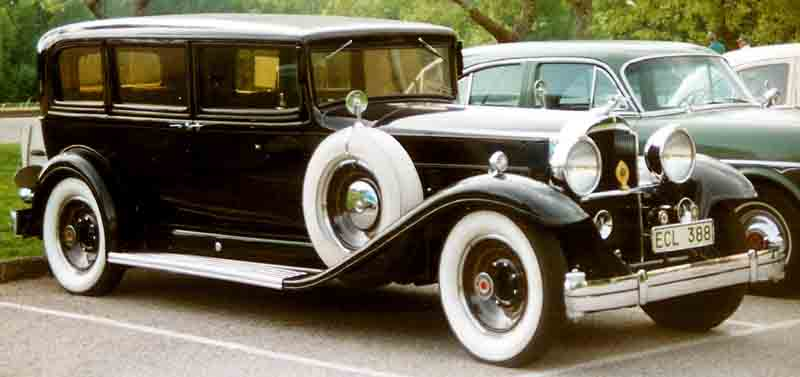
Packard Eight Deluxe Modell 904 Sedan-Limousine (1932) mit in gesenkter Stellung unsichtbarer Trennscheibe zum Chauffeur. Die gelbe Färbung der Scheiben ist auf die Alterung des Sicherheitsglases zurückzuführen.

- Zum Vergleich des Light Eight Sedan wurde der 902 Club Sedan mit ähnlich großem Innenraum herangezogen; der „normale“ Sedan war ein Siebensitzer und kostete 2.885 US$.
- Zum Vergleich des Light Eight Coupé-Sedan wurde das fünfsitzige 902 Coupé herangezogen.

Der Light Eight waren bis zu 500 kg leichter als der Eight. Das wirkte sich nicht nur positiv auf den Verbrauch aus, wichtiger noch waren die Fahrleistungen. Zweifellos war der Light Eight eine überlegenswerte Alternative zum Eight und dem Kunden stellte sich nicht nur die Frage nach vergleichbaren Konkurrenzprodukten (zum Beispiel von Buick oder Chrysler), sondern auch, ob der Preisunterschied zum Eight gerechtfertigt war. Er betrug gegenüber dem 902 immerhin knapp US$ 1.000 oder den Gegenwert eines Mittelklassewagens und knapp US$ 500 gegenüber dem 901 Sedan. Light Eight Roadster und 2/4 Coupé waren zudem bei sportlichen Fahrern beliebt, weil sie vergleichsweise kompakt und schnell waren.
Das Modell am oberen Ende der Preisskala erschien nur, weil seine Entwicklung bei Ausbruch der Wirtschaftskrise zu weit fortgeschritten war, als dass man es noch hätte stoppen können. Ganz bestimmt brauchten die USA keinen weiteren Zwölfzylinder. Doch genau den brachte Packard heraus. Nach alter Tradition wurde er Twin Six (905, 906) genannt.
| Radstand Zoll | Eight Deluxe | Twin Six |
| ------------- | ------------ | -------- |
| 142½          | 903          | 905      |
| 147           | -            | 906      |
| 147½          | 904          | 906      |

Der Twin Six erhielt einen seitengesteuerte V12 mit einem Hubraum von 445,5 in³ (7300 cm³) und einer Leistung von 160 HP (117,86 kW) bei 3200/min. Der Gabelwinkel betrug 67°, die Zylinderbohrung 87 mm und der Hub 102 mm. Zur Gemischaufbereitung wurde ein Stromberg-Fallstromvergaser EE3 verwendet.
Packard rationalisierte die Produktion, indem für die großen Achtzylinder und den Twin Six ein fast identisches Fahrgestell verwendet wurde, so dass die Karosserien zwischen den beiden Baureihen austauschbar wurden. Deluxe Eight 903 und Twin Six 905 waren ebenso Modelle mit Werkskarosserien, wie je ein Sedan und eine Limousine mit langem Radstand (147½ Zoll). Packard lieferte weiterhin Deluxe Eight und Twin Six mit Einzelkarosserien aus einem eigenen Katalog. Sie beschränkten sich auf Fahrgestelle der Baureihen 904 sowie 906 mit 147 Zoll Radstand. Letzteres war eine Anpassung zur Vereinfachung der Sonderaufbauten, die damit zwischen Eight Deluxe und Twin Six kompatibel waren (und die gleichen Typennummern trugen). Ähnlich, wie es Cadillac mit seinen exklusiven Fleetwood-Karosserien machte, baute auch Packard die meisten Sonderaufbauten selbst. Diese waren mit einem Schild Custom-built by Packard gekennzeichnet. Einige Karosserien steuerte auch Dietrich bei. Alle Versionen aus dem genannten Katalog wurden als Individual Custom Eight und Individual Custom Twelve bezeichnet.
Die Verkäufe von Eight Deluxe und Individual Custom Eight brachen auf 1.657 Stück und die des Eight auf 7.669 Stück ein. Dafür verkauften sich 6.785 Exemplare des Light Eight. Nur 548 Twin Six konnten verkauft werden. Die Leistung betrug 110 bhp (82 kW) für Light Eight und Eight, 135 bhp (101 kW) für Eight Deluxe und 160 bhp (119 kW) für den Twin Six.
Weil sich nun Eight Deluxe und Twin Six die Fahrgestelle teilten, funktionierte das bisherige Nummerierungssystem, das nach Radstand unterschied, nicht mehr. Daher gibt die erste Ziffer (ab 10. Serie: die ersten beiden) wie bisher die Serie an und die letzte die Modellreihe resp. Modellreihe und Fahrgestell. Die 0 dazwischen hat keine Funktion.
Die 9. Serie wird trotz ihrer langen Laufzeit üblicherweise dem Modelljahr 1932 zugeordnet.

### 10. Serie

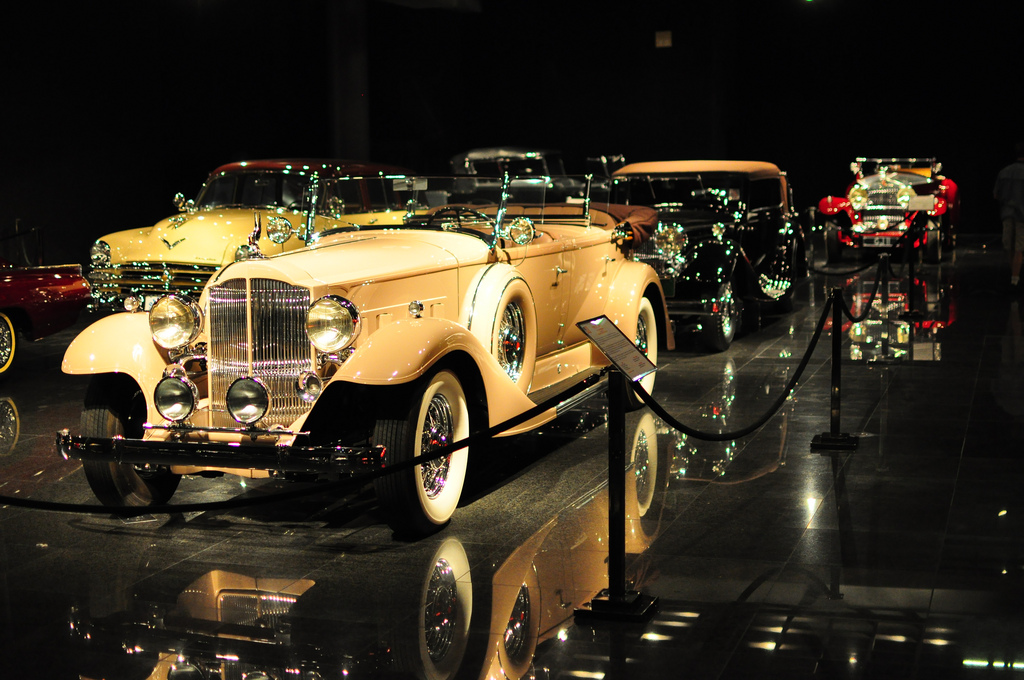
Packard Twelve Individual Custom Twelve Modell 1005 Sport Phaeton von Dietrich (1933)

Bauzeit: 6. Januar bis 20. August 1933
1932 hatte Amos Northup für Graham ein neues Design abgeliefert, das in der Autoindustrie stark beachtet und von vielen Herstellern kopiert wurde. Wesentliches Merkmal waren lange Kotflügel mit seitlich heruntergezogenen „Schürzen“. Auch Packard folgte diesem Trend. Die im Kotflügel eingelassenen Batterie- und Werkzeugkasten wurden eliminiert, das Werkzeug stattdessen im Heck untergebracht. Die Batterie saß nun unter der Motorhaube. Der Motor erhielt eine neue Dreipunktaufhängung. Es gab eine neue Einscheiben-Trockenkupplung und eine automatische Starterklappe für den Twelve. Technisch veränderte sich sonst wenig.
Der Light Eight verschwand sang- und klanglos; ein hervorragendes Auto zu einem mehr als konkurrenzfähigen Preis, das gerade deshalb den Verkäufen des eigenen Eight mehr schadete, als der Konkurrenz.
Der Eight, in der 10. Serie Nachfolger des Standard Eight, erschien folgerichtig wieder mit zwei Radständen als Modell 1001 (kurz) und 1002 (lang), wobei die vier auf dem kurzen Radstand angebotenen Varianten jenen des Light Eight entsprachen und sich von diesen nur durch das Facelift, bessere Ausstattung und deutlich höhere Preise unterschieden. Der Eight erhielt einen Stromberg-Fallstromvergaser, die Hypoid-Hinterachse des Light Eight auch für Eight 1001 und 1002 verwendet. Speichenräder waren Standard. Auf der Zubehörliste für den Eight standen Scheiben- oder Artillerieräder, seitlich montierte Reserveräder, ebenfalls auf Wunsch in einem Metallgehäuse, eine automatische Kupplung und ein Suchscheinwerfer. Die Leistung stieg auf 120 bhp (89 kW) an.
Der Super Eight löste sowohl DeLuxe Eight wie Individual Custom Eight ab. Es gab nur noch zwei Radstände; durch den Wegfall der längsten Version waren Custom-Versionen nur noch für den Twelve erhältlich. Gegen Aufpreis erhältlich waren eine Heizung im vorderen Fußraum, die schweren vorderen Stoßstangen des Twelve, die außen Gewichte enthielten, um Vibrationen zu dämpfen und den Suchscheinwerfer, der nur bei offenen Modellen zur Grundausstattung gehörte. Super Eight brachten mit 145 bhp (108 kW) ebenfalls mehr Leistung.
Die Leistung stieg beim Eight auf 120 bhp (89 kW) und beim Super Eight auf 145 bhp (108 kW) an. Trotzdem konnte Packard auf dem Höhepunkt der Wirtschaftskrise gerade noch 3.009 Eight, 1.327 Super Eight und 547 Twelve absetzen. Das reichte, um einen kleinen Gewinn auszuweisen.
Die Packard Motor Car Company ließ ein Kinderbuch drucken mit dem Titel With Jack & Jill In Motor-Car-Land. Darin wurde wohl erstmals auf kindgerechte Art erklärt, wie Automobile gebaut wurden und wie sie funktionieren.

### 11. Serie

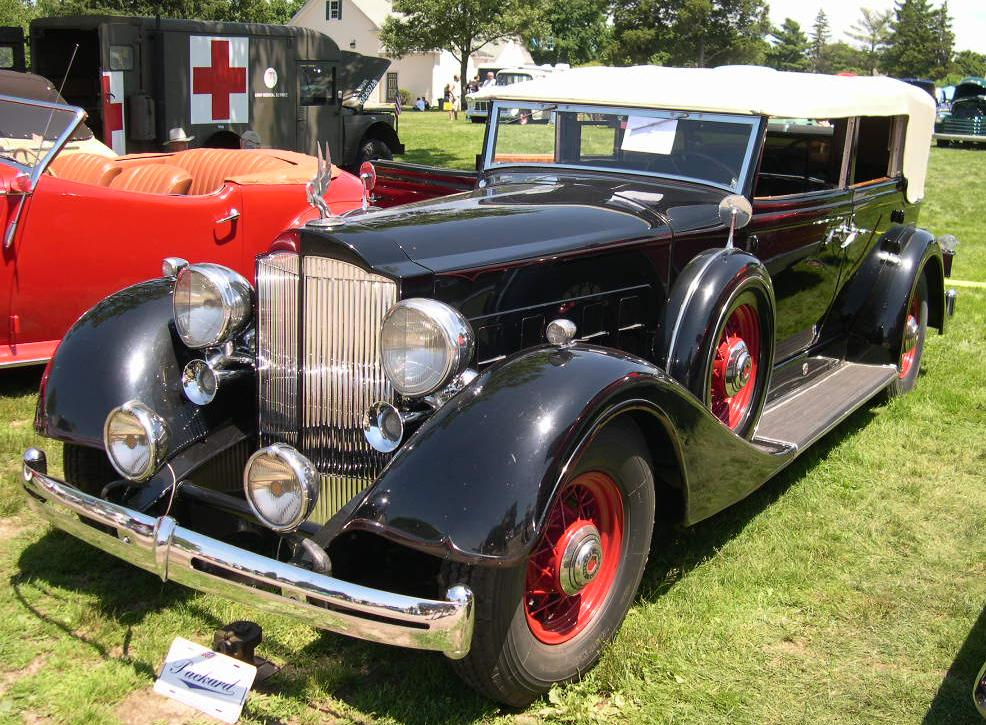
1934 Packard 1104 Super Eight Convertible Sedan

Bauzeit: 21. August 1933 bis 29. August 1934
Packard war als unabhängiger Hersteller nicht in der glücklichen Lage, Verluste von teuren Marken durch das Volumen der billigeren auffangen zu können. Somit mussten alle Modelle profitabel sein.
Die 11. Serie erhielt dezente technische und optische Verbesserungen. Die Leistung blieb unverändert. Neu stand die Kühlermaske etwas stärker geneigt, die Kotflügel wurden massiver, indem sie vorne auf die Höhe der Stoßstange gezogen seitlich stärker geschürzt wurden. Die Stoßstangen des Standard Eight erhielten einen Schlitz, um sie zweiteilig erscheinen zulassen. Weiterhin erhältlich waren die Deluxe-Stoßstangen mit dem Gegengewicht. Der Tankeinfüllstutzen war durch den Sockel des linken Schlusslichts zugänglich. Anstelle der kritisierten Ausstellfenster wurden Beschläge von General Motors zugekauft. Ein Radio war erstmals als Option erhältlich.
Der Eight war nun mit drei statt zwei Radständen erhältlich:
- Modell 1100 3289 mm (129,5 Zoll)
- Modell 1101 3461 mm (136,25 Zoll)
- Modell 1102 3588 mm (141 Zoll)

Die Scheinwerfergläser im Super Eight und Twelve erhielten den gleichen vertikalen „Knick“, den auch die Kühlermaske hatte.
Auch Super Eight und Twelve hatten je drei Fahrgestelle. Die Custom-Karosserien aus dem Twelve-Katalog war auch wieder für den Super Eight lieferbar.
Auf einem abgeänderten Fahrgestell des Eight 1101 wurde eine kleine Serie von Speedstern aufgelegt. Um die Felgen des Twelve mit dem größeren Lochkreis aufnehmen zu können, mussten dessen Achsen verwendet werden. LeBaron zeichnete drei hoch elegante, sportliche Entwürfe. Der Runabout Speedster hatte ein Spitzheck, dann gab es ein Sport Coupé mit aerodynamischem Heck und winzigem Heckfenster und ein längeres Phaeton mit zwei Windschutzscheiben. Alle hatten tropfenförmige Kotflügel. Sowohl LeBaron, als auch Packard Custom bauten einige wenige dieser mit Preisen ab 16.000 US$ exorbitant teuren Fahrzeuge, die direkt mit dem Duesenberg J Roadster konkurrierten. Runabout und Roadster waren die einzigen Twelve auf dem kürzesten Fahrgestell (1106).
Die Preise zogen leicht an. Packard verkaufte 5.148 Stück des Eight, 3.945 Exemplare des Super Eight und 986 Stück Twelve (darunter nur 4 Sport Coupés), allerdings wurde die 11. Serie deutlich länger produziert als die 10.

### 12. Serie

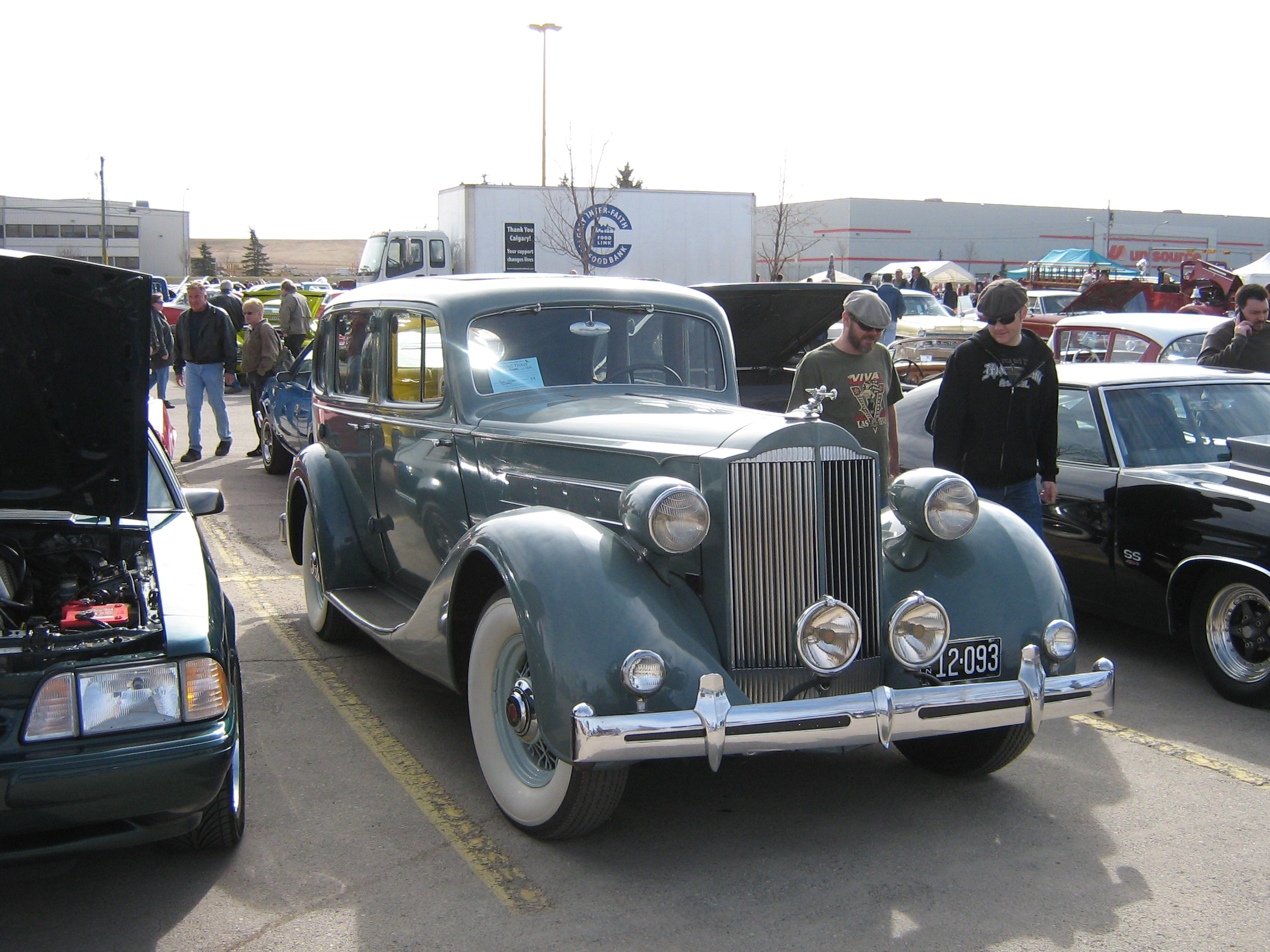
Packard Eight Model 1200 5-passenger Sedan (Style #803), Packards preisgünstigstes Senior-Modell (1935)

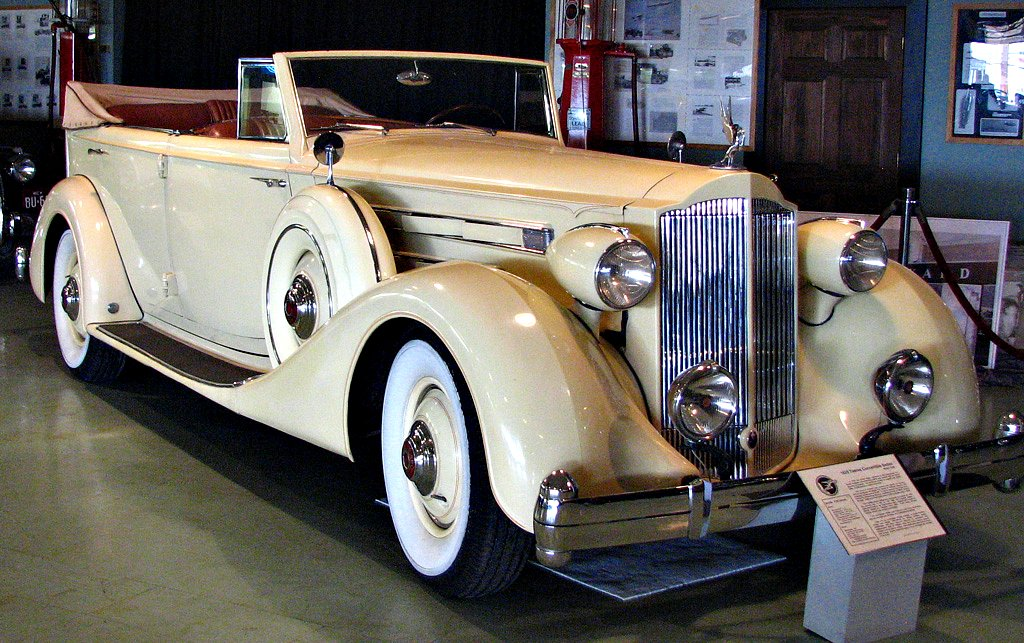
Packard Twelve Convertible Sedan Modell 1208 (1935)

Bauzeit Eight, Super Eight, Twelve: 30. August 1934 bis 9. August 1935
Mit dem One Twenty erschien im Januar 1935 ein für die Marke revolutionäres Modell. Die 12. Serie wurde aber bereits Ende August eingeführt. Sie bestand aus den üblichen Baureihen Eight, Super Eight und Twelve. Neu war auch der Eight nun mit drei statt zwei Radständen erhältlich, dafür entfiel der kürzeste des Twelve.
Trotz der anhaltenden Wirtschaftskrise leistete sich Packard zahlreiche technische Verbesserungen. Gewohnt zurückhaltend fiel die optische Modernisierung aus. Die Karosserien wurden etwas stärker gerundet und die Kühlermasken standen erneut etwas stärker geneigt. Die Scheinwerfer erhielten torpedoförmige Gehäuse, die üblicherweise in der Wagenfarbe lackiert wurden; seitlich war ein Chromstreifen vorgesehen, der in zeitgenössischen Illustrationen erschien, aber kurz nach dem Serienstart weggelassen wurde. Hingegen hatte der Twelve ein entsprechendes Zierteil oben am Gehäuse. Auch die Motorhaube erhielt erstmals Chromzier an der Flanke und die hinteren Kotflügel wurden massiver. Neu waren alle Türen hinten angeschlagen. Seitlich angebrachte Reserveräder mit optionaler Verschalung waren weiterhin erhältlich und bei einigen großen Modellen Standard. Bei allen anderen Versionen wurde das Reserverad in einem Fach im Heck mitgeführt. Während die meisten Viertürer noch keinen integrierten Kofferraum besaßen, war dieser in den verschiedenen Club Sedan vorgesehen. In der Folge setzte er sich zunehmend durch; Packard verwendete (wie auch andere Hersteller) für diese Modelle den Zusatz „Touring“, um sie von den Sedan und Limousinen ohne Kofferraum zu unterscheiden. „Touring Sedan“ blieb bis 1956 ein feststehender Begriff für die Viertürer. Der Tankeinfüllstutzen wurde in den Träger des linken Schlusslichts verlegt. Innen wurde der Handbremshebel unter das Armaturenbrett verlegt.
Alle Motoren wurden aufgewertet mit Aluminium-Zylinderköpfen und einer Erhöhung der Verdichtung (bei den Achtzylindern auf 6,5 : 1) und dementsprechend mehr Leistung: 130 bhp für den Eight und 150 bhp für den Super Eight. Der Achtzylinder bestand vollständig aus Grauguss und war neunfach gelagert. Der Zwölfzylinder erhielt zusätzlich eine Hubraumvergrößerung durch mehr Hub (nun 108 statt 102 mm). Nun leistete er 175 hp (128,8 zW) bei immer noch 3200/min aus 473.7 in³ (7757 cm³). Auf Wunsch war eine höhere Verdichtung erhältlich, wodurch sich die Leistung auf 180 hp erhöhte. In dieser Form wurde der V12-Motor bis zu seiner Produktionseinstellung 1939 gebaut.
Alle Fahrgestelle erhielten verstärkte Kreuztraversen. Die stabförmige, vordere Traverse wurde durch eine massivere ersetzt. Der Twelve erhielt zudem eine neue Dreipunkt-Motoraufhängung mit Gummilagerung für noch mehr Laufruhe. Hingegen wurde die vordere Starrachse beibehalten. Nur noch für den Eight waren auf Wunsch Holzspeichen-Artillerieräder lieferbar; die Standardausstattung bestand aus Scheibenrädern; Drahtspeichenräder waren alternativ für alle Modelle lieferbar. Die Radstände wurden kürzer:
- Eight Modell 1200: 3226 mm (127 Zoll); nur Sedan[37]
- Eight Modell 1201: 3404 mm (134 Zoll)[37]
- Eight Modell 1202: 3531 mm (139 Zoll)[37]
- Super Eight Modell 1203: 3353 mm (132 Zoll); nur Sedan[37]
- Super Eight Modell 1204: 3531 mm (139 Zoll)[37]
- Super Eight Modell 1205: 3588 mm (144 Zoll)[37]
- Twelve Modell 1207: 3531 mm (139 Zoll)[37]
- Twelve Modell 1208: 3658 mm (144 Zoll)[37]

Aufpreispflichtig in allen Baureihen waren seitliche Reserveräder (nur paarweise; Aufpreis beim Twelve US$ 65), Verschalungen dazu, Heizung, Radio, Antenne, Suchlicht und bumper guards, verchromte Stäbe, die den Kühlergrill schützen sollten und an der Stoßstange befestigt waren; sie wurden ihrerseits oft als Zierteile wahrgenommen. Für den Eight war auf Wunsch eine Uhr lieferbar, die in Super Eight und Twelve zur Grundausstattung gehörte. Der Super Eight konnte gegen Mehrpreis mit den Stabilizer-Stoßstangen des Twelve bestellt werden.
Packard bot Gebrauchtwagen mit voller Herstellergarantie zu 40 bis 50 % des ursprünglichen Verkaufspreises mit dem Hinweis an, „jemand anders [habe bereits] den Fabrikgewinn, die Verkäuferprovision und die Abschreibung des ersten Jahres bezahlt“.
In der 12. Serie entstanden 5.300 Exemplare des Eight, 1.539 Stück des Super Eight und 856 mal der Twelve.

### One-Twenty und moderne Produktionsmethoden

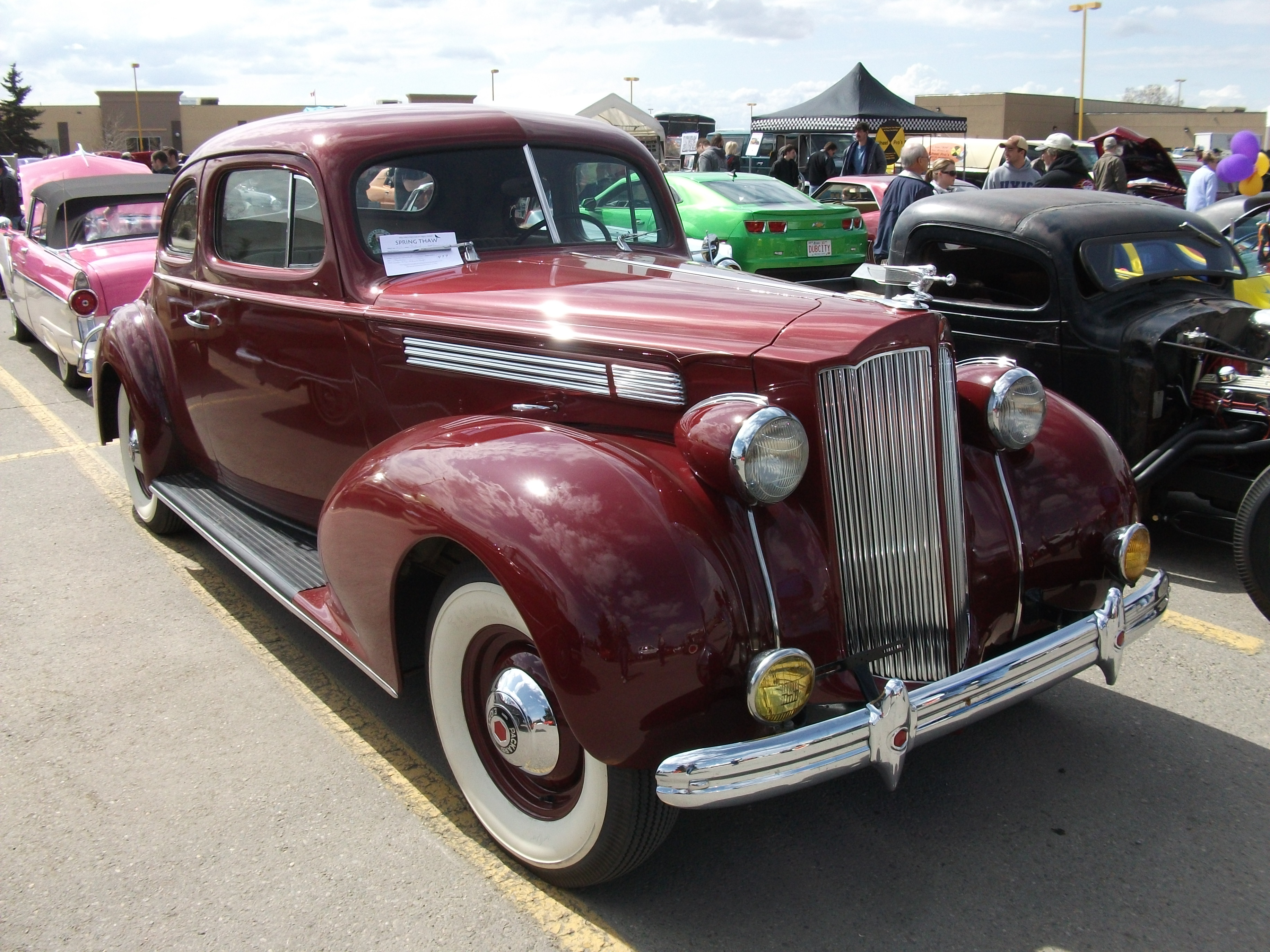
Packard One-Twenty Business Coupe (1939)

Bauzeit: 5. Januar 1935 bis 7. Februar 1942
Der 1935 vorgestellte One-Twenty ist eines der bedeutendsten Modelle der Marke, welches das Unternehmen in den Krisenzeiten der 1930er Jahre vor dem Untergang bewahrte und die Zukunft in Bezug auf Produktion und Marketing nachhaltig veränderte. Obwohl von weiterhin untadeliger Qualität, war er auf ein Preissegment deutlich unterhalb der bisherigen Angebote abgestimmt. Um ihn herzustellen, begann Packard mit großindustriellen Fertigungsprinzipien. Dazu wurden Produktionsfachleute angeworben, vor allem von General Motors. So kamen Führungskräfte in das Traditionsunternehmen, die den Fokus auf die Serienfertigung richteten und die Bedeutung der teuer zu produzierenden großen Modelle zurückdrängten.
Die traditionelle Unterscheidung (seit dem Single Six") in „Senior“- (Twelve, Super Eight) und „Junior“-Modelle (Eight) wurde mit dem One-Twenty um eine Facette erweitert. Wahrscheinlich wurde der One-Twenty deswegen anfangs nicht in das übliche Nummerierungssystem aufgenommen.
Der One-Twenty war der erste Packard mit einer unabhängigen Vorderradaufhängung, genannt „Safe-T-Flex“. Der neue, seitengesteuerte Reihen-Achtzylinder war kleiner, leistete aber bei großer Laufruhe 110 bhp und war dank des niedrigeren Gesamtgewichts sportlicher zu fahren als die großen Modelle. Optional waren Radio, ein oder zwei seitlich montierte Reserveräder und Verschalungen für die hinteren Kotflügel erhältlich.
Beworben wurde der One-Twenty als „der erste Packard unter 1.000 Dollar“; eine Aussage die allerdings nur auf das zweisitzige Business Coupé zu US$ 980 zutraf; alle anderen Versionen lagen leicht darüber. Teuerstes Modell der Reihe war der Touring Sedan (Packards Traditionsbezeichnung für eine Limousine mit integriertem Kofferraum) zu US$ 1.095. Der billigste Eight (Modell 1200, nur als viertüriger Sedan lieferbar) kostete US$ 2.385.
Obwohl fast drei Monate nach der „regulären“ 12. Serie eingeführt, war der Erfolg des One-Twenty überwältigend: 25.175 Stück wurden gebaut.

### 14. Serie
Bauzeit: 10. August 1935 bis 2. September 1936

### 15. Serie
Bauzeit: 3. September 1936 bis 9. September 1937

### 16. Serie
Bauzeit Twelve: 10. September 1937 bis 19. September 1938

Bauzeit Six, Eight, Super Eight: 20. September 1937 bis 19. September 1938

### 17. Serie

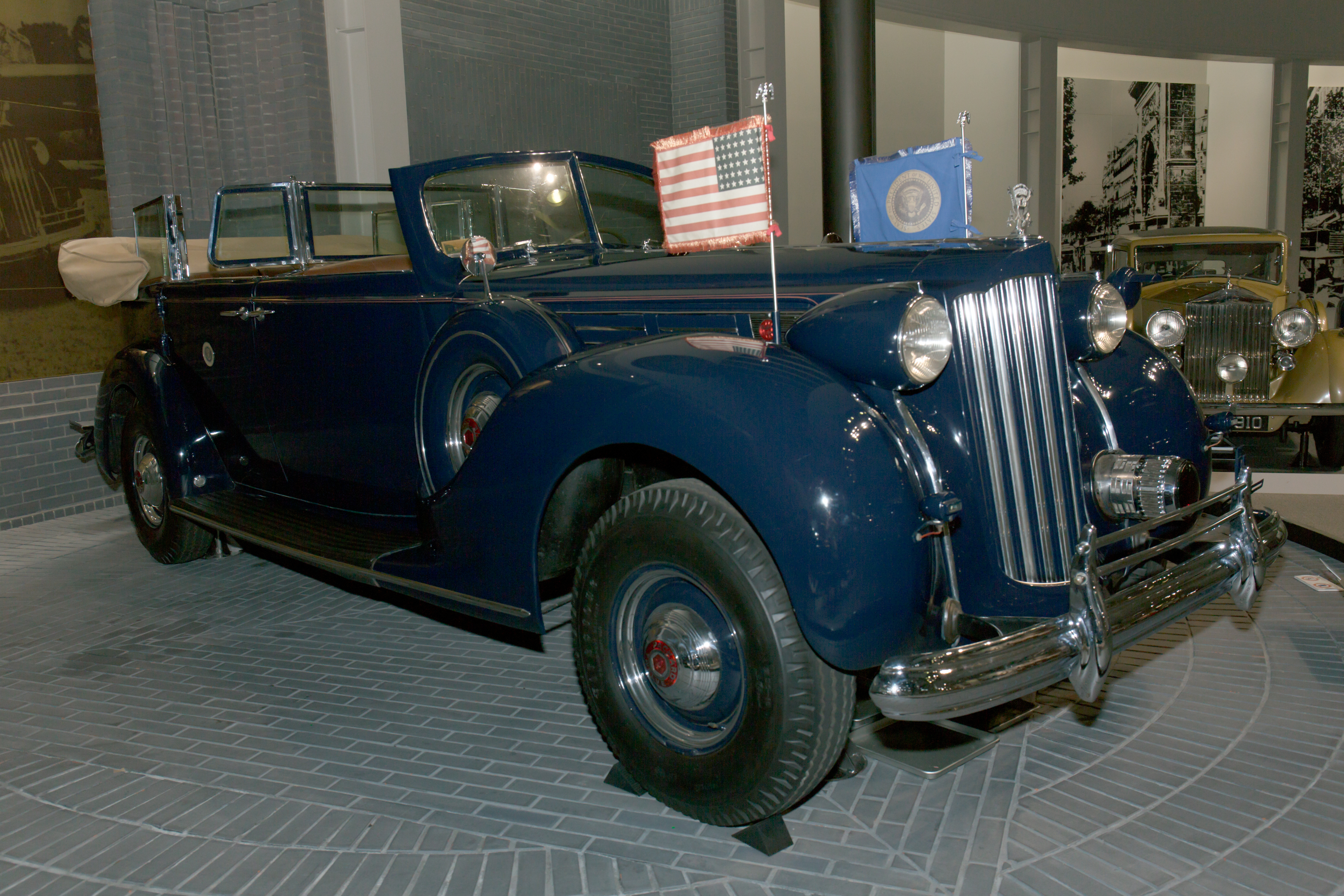
Packard Twelve (17. Serie) von US-Präsident Franklin Delano Roosevelt (1939)

Bauzeit: 20. September 1938 bis 7. August 1939

Bauzeit One-Twenty: 20. September 1938 bis 17. Januar 1940
Die 17. Serie brachte das letzte Produktionsjahr für den Twelve und die anderen, traditionell gebauten „Senior“-Modelle. Tatsächlich waren sie technisch mittlerweile überholt. Unabhängige Vorderradaufhängungen (wie One-Ten und One-Twenty) hatten sie nie erhalten und sie wurden in den gleichen Räumlichkeiten wie die großen Klassiker der Vergangenheit gebaut, während aus dem modernen Werk daneben dynamischere, attraktive „Junior“-Modelle vom Band liefen, die einen Bruchteil kosteten, vom Markt hervorragend aufgenommen wurden und in Bezug auf Qualität und Aussehen dennoch unverkennbar Packard waren. Die Senior-Modelle unterscheiden sich von ihren Vorgängern der 16. Serie äußerlich nur durch abwechselnd verchromte und lackierte Lamellen in der Kühlermaske.
Präsident Alvan Macauley ging nach 23 erfolgreichen Jahren in den Ruhestand. Sein Nachfolger Max Gilman hatte weniger Glück; er musste nach einem Skandal im persönlichen Umfeld nach nur einem Jahr seinen Sessel für George T. Christopher freigeben.

### 18. Serie

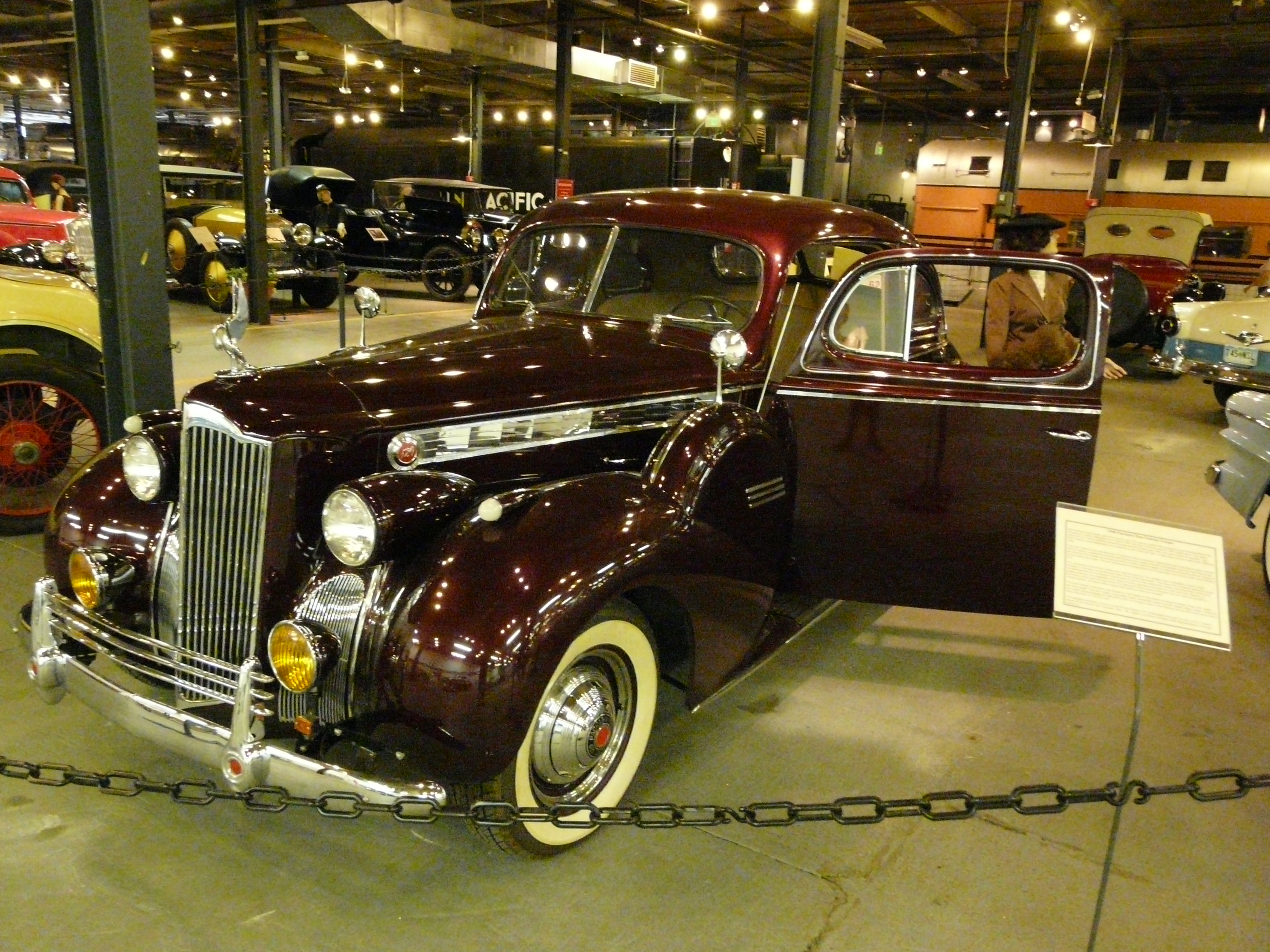
Packard One-Twenty Coupé, 18. Serie. In Frage kommen 1801–1398 Business Coupe, 1801–1395 Club Coupe oder 1801–1395DE Deluxe Club Coupe (1940)

Bauzeit: 8. August 1939 bis 15. September 1940

Bauzeit One-Twenty: 18. Januar 1940 bis 15. September 1940
Den nun vollzogenen Generationswechsel in der Produktion hatte Macauley noch gutgeheissen und eingeleitet. Damit hatte die Packard Motor Car Company die größte Umwälzung ihrer Geschichte abgeschlossen. Die separate Fertigung der Senior-Modelle wurde aufgegeben, weil sie sowohl in Bezug auf Stückzahl, als auch Zeit- und Raumbedarf unverhältnismäßig aufwendig geworden war. Gleichzeitig wurde der Twelve eingestellt.
Gilman führte die eingeleiteten und teilweise einschneidenden Maßnahmen fort. So übernahmen nun viele Produktionsspezialisten an entscheidenden Stellen Verantwortung, welche mit der Einführung des One-Twenty vor allem bei General Motors abgeworben worden waren und deren Produktionsmethoden nun auch bei Packard einführen sollten.
Es hatte sich mit den Modellen One-Ten und One-Twenty gezeigt, dass auch mit der Fließbandproduktion ein sehr hohes Qualitätsniveau gehalten werden konnte. Analog GM oder Chrysler entstand ein „Baukastensystem“, das vier Baureihen umfasste. Die neuen Seniormodelle waren somit lediglich längere, besser ausgestattete Varianten des One-Twenty mit dem Motor des Super Eight des Vorjahres.
Fast noch einschneidender war, dass Packard nicht nur die traditionelle Karosserieabteilung schloss, sondern den Serienkarosseriebau komplett auslagerte. Künftig lieferte die Briggs Manufacturing Company, die ein Werk in Detroit unterhielt, alle Serienkarosserien. Diese Entscheidung trug Jahre später zum Niedergang der Marke bei. Individuelle Aufbauten blieben jedoch möglich und einige Spezialausführungen von LeBaron, Rollston und Darrin fanden weiterhin ihren Weg in den Packard-Katalog.

### Darrin-Packards

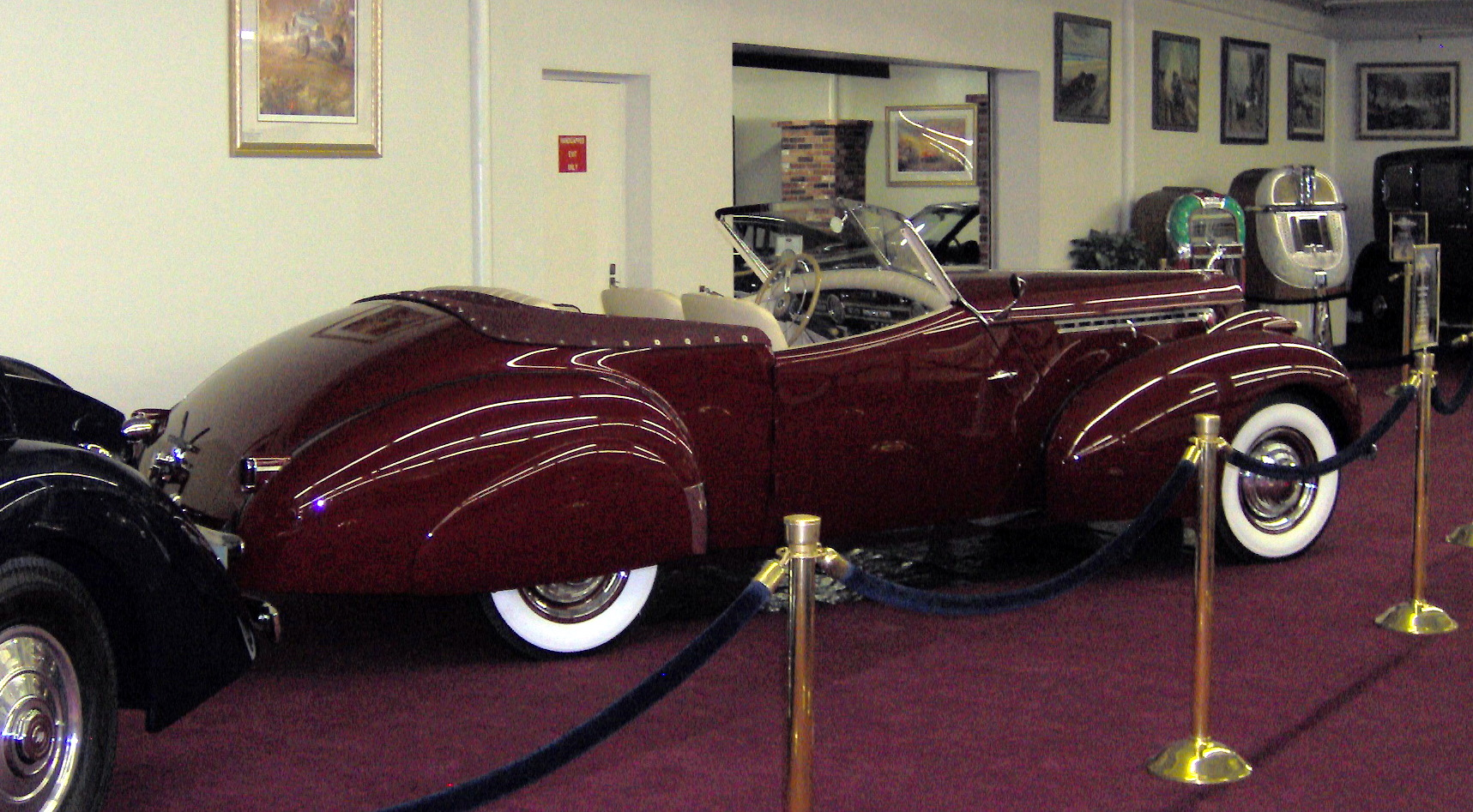
Packard One-Twenty Darrin Convertible Victoria Modell 1801-700 (940)

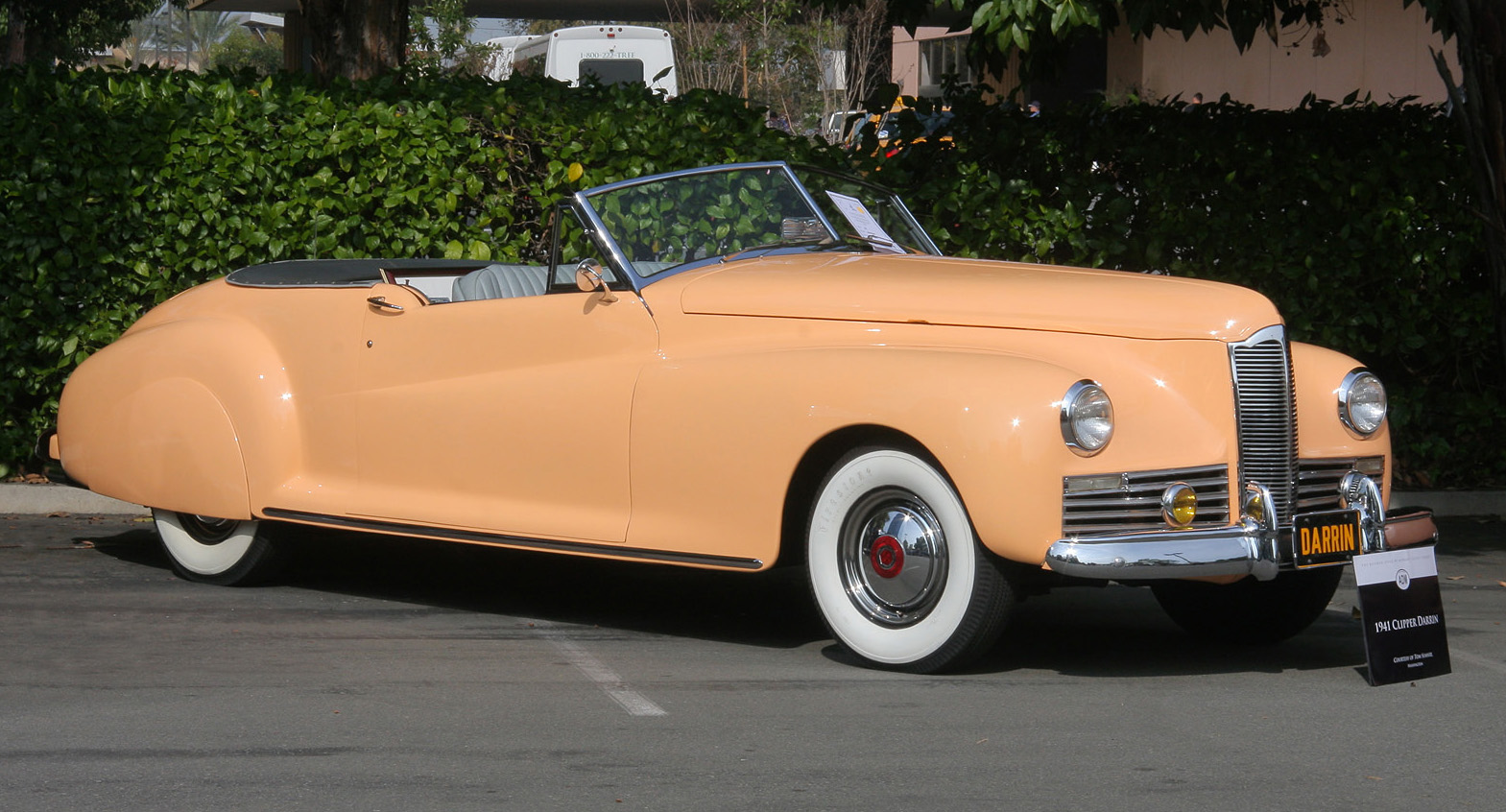
Packard Clipper Darrin Convertible Victoria (1942, Recreation)

Die bekanntesten waren zweifellos die Packard-Darrins, die Designer und Karosseriebauer Howard A. Darrin (1897–1982) entwickelt hatte. Er war eine schillernde Persönlichkeit und ein talentierter Designer. Mehrere Jahre hatte er in Frankreich gelebt, wo er mit Thomas L. Hibbard (1898–1982) das angesehene Karosseriebauunternehmen Hibbard & Darrin (1923-1929 in Paris; 1929–1931 in New York) geführt hatte. Nachdem sie in der Folge der Wirtschaftskrise schließen mussten, kam es zur Trennung. Hibbard wurde Chefdesigner für Cadillac unter Harley Earl; Darrin blieb in Frankreich und organisierte mit dem argentinischstämmigen Bankier J. Fernandez, der bereits ein Karosseriewerk besaß, Fernandez & Darrin in Boulogne sur Seine. Hier entstanden bis 1937 Sonderkarosserien von hoher Qualität. Darrin ging danach nach Kalifornien und entwarf ein sportlich-elegantes Convertible Victoria auf dem Fahrgestell des Packard One-Twenty, das als Packard-Darrin bekannt wurde und von einzelnen Hollywood-Größen, wie Clark Gable gekauft wurde. 1939 wurde das Modell in den Packard Custom-Katalog aufgenommen und um eine Variante auf dem Fahrgestell des One-Eighty erweitert. Dazu kamen je ein Darrin Sport Sedan und Convertible Sedan, ebenfalls auf dem teuersten Chassis. Sie blieben bis 1942 im Programm, obgleich Darrin deren Produktion bereits 1939 aufgegeben hatte. Diese Fahrzeuge wurden, in noch besserer Qualität, bei Rollston in New York City oder Bohman & Schwartz in Pasadena (Kalifornien) hergestellt. Darrin, der zeitlebens behauptete, er habe den Packard Clipper entworfen und sei dafür nie bezahlt worden, baute 1942 auch ein Convertible Victoria auf diesem Modell, dem nach Kriegsende zwei oder drei weitere folgten. Keines hat überlebt, doch existiert ein Nachbau eines Fahrzeugs, das Clark Gable bestellt hatte.

### 19. Serie

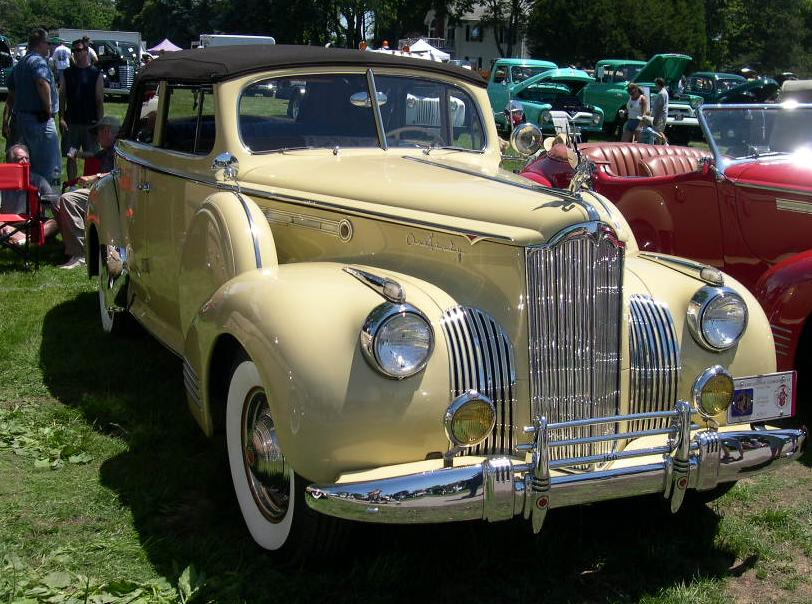
Packard Super Eight One-Sixty Convertible Sedan Modell 1903 (1941)

Bauzeit: 16. September 1940 bis 24. August 1941
Die optischen Anpassungen waren minimal; die Scheinwerfer waren nun in die vordere Kotflügel integriert, die Rückscheiben ein- statt zweiteilig und die optionalen seitlich montierten Reserveräder wurden – unpraktischerweise – tiefer im Kotflügel angebracht. Eine technische Neuerung war Aero-Drive, Packards Name für einen optionalen Overdrive. Die halbautomatische Kupplung hieß nun Electro-Matic.

### Clipper

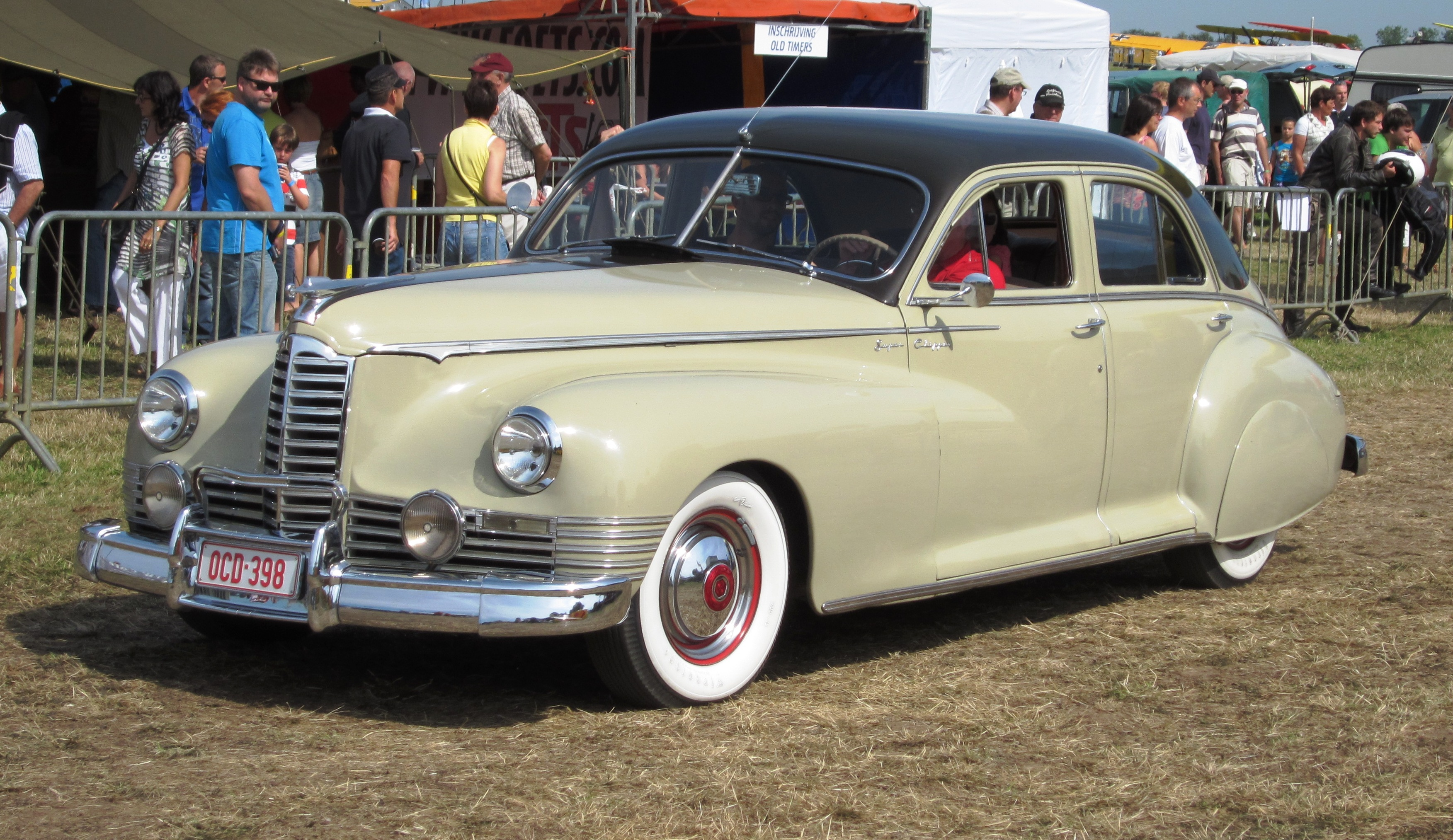
Packard Clipper Super Touring Sedan Modell 2103–1672 (1946) oder 2103–2172 (1947).

Bauzeit Clipper: 1. April 1941 bis 24. August 1941
Die einzige Neuheit des Modelljahrs wurde während des Modelljahres nachgeschoben. Der Clipper, benannt nach einem schnellen Frachtsegler des 19. Jahrhunderts, war konzipiert als neues Modell an der Schwelle zur Oberklasse, platziert zwischen dem One-Twenty und dem Super Eight One-Sixty. Sein Design erregte beträchtliches Aufsehen. Erstmals hatte ein Packard eine Kotflügellinie, die in den vorderen Türen aufgelöst wurde („Fade-away“). Der für eher konservative Linien bekannte Hersteller warb mit dem Hinweis auf „das erste Auto, über dessen Dach ein normal großer Mann hinaussehen“ konnte. Der Kofferraum war harmonisch in das Design eingefügt und der Clipper hatte keine Trittbretter mehr. Er war intern unter Werner Gubitz entwickelt worden; der Designer Howard A. Darrin behauptete allerdings zeitlebens, er habe den Wagen sehr kurzfristig entworfen, sei dafür aber weder bezahlt, noch gewürdigt worden. Fertigungstechnisch besonders anspruchsvoll war ein enorm großes und komplexes Stanzteil, welches das Dach, den oberen Teil der Motorspritzwand, den Rahmen der Windschutzscheibe und das Heckteil mit der Aussparung für den Kofferraum umfasste.
Technisch entsprach der Clipper weitgehend dem One-Twenty mit identischem Radstand (127 Zoll resp. 3226 mm). Das Fahrgestell war von ersterem abgeleitet und auch der Motor, mittels höherer Verdichtung von 120 bhp (89,5 kW) auf 125 bhp (93,2 kW) gebracht, entsprach diesem sonst weitgehend. Diese leistungsgesteigerte Variante war auch für den One Twenty erhältlich. Der Clipper erhielt die Modellnummer 1951–1401 und wurde im Einführungsjahr nur als viertüriger Touring Sedan angeboten.
Im Kalenderjahr 1941 wurden 16.600 Clipper gebaut. Er war damit Packards erfolgreichstes Modell.

### 20. Serie

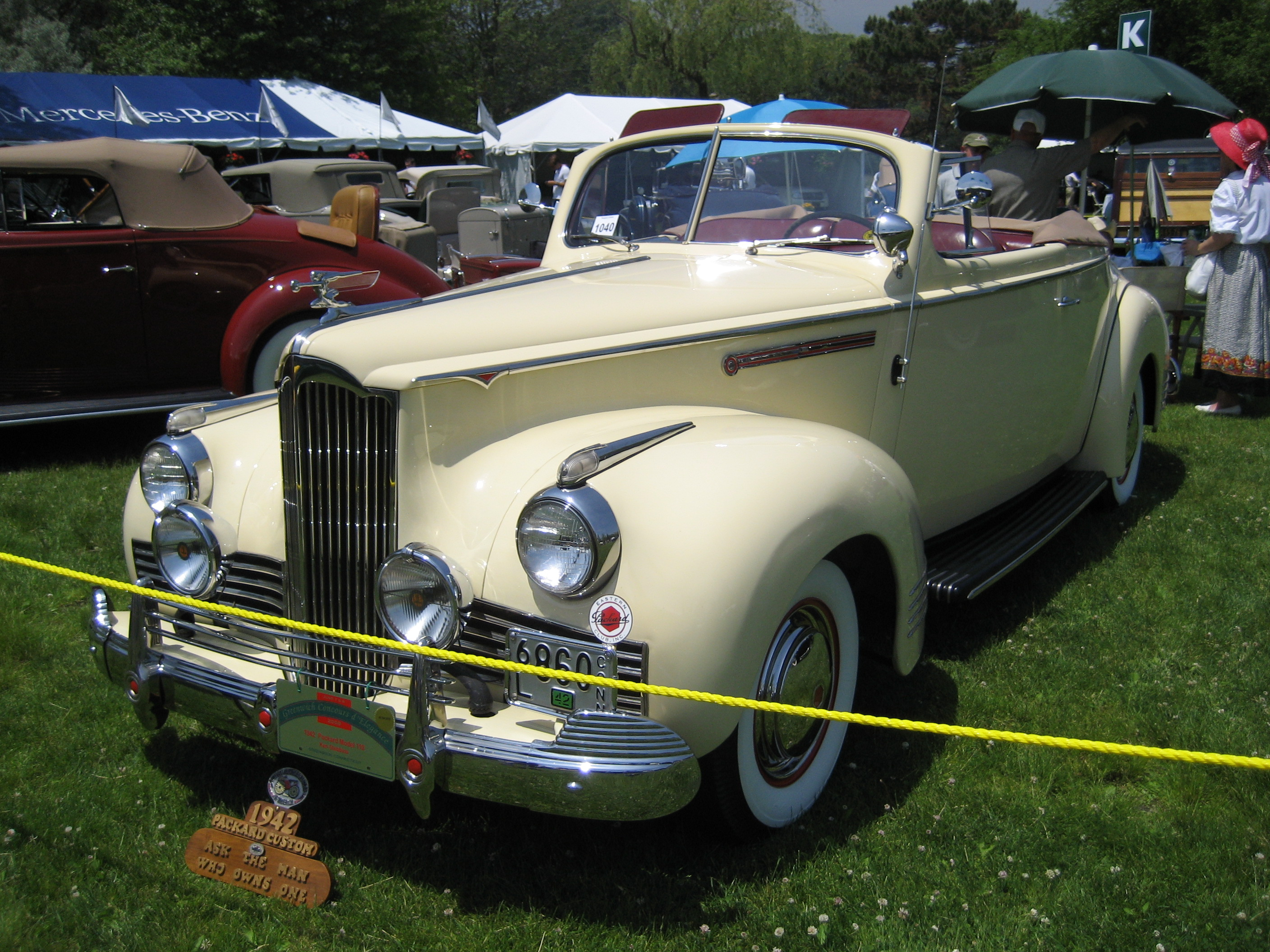
Packard Six (115) Convertible Coupé Modell 2000 (1942)

Bauzeit: 25. August 1941 bis 7. Februar 1942
Die 20. Serie bestand aus den Baureihen Six (110), Eight (120), Super Eight One-Sixty und Custom Super Eight One-Eighty. Mit dieser Serie wurde der traditionellen Autobau endgültig durch moderne Produktionsmethoden abgelöst. So wurde das Clipper-Design nun in allen Baureihen angeboten; Six (110) und Eight (120) bestanden fast ausschließlich aus Modellen in diesem Design; zusätzlich gab es mit dem Club Sedan nun auch eine zweitürige Version mit gerundetem Fließheck. Die traditionellen Karosserien wurden an der Front an das Clipper-Design angenähert; anstelle der senkrecht eingefügten Kühleröffnungen, welche im Vorjahr die Kühlermaske flankiert hatten, erschienen nun flache, horizontale.
Six (110) und Eight (120) waren jeweils in den Ausstattungsvarianten Special und Custom erhältlich. Die Clipper-Versionen teilten das Fahrgestell mit einem Radstand von 3048 mm (120 Zoll). Die Leistung des Six stieg dank eines neuen Vergasers von Carter auf 105 bhp. Nur noch die Convertible Coupé und die Taxiversion des Six mit langem Radstand basierten auf dem „traditionellen“ Design. Ein leichtes Facelift versuchte, die Familienähnlichkeit zum Clipper zu betonen. Station Wagon und Convertible Sedan wurden gestrichen. Während des Modelljahrs wurden die Preise angehoben.
Super Eight One-Sixty und Custom Super Eight One-Eighty unterschieden sich mittlerweile nur noch in der Ausstattung. Es gab drei Radstände. Auf dem kürzesten mit 3226 mm (127 Zoll) wurden das Super Eight Cabriolet, das erwähnte Eight (120) Cabrio sowie das Victoria Convertible von Darrin geliefert, zudem auch zwei Clipper-Versionen des Custom Super Eight One-Eighty. Das nächstgrößere mit 3505 mm (138 Zoll) bestand aus den Super Eight 160 Versionen Clipper Sedan und Club Sedan sowie einem „traditionellen“ Sedan, der rund 300 US$ billiger als der entsprechende Clipper angeboten wurde. Für den Custom Super Eight One-Eighty war kein entsprechender Clipper vorgesehen. Es gab zwei konventionelle Limousinen, den Touring Sedan analog zum One-Sixty und einen „Formal Sedan“ mit abgedecktem dritten Seitenfenster und Lederbezug für das Dach. Für gut US$ 5.000 gab es ein All-Weather Cabriolet von Rollson, eine viertürige Cabrio-Limousine. Das dritte Fahrgestell schließlich hatte einen Radstand von 3.759 mm (148 Zoll). Es war geschlossenen, 5- bis 7-sitzigen Werksaufbauten vorbehalten – Sedan und Limousinen, sowohl als One-Sixty und als One-Eight – und den letzten Sonderaufbauten von Packard in der Tradition der Individual Custom Eight. Es waren dies je eine elegante Version von Sedan und Limousinen von LeBaron und einen All-Weather Town Car von Rollston.

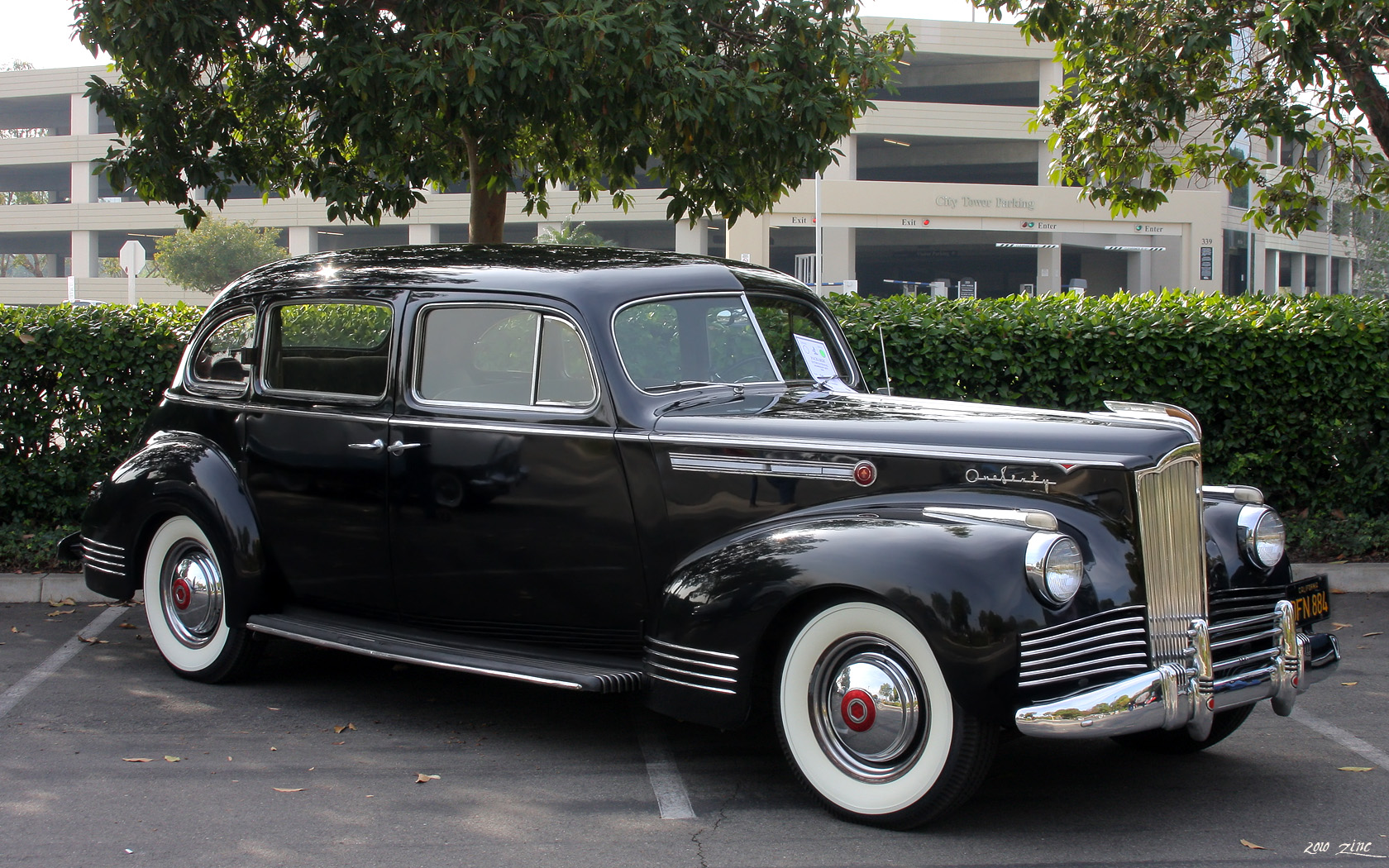
Packard (20. Serie) Super Eight One-Sixty Limousine (1942)

Infolge des Kriegseintritts der USA wurde das Modelljahr 1942 stark verkürzt. 27.961 Fahrzeuge entstanden in der 20. Serie; der Löwenanteil (20.524 Stück) verteilte sich auf die Junior-Modelle Six und Eight. Nur 6.058 Fahrzeuge wurden im Kalenderjahr 1942 gebaut, viele von ihnen mit mattschwarzem Lack an der Stelle von Chrom. Offiziell endete die Produktion am 7. Februar, das letzte Auto bei Packard, ein Clipper Eight Touring Sedan, wurde am 9. Februar montiert.

#### Keine „Stalin-Connection“

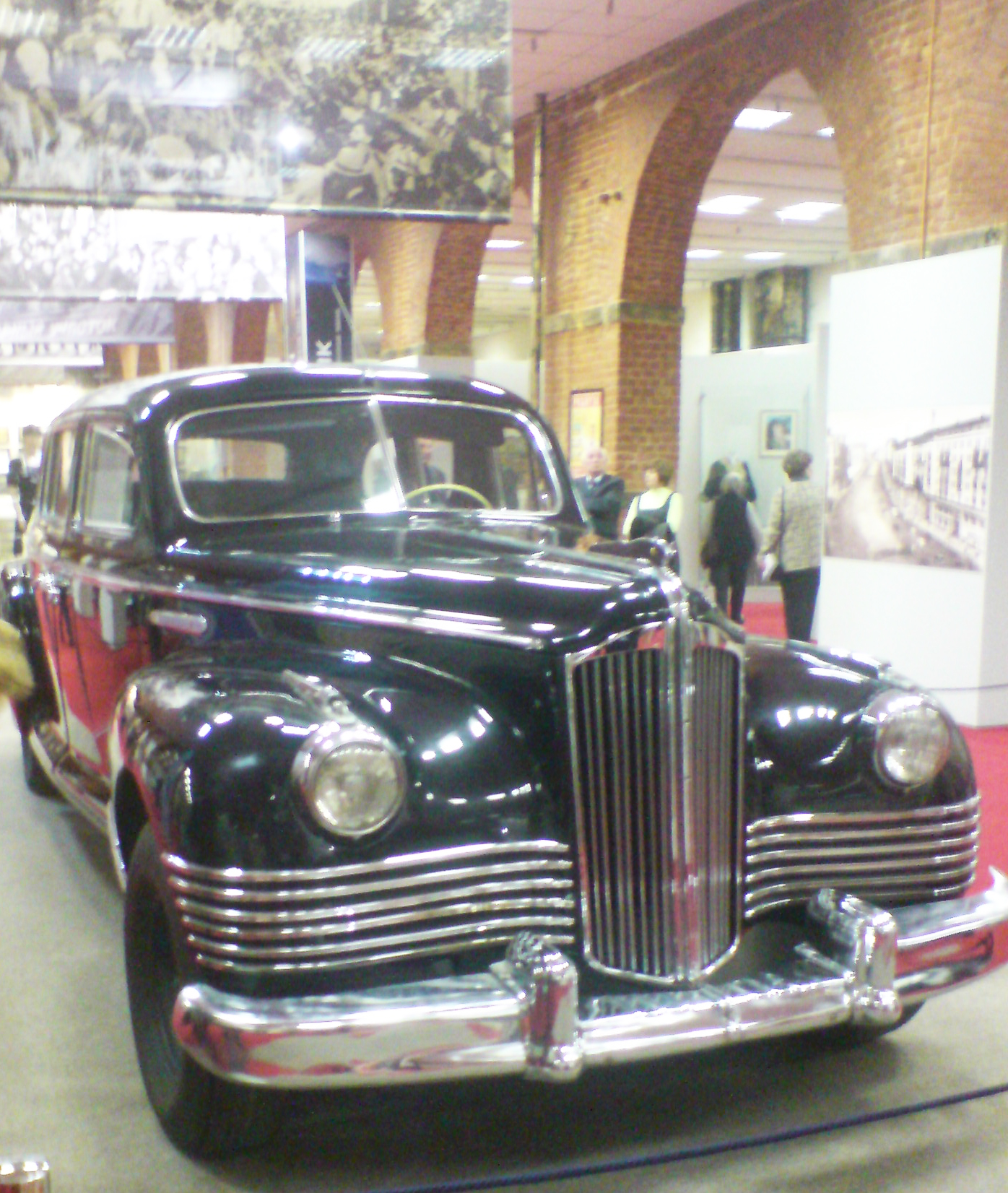
Der russische ZIS-110 (1942–1958) ist dem Packard Custom Eight 180 der 20. Serie nachempfunden

Immer wieder kolportiert, aber letztlich falsch ist, dass Packard auf Ersuchen von US-Präsident Franklin D. Roosevelt Pressformen für Super Eight 160 / Custom Super 180 Limousinen der 20. Serie der verbündeten Sowjetunion geliefert haben soll und diese daraus die Staatslimousine ZIS-110 abgeleitet habe.
Es ist zwar bekannt, dass Josef Stalin ein Anhänger der Marke Packard war. Der ZIS-110 ist aber diesen Packard-Modellen nur nachempfunden. Jahre später verfuhr man mit dem ZIL-111 / GAZ-13 Tschaika genauso.

### Packard im Zweiten Weltkrieg
Durch den Motoren- und LKW-Bau (letzterer wurde bereits 1923 eingestellt) war Packard schon früh im Rüstungsbereich tätig. Am 7. Dezember 1941 bombardierten japanische Flugzeuge Pearl Harbor. Daraufhin traten die USA am 8. Dezember in den Zweiten Weltkrieg ein und am 9. Februar 1942 stoppte die US-Regierung die zivile Automobilproduktion für über drei Jahre. Danach war auch bei Packard nichts mehr so, wie es vorher gewesen war.
Im Auftrag der US-Regierung stellte Packard von 1941 bis 1947 als Lizenzbau eine weiterentwickelte Version des britischen V12-Flugmotors Rolls-Royce Merlin her. Dieser Packard Merlin V-1650 (nicht zu verwechseln mit dem Packard-Flugmotor gleichen Namens aus den 1920er-Jahren (Liberty L-12A)) war vor allem auf eine rationelle Fertigung ausgerichtet. Aufgrund ihrer guten Qualität bewährten sie sich sowohl in britischen als auch US-amerikanischen Flugzeugen ausgezeichnet. Packard baute ca. 55.000 dieser Packard-Merlin-Motoren. Die bekanntesten damit ausgerüsteten Maschinen waren die Jagdflugzeuge North American P-51 Mustang und Vickers-Supermarine Spitfire sowie de Havilland DH.98 Mosquito, ein vielseitiges, zweimotoriges Flugzeug, das unter anderem als Aufklärer, Jagdbomber, leichter Bomber oder Nachtjäger zum Einsatz kam.

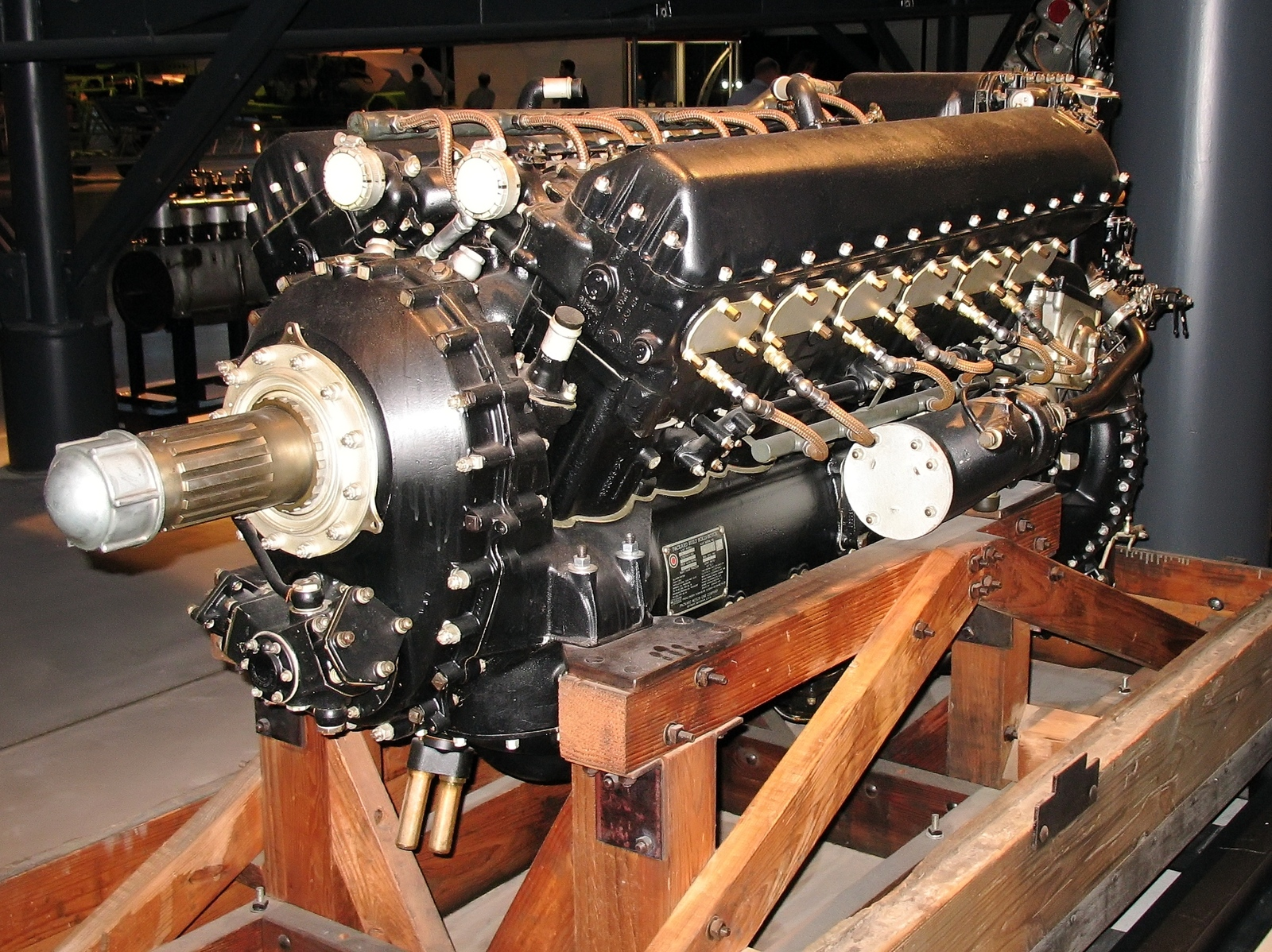
Flugmotor Packard V-1650-7; als Lizenzbau gefertigte Weiterentwicklung des Rolls-Royce-Merlin, in dieser Version 1315 bhp

Packard hatte bereits vor dem Kriegseintritt der USA und in Zusammenarbeit mit der Regierung einen V12-Motor zur Anwendung in US-amerikanischen PT-Booten (Patrol Torpedo boats) und britischen Motortorpedobooten (MTB) entworfen. Der Motor war die Weiterentwicklung des 3A-2500 Flugzeugmotors („A“ für „Aircraft“) aus den 1920er Jahren. Es wurde von 1942 bis 1945 in drei Entwicklungsstufen gebaut, 3M-2500, 4M-2500 und 5M-2500 („M“ für „Marine“). Zu den technischen Besonderheiten gehörten Kompressor, Ladeluftkühler und Doppelzündung. In der letzten Version leistete es 1850 bhp. Die meisten im Zweiten Weltkrieg verwendeten PT-Boote waren mit drei 4M-2500 ausgerüstet. Diese Motoren mit einem Hubraum von 2.490 Kubikzoll (entspricht 40,8 Litern) leisteten anfangs 1200 bhp (brake horsepower, entspricht 895 kW) und wurden bis auf 1500 bhp (1150 kW) gebracht, was einem voll beladenen Boot Geschwindigkeiten von rund 48 Knoten (fast 90 km/h) ermöglichte – um den Preis eines immensen Treibstoffverbrauchs und deshalb begrenzter Reichweite. Rund 12.000 solcher Motoren wurden gebaut.
Packard war als Lizenznehmer in die Produktiopn des Turbinen-Luftstrahltriebwerks J-47 für Kampfflugzeuge involviert. Die beiden eigenen Entwicklungen XJ47 und XJ49 gingen jedoch nicht in die Serienproduktion.
Aus vorhandenem Material entstanden einige Dienstwagen für die US-Armee und -Marine sowie eine Militärversion der Henney-Ambulanz. Die US-Oberbefehlshaber Eisenhower und MacArthur fuhren zeitweilig Packard-Stabswagen. Letzterer erhielt seine Custom Super Clipper Limousine im Tarnanstrich („olive-drab“) als Geschenk der Packard-Mitarbeiter. Im Gedächtnis der Öffentlichkeit hielt sich Packard, wie die meisten US-Autobauer, mit patriotischen Zeitungsanzeigen, welche auf die Qualität der Packard-Motoren und ihre Bedeutung für den Sieg hinwiesen.
Nach eigenen Angaben stellte Packard Rüstungsgüter im Wert von 1 Mrd. US-Dollar her. 1943 hatte Packard mit 36.000 Beschäftigten den höchsten Mitarbeiterstand seiner Geschichte.

### Nachkriegsproduktion

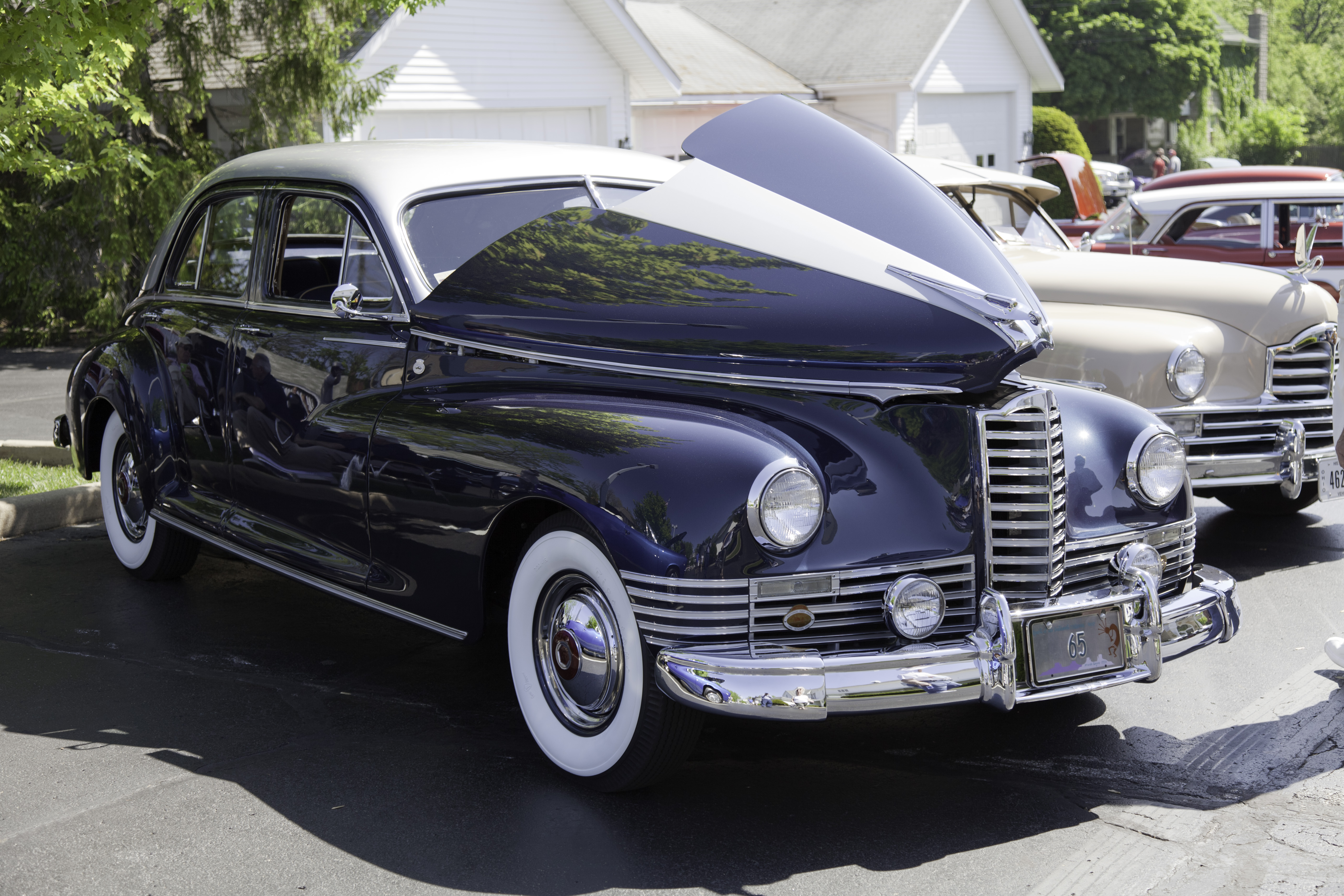
Packard Clipper Custom Touring Sedan Modell 2106–1622 (21. Serie, 1947)

Nach dem Krieg nahm Packard die Produktion mit nur leicht modifizierten Modellen aus der Clipper-Baureihe wieder auf. Das Management fokussierte die Produktion aber zunehmend auf die (obere) Mittelklasse – und überreichte damit Cadillac den US-Markt für Luxusautos praktisch auf dem Silbertablett. Anfangs ging die Rechnung auf und Packard produzierte große Stückzahlen. Der Taxi-Markt, bislang vor allem von Checker und DeSoto bedient, wurde vermehrt berücksichtigt. Als allerdings ab Anfang der 1950er Jahre der kriegsbedingte Nachholbedarf an Automobilen gestillt war und Normalität einkehrte, gehörte Packard zu den Verlierern: Den Luxusmarkt hatte man praktisch aufgegeben; in der Mittelklasse herrschte ein brutaler Verdrängungswettbewerb. Verstärkt wurde die Tendenz noch durch ein wenig gelungenes Restyling 1948 und eine zunehmende Überalterung der Kundschaft. Statt eines Hardtops brachte Packard 1949 mit dem Eight Station Sedan einen „Woodie“-Kombi, der sich kaum verkaufte.

### 24. Serie

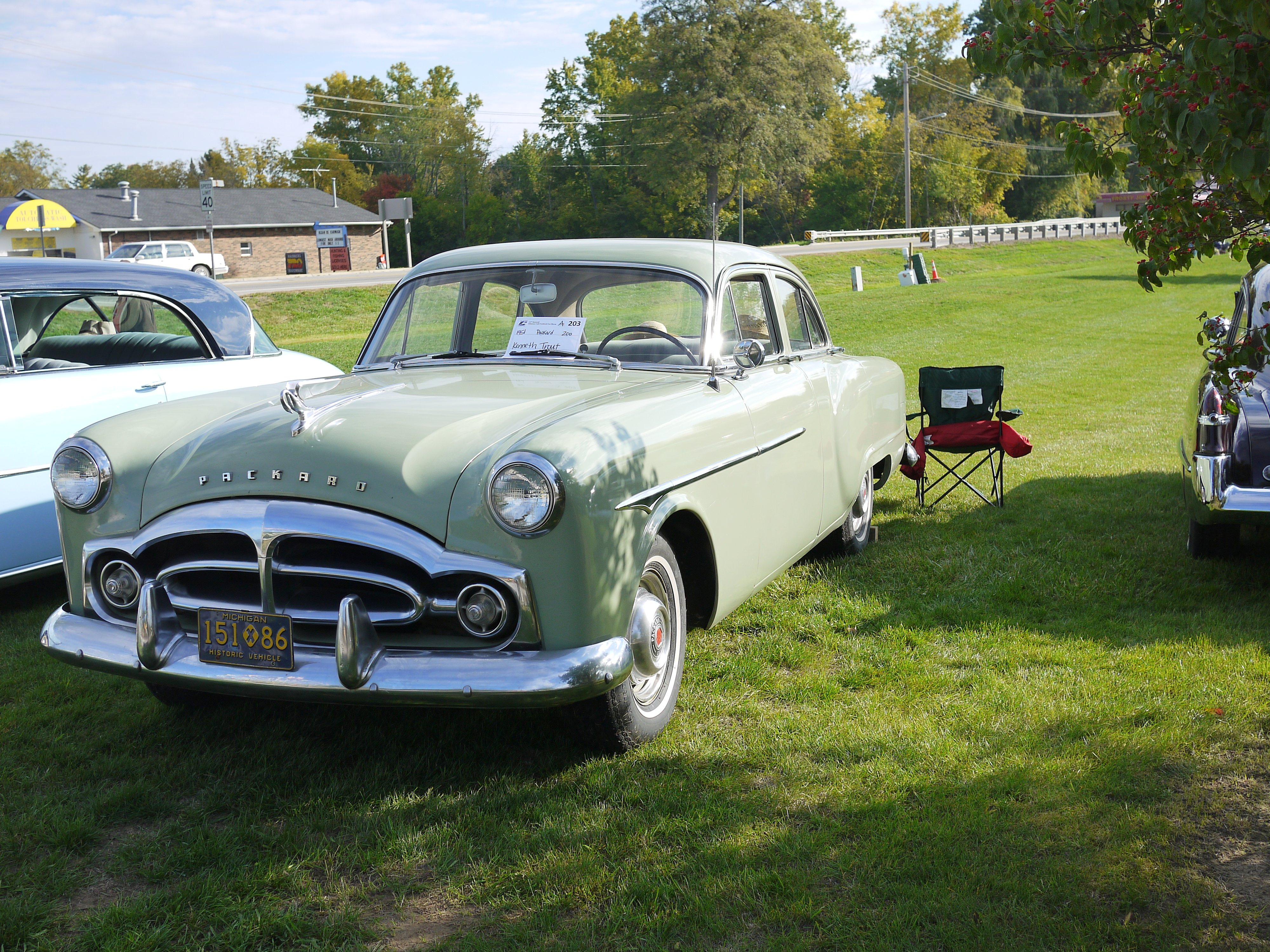
Packard 200 Touring Sedan Modell 2401–2492 (1951) in Ash Green. Die Kühlerfigur stammt von einem jüngeren Senior-Modell.

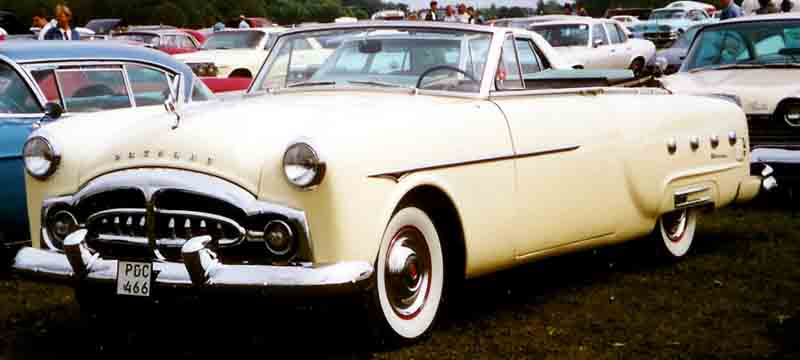
Packard 250 Convertible Modell 2401–2469 (1951) in Corona Cream. Die Zierelemente auf dem hinteren Kotflügel finden sich nicht auf den frühen Produktionsmodellen.

Bauzeit 200, 200 Deluxe, 300, Patrician 400: 21. August 1950 bis 30. September 1951

Bauzeit 250: 16. März 1951 bis 30. September 1951
Als das Management für 1951 das gleiche Design noch einmal aufwärmte, kam es zu einer Revolte unter den Führungskräften. Schließlich musste Präsident George T. Christopher seinen Stuhl räumen. Nachfolger wurde Hugh Ferry, der sich jedoch der Aufgaben nicht gewachsen fühlte und schon früh nach seinem eigenen Nachfolger Ausschau hielt.
Inzwischen erschienen neue und modernere Fahrzeuge. Die Formgebung von Chefdesigner John Reinhart war zeitgemäß und wirkte auf eine konservative Weise frisch. Nach der Präsentation der 24. Serie verließ Reinhart Packard und ging zu Ford, wo er maßgeblich am Entwurf des Continental Mark II beteiligt war. Packards 24. Serie erhielt sowohl ein neues Fahrgestell, als auch ein komplett neues Design. Kotflügel und Motorhaube kamen nun auf etwa die gleiche Höhe. Die Glasfläche wurde größer; allerdings erschwerte die hoch angesetzte Scheibenlinie die spätere Modernisierung. Die Windschutzscheibe war nun einteilig, die Heckscheibe deutlich vergrößert.
In Folge der hohen Investitionen in die neue Baureihe wurde ein in Entwicklung stehender V8-Motor zurückgestellt. Der Reihen-Achtzylindermotor entsprach weitgehend der Vorjahres-Ausführung und wurde neu als Thunderbolt bezeichnet. Er wurde weiterhin in zwei Größen angeboten, nämlich mit 4718 cm³ (288 ci) und 135 bhp (100,7 kW) und 5359 cm³ (327 ci) und 150 bhp (111,9 kW); mit der Automatikversion erhielt der 327 eine leicht höhere Verdichtung und 155 bhp (115,6 kW).
Technische und finanzielle Einschränkungen verhinderten noch immer eine volle Auswahl an Karosserievarianten. So gab es nun überhaupt kein Kombi-Modell mehr. Wohl als Ersatz dafür wärmte der Hersteller eine Bauform auf, die industrieweit längst im Aussterben begriffen war: Das Business Coupé. Hierbei handelte es sich um einen besonders einfach ausgestatteten Club Sedan, der anstelle der Rückbank eine mit Gummimatten belegte Fläche aufwies; zum Kofferraum gab es keine Trennwand.
Die Unterscheidung in „Junior“- und „Senior“-Modelle wurde trotz großer Ähnlichkeiten beibehalten. Die Traditionsbezeichnungen Eight, Super Eight und Custom Eight wurden aufgegeben.
Zu den Senior-Modellen gehörten zunächst nur die Limousinen 300 und das Topmodell Patrician 400. Die kleineren Baureihen waren 200, 200 Deluxe und 250. Letztere bestand aus dem einzigen Cabriolet, schlicht Convertible genannt, und dem ersten Hardtop Coupé der Marke. Packard beging jedoch den Fehler, diese beiden Versionen nur auf dem kurzen Chassis anzubieten; die Konkurrenz hatte entweder in beiden Baureihen eine entsprechende Variante oder zumindest in der teureren. Der Irrtum wurde kurz nach der Vorstellung bemerkt, ließ sich aber nur schwer beheben. Man war daher bis 1954 gezwungen, unnötig Ressourcen an Geld und Zeit zu verschwenden, um die Baureihe 250 zumindest optisch an die großen Packard-Modelle anzugleichen und sie so in der Oberklasse besser zu positionieren. Das war der Grund, weshalb diese „kurze“ Baureihe mit 3099 mm (122 Zoll) Radstand eine Chromzier trug, die der jeweiligen „großen“ Packard 300 nachempfunden war. Ein schnell umzusetzender Kunstgriff war es, Kühlermaske und -figur der Senior-Modelle zu übernehmen. Zudem erhielten sie an der Flanke die gleichen „Flaschenöffner“-Zierelemente, die auch der Patrician 400 trug. Allerdings besaßen diese vier dieser Zierelemente, die 250er Modelle nur drei. Preislich lagen sie leicht unter dem Patrician 400.
| Serie     | Modell                 | Radstand | Nr.  | Karosserie             | Einheiten | Listenpreis US$ |
| --------- | ---------------------- | -------- | ---- | ---------------------- | --------- | --------------- |
| 2401–2490 | 200                    | 3099 mm  | 2492 | Touring Sedan 4-türig  | 24.310    | 2.417           |
| 2401–2490 | 200                    | 3099 mm  | 2495 | Club Sedan 2-türig     | 24.310    | 2.366           |
| 2401–2490 | 200                    | 3099 mm  | 2498 | Business Coupé 2-türig | 24.310    | 2.523           |
| 2401–2460 | 200 Deluxe             | 3099 mm  | 2462 | Touring Sedan 4-türig  | 47.053    | 2.616           |
| 2401–2460 | 200 Deluxe             | 3099 mm  | 2465 | Club Sedan 2-türig     | 47.053    | 2.563           |
| 2401–2460 | Sports Coupé / Mayfair | 3099 mm  | 2467 | Hardtop 2-türig        | 4.640     | 3.166           |
| 2401–2460 | Convertible            | 3099 mm  | 2469 | Cabriolet 2-türig      | 4.640     | 3.320           |
| 2402–2470 | 300                    | 3226 mm  | 2472 | Touring Sedan 4-türig  | 15.309    | 3.034           |
| 2406-2450 | Patrician 400          | 3226 mm  | 2452 | Touring Sedan 4-türig  | 9.001     | 3.586           |
| 2406-2450 | Derham Custom Formal   | 3226 mm  | 2452 | Touring Sedan 4-türig  | 9.001     | Anfrage         |

Der Derham Custom Formal war eine Variante des Patrician 400. Der renommierte Karosseriebauer Derham in Rosemont (Pennsylvania) baute eine besonders luxuriöse Innenausstattung mit oder ohne Trennscheibe ein und brachte einen Lederbezug auf dem Dach an. Die Privatsphäre im Fond wurde durch Blindabdeckungen der Ausstellfenster in den hinteren Türen und ein kleineres, ovales Heckfenster betont. Das Fahrzeug wurde nur auf Bestellung gebaut.
Technische und finanzielle Einschränkungen hatten noch immer eine volle Auswahl an Karosserievarianten ausgeschlossen. So gab es nach 1951 gar kein Kombi-Modell mehr. Packard beging zudem den Fehler, Coupé und Cabriolet nur auf dem kurzen Chassis anzubieten; die Konkurrenz hatte entweder in beiden Baureihen eine entsprechende Variante oder zumindest in der teureren. Bis 1954 war Packard daher gezwungen, unnötig Ressourcen an Geld und Zeit zu verschwenden, um die Baureihe 250 zumindest optisch an die großen Packard-Modelle anzugleichen und sie in der Oberklasse besser verkäuflich zu machen. Das ist der Grund dafür, weshalb die „kurzen“ Packard 250, Mayfair, Pacific und die entsprechenden Cabriolets eine Chromzier trugen, die dem jeweiligen „langen“ Packard 300 / Cavalier nachempfunden war.
Dass sich die günstigeren Typen 200 und 200 Deluxe auch optisch zunehmend von den teureren Modellen unterschieden, zog den Ärger der Vertragshändler nach sich, welche immer wieder gegen diese Maßnahme opponierten. Für sie war es einfacher, das Volumenmodell, von dem sie lebten, als „kleinen Packard“ zu verkaufen. Dass dies den teuren Modellen in deren Segment schadete und das Prestige des Markennamens aushöhlte, war für sie zweitrangig.

### 26. Serie

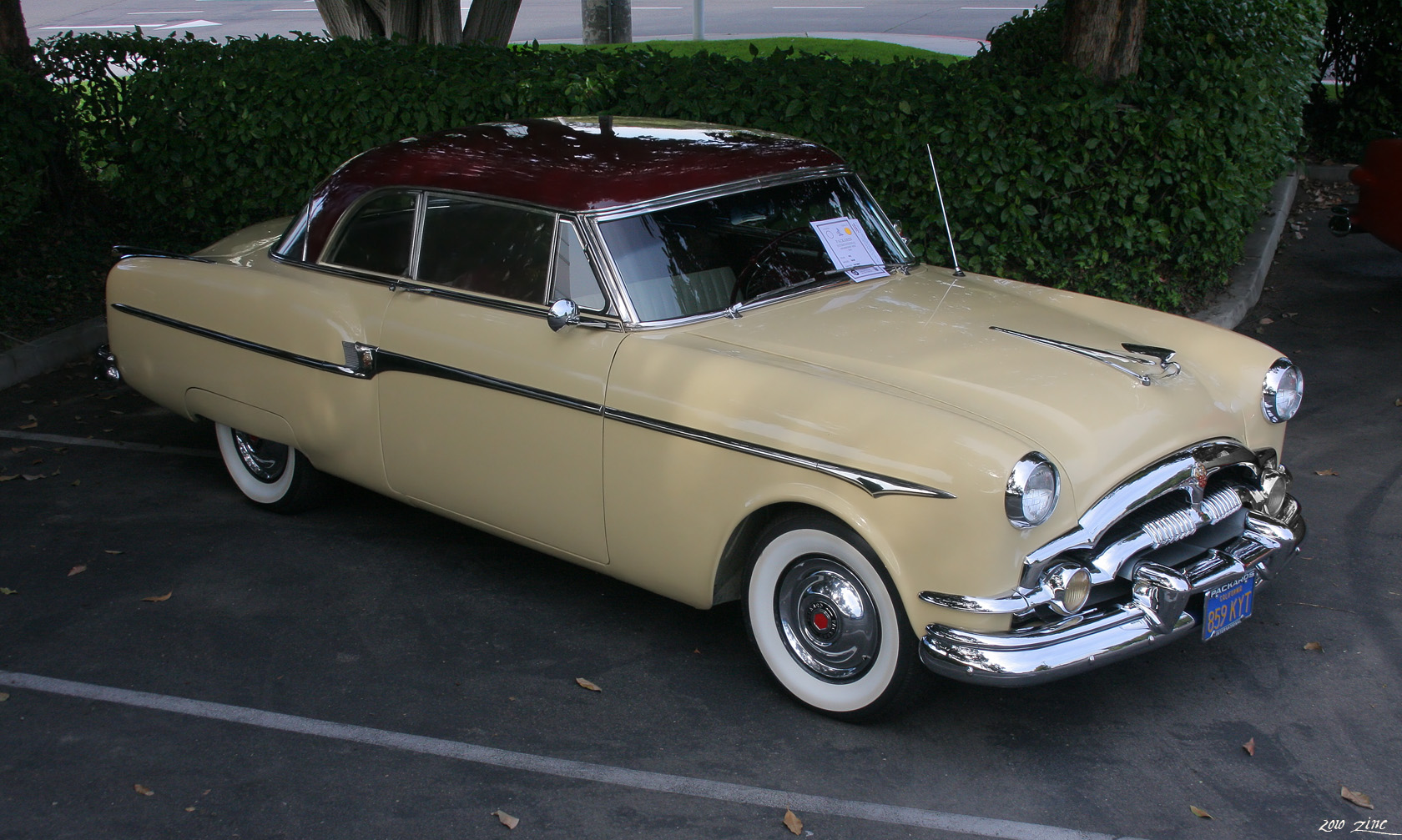
Packard Mayfair Hardtop (Modell 2631–2677) in Topeka Tan mit Dach in Matador Maroon Metallic (1953).

Bauzeit: 21. November 1952 bis 14. Januar 1954

Bauzeit Caribbean: Januar 1953 bis 14. Januar 1954
Die 26. Serie wurde länger als üblich gebaut. James J. Nance setzte durch, dass die Modellnummern durch Namen ersetzt wurden, um die Identifikation mit dem Produkt zu erhöhen. So wurde die kleine Baureihe nun „Clipper“ genannt. Der Mayfair ersetzte das 250 Hardtop und der Cavalier den 300. Das leichte Facelift war das erste des neuen Chefdesigners Richard A. Teague der viel Mühe darauf verwendete, den von der Presse als „hausbacken“ bezeichneten Kühler zu ersetzen. Seine Lösung war einfach umzusetzen, aber effizient. Sie brachte einen breiten Chromstab, der im Kühlergrill das flache Oval ersetzte. Am Clipper war dessen Oberfläche glatt, an allen übrigen Modellen war sie gerippt. Die Heckscheiben waren größer und die Rücklichter senkrecht angeordnet.
Der Radstand von 127 und 122 Zoll (3226 resp. 3099 mm) blieb erhalten: Alle Clipper sind auf dem kürzeren aufgebaut, ebenso alle zweitürigen Senior-Modelle (Convertible, Mayfair, Caribbean). Nances Bemühungen um die Rückkehr in die Luxusklasse zeigt sich auch in der Rückkehr der großen, verlängerten Limousinen. Es gab zwei davon: 2626–2650 Corporate Limousine und 2626–2651 Executive Sedan. Beide wurden vom Cavalier abgeleitet; der Unterschied bestand hauptsächlich in der versenkbaren Trennscheibe der Corporate Limousine. Die Bezeichnung Executive Sedan bezieht sich ausschließlich auf dieses Modell ohne Trennscheibe und hat nichts mit dem Modell Executive von 1956 zu tun. Den Umbau besorgte wiederum Henney. Der Radstand betrug mit 3785 mm (149 Zoll) noch ein Zoll (2,54 cm) mehr, als jener der großen Vorkriegs-Repräsenationswagen.

#### Caribbean

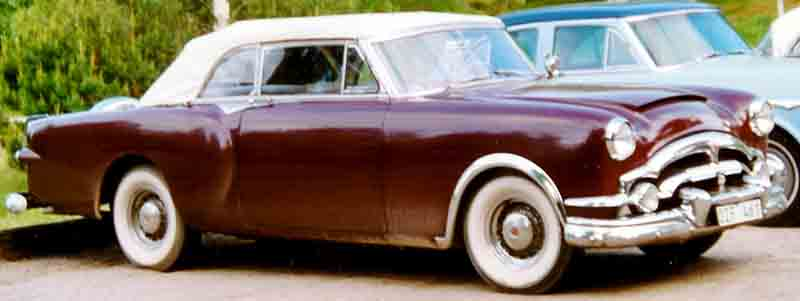
Packard Caribbean Sports Convertible Modell 2631–2678 in Matador Maroon Metallic.

Teague stellte sein Luxus-Cabriolet Caribbean (Modell 2631–2678) erst im Januar 1953 vor und erregte damit beträchtliches Aufsehen. Es war Packards für einmal rechtzeitige Antwort auf GMs Riege von „Dreamcars“ für 1953, bestehend aus Cadillac Eldorado, Buick Skylark und Oldsmobile Fiesta. Der Entwurf dafür ging auf das Show Car Pan American von 1951 bis 1952 zurück. Dieses war Packard von außerhalb angetragen worden. Henneys Chefdesigner Richard Arbib hatte ihn entworfen und Henney hätte ihn gerne gebaut. Stattdessen wurden unlackierte Convertibles an Mitchell-Bentley in Ionia (Michigan) gesandt, wo die umfangreichen Anpassungen am Blechkleid vorgenommen wurden. Der Umbau umfasste eine niedrigere Karosserie, was auch einen neuen Innenraum bedingte, eine breite, nicht funktionale Lufthutze auf der Motorhaube (ohne Kühlerfigur), damit der Motor mit 180 bhp weiterhin passte. Anstelle von Zierstäben an der Flanke schmückte ein elegantes Chromband, um die offenen, kreisrunden Radläufe und auf dem Schweller, ein Continental Kit (frei am Heck stehendes Reserverad in einer Verschalung) sowie Chromspeichenräder von Kelsey-Hayes das Fahrzeug. Mit einem Listenpreis von US$ 5.200 gehörte der Caribbean zu den teuersten Cabrios auf dem US-Markt. Die Produktion war limitiert auf 750 Einheiten.

#### Senior-Modelle

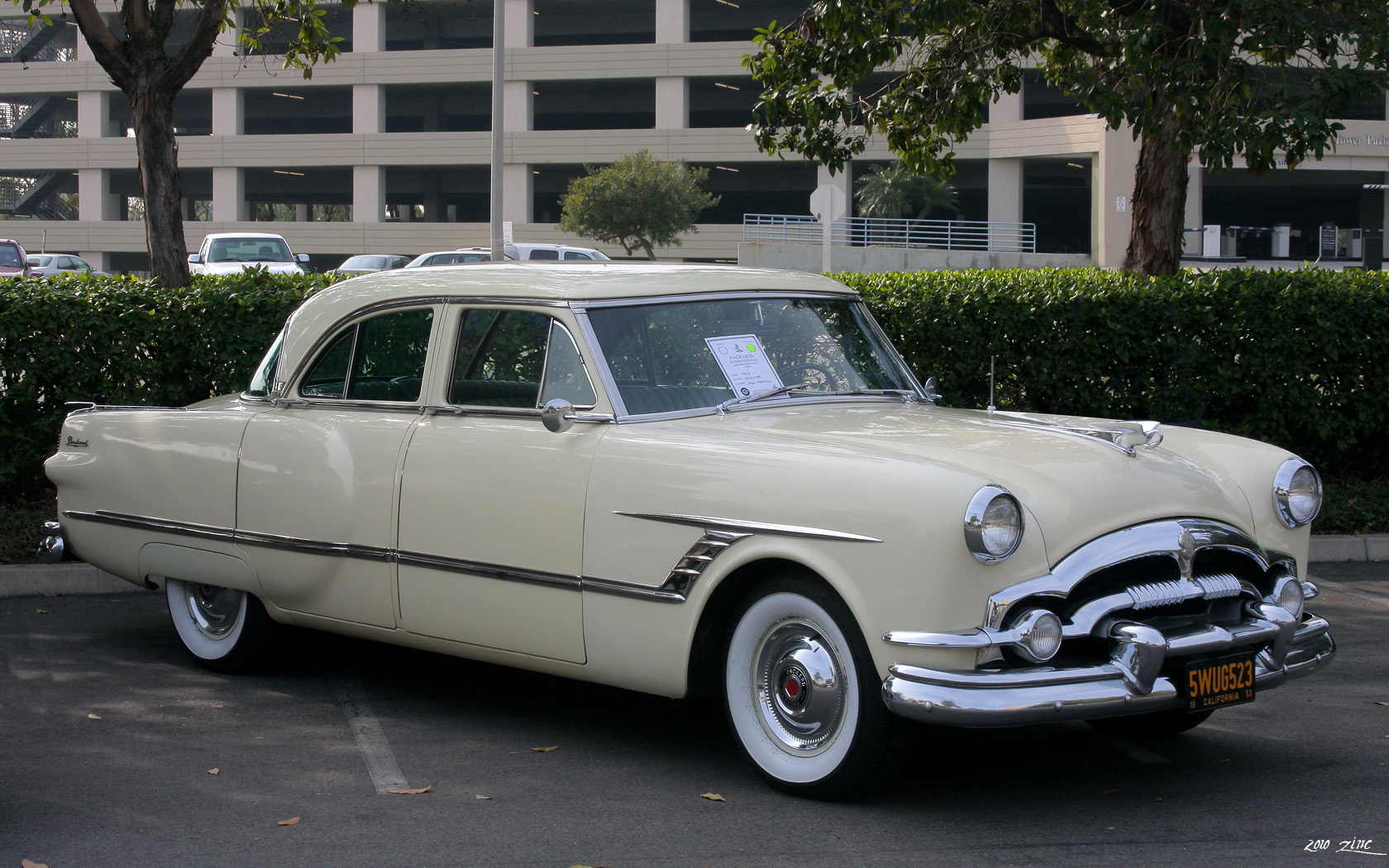
Packard Cavalier Touring Sedan Modell 2602–2672 in Carolina Cream (1953)

Neben dem erwähnten Caribbean war der Patrician (2606–2652), nun ohne Zusatz „400“ und weiterhin nur als Touring Sedan lieferbar, das Topmodell. Davon abgeleitet war der nur auf Bestellung lieferbare Derham Custom Formal Sedan (2606–2653). Er war besonders luxuriös ausgestattet und konnte mit Trennscheibe zum Chauffeur geordert werden.
2602 war die Bezeichnung für die einfacheren Senior-Modelle. Dies waren Cavalier Touring Sedan (2602–2672), dem einzigen mit dem längeren Radstand von 3226 mm, und den drei Zweitürern Mayfair Hardtop (2631–2677), Convertible (2631–2679) und Caribbean (2631–2678). Der Mayfair war der Nachfolger des 250 und wurde gemeinsam mit dem Convertible endgültig der Senior-Baureihe zugeordnet, daher waren sie optisch dem Cavalier angenähert – so gut das mit dem kürzeren Radstand und den Clipper-Kotflügeln ging. Die neue Heck-Panoramascheibe von Patrician, Cavalier und Mayfair war dreiteilig. Äußerlich unterschieden sich Patrician und Cavalier nur durch ein Chromschild vor dem hinteren Kotflügel, das beim Cavalier fehlte.
Henney bot zwei Versionen mit langem Radstand an, die Henney Corporate Limousine (2626–2650) und den Henney Executive Sedan (2626–2651). Die Chromzier war dem Cavalier angenähert; die Innenausstattung entsprach etwa jener des Clipper Custom.

#### Junior-Modelle

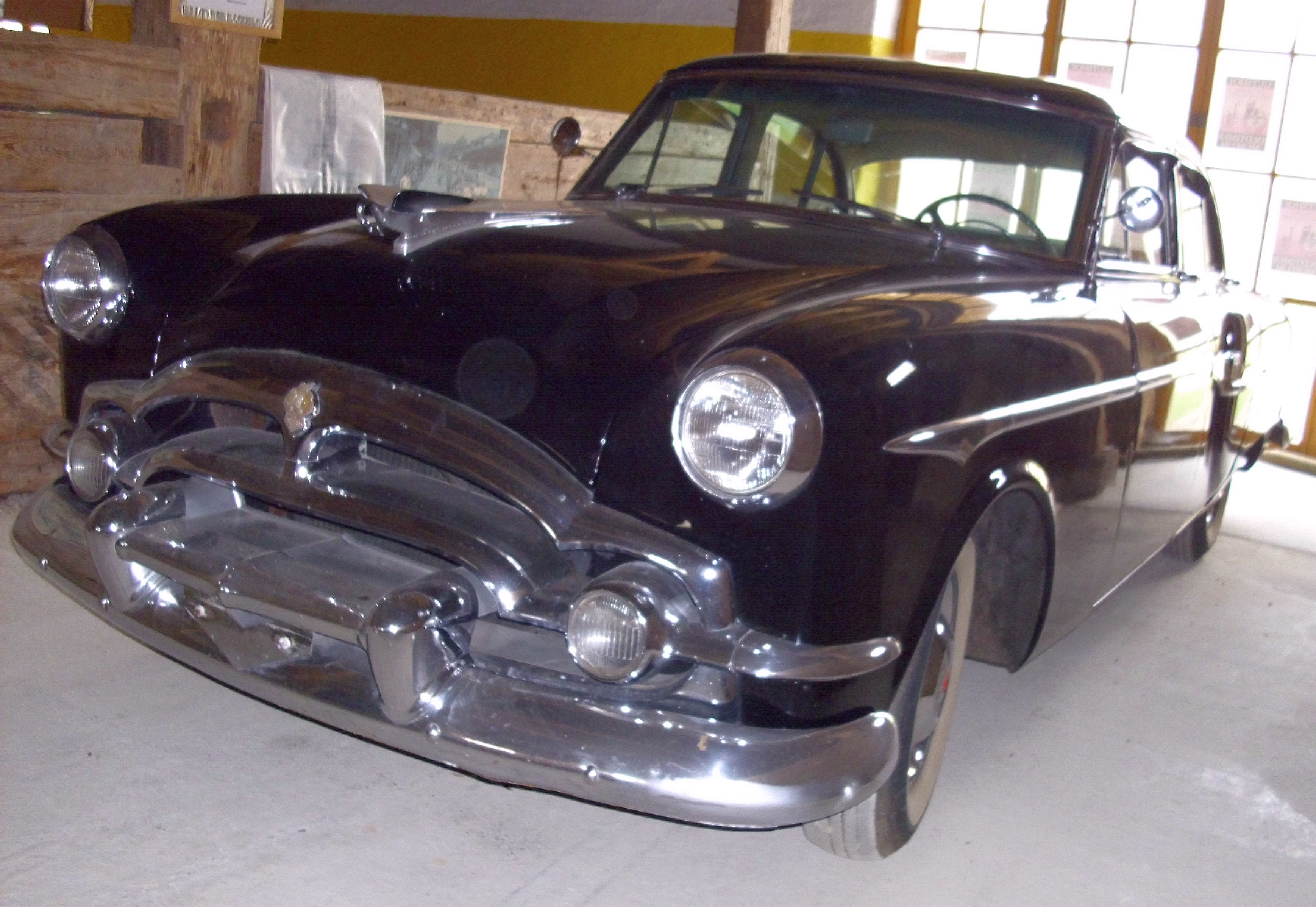
Packard Clipper Deluxe Touring Sedan Modell 2662 (1953)

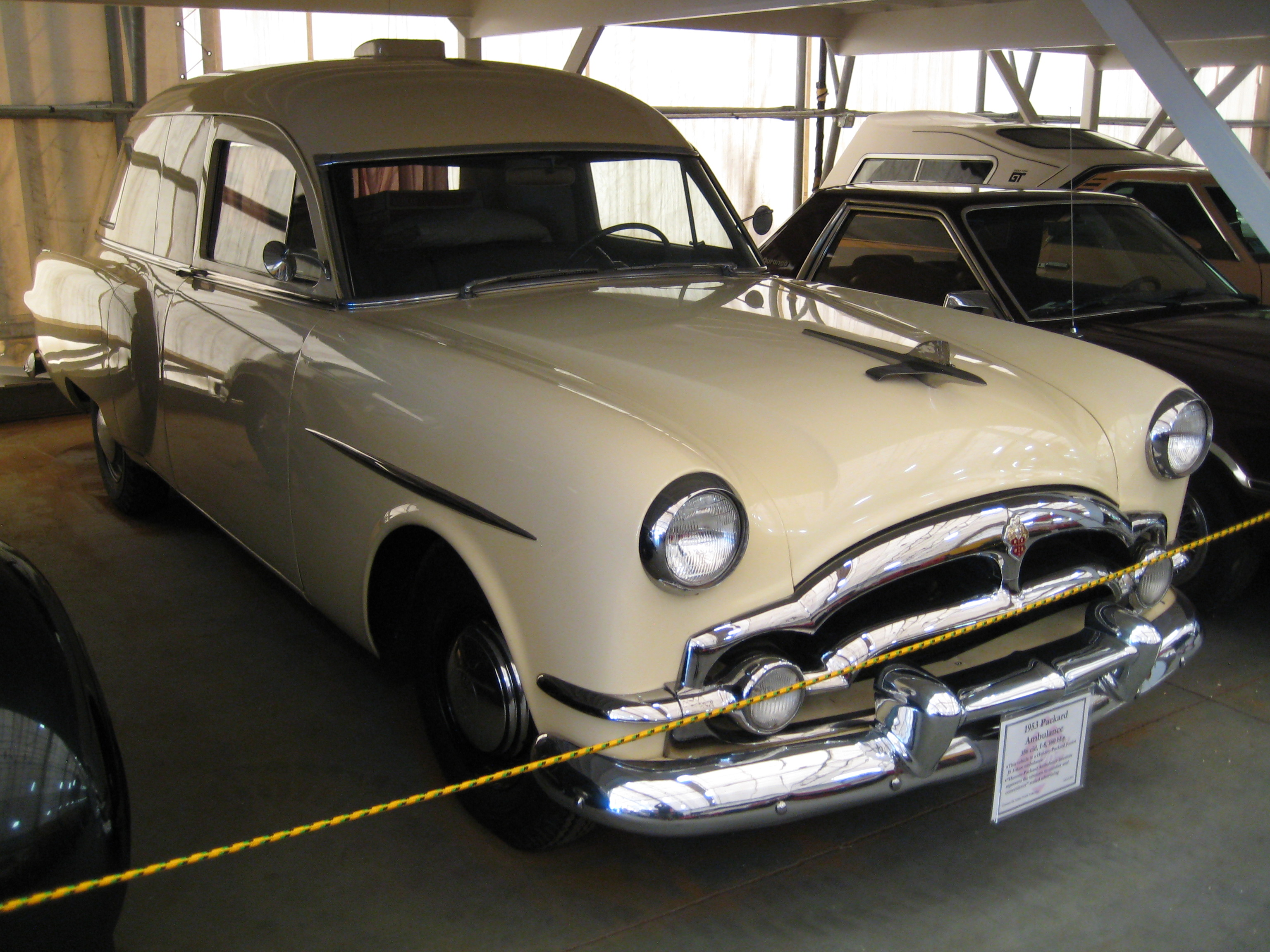
Die Henney-Packard Junior Ambulanz Modell 2601 basierte auf dem Clipper Special (1953)

Der Clipper war als Special (2601) oder Deluxe (2611) erhältlich. Neu gab es den Sportster (2601–2697), eine Version, die jüngere Kunden ansprechen sollte. Sie war nur in der billigeren Special-Reihe erhältlich. Dennoch erhielt er die Seitenzier des Mayfair (ohne „Flaschenöffner“-Dekor), ein breites Chromband am seitlichen Dachabschluss und ein farblich abgesetztes Dach sollten die Illusion eines Hardtops ohne B-Säule erzeugen.
Die Kühlerfigur war neu und erinnerte an ein Düsenflugzeug. Special tragen vorn und hinten an der Flanke Zierstäbe; der vordere ist markentypisch als Speer geformt. Der hintere ist tiefer angebracht. Beim Deluxe sind diese Stäbe durch ein zusätzliches Chromelement verbunden, ähnlich jenem am Mayfair und Convertible. Außerdem hat er kleine Heckflossen aus Chrom und Zierringe an den Rädern. Technisch unterscheiden sich die beiden durch den Thunderbolt 288 mit 4719 cm³ (288 in³) und 150 PS resp. den Thunderbolt 327 5359 cm³ (327 in³), der in dieser Konfiguration 160 PS leistete.
Es gab außerdem Fahrgestelle für Ambulanzen und Bestattungsfahrzeuge und Henney stellte seine bekannte Junior- und Senior-Reihen vor.

#### Modellübersicht 26. Serie
| Serie     | Modell             | Radstand | Nr.                         | Karosserie                  | Einheiten | Listenpreis US$ |
| --------- | ------------------ | -------- | --------------------------- | --------------------------- | --------- | --------------- |
| 2601–2690 | Clipper            | 3099 mm  | 2692                        | Touring Sedan 4-türig       | 23.126    | 2.588           |
| 2601–2690 | Clipper            | 3099 mm  | 2695                        | Club Sedan 2-türig          | 6.730     | 2.534           |
| 2601–2690 | Clipper            | 3099 mm  | 2697                        | Sportster 2-türig           | 3.671     | 2.795           |
| 2601–2660 | 200 Deluxe         | 3099 mm  | 2662                        | Touring Sedan 4-türig       | 26.037    | 2.735           |
| 2601–2660 | 200 Deluxe         | 3099 mm  | 2665                        | Club Sedan 2-türig          | 4.678     | 2.681           |
| 2631–2660 | Mayfair            | 3099 mm  | 2667                        | Hardtop 2-türig             | 5.150     | 3.166           |
| 2631–2660 | Convertible        | 3099 mm  | 2679                        | Cabriolet 2-türig           | 1.518     | 3.476           |
| 2631–2660 | Caribbean          | 3099 mm  | 2678                        | Cabriolet 2-türig           | 750       | 3.476           |
| 2402–2470 | 300                | 3226 mm  | 2472                        | Touring Sedan 4-türig       | 15.309    | 3.034           |
| 2606-2650 | Patrician 400      | 3226 mm  | 2652                        | Touring Sedan 4-türig       | 7.456     | 3.735           |
| 2606-2650 | Derham Custom      | 3226 mm  | 2653                        | Formal Sedan 4-türig        | 9         | 6.526           |
| 2626–2650 | Henney lwb         | 3785 mm  | 2651                        | Executive Sedan 4-türig     | 100       | 4.650           |
| 2626–2650 | Henney lwb         | 3785 mm  | 2650                        | Corporate Limousine 4-türig | 50        | 4.720           |
| 2601      | Henney Junior      | 3099 mm  |                             | Ambulanz 2-türig            |           |                 |
| 2601      | Henney Junior      | 3099 mm  | Bestattungsfahrzeug 2-türig |                             |           |                 |
| 2601      | Clipper Commercial | 3099 mm  |                             | Clipper Commercial          |           |                 |
| 2633      | Henney Senior      | 3962 mm  |                             | Ambulanz 4-türig            |           |                 |
| 2633      | Henney Senior      | 3962 mm  | Bestattungsfahrzeug 3-türig |                             |           |                 |
| 2633      | Packard Commercial | 3962 mm  |                             | Packard Commercial          |           |                 |

#### Servolenkung
Die bedeutendste Neuerung des Jahres betraf die im Hause entwickelte Servolenkung. Anders als das bereits auf dem Markt befindliche System von GM (Saginaw) war die Packard-Lenkhilfe nicht an der Lenksäule angebracht, sondern am Chassis. Die Kraft wirkte auch nicht wie bei dieser direkt auf das Lenkgestänge (was zu Beschädigungen an der Lenkung führen konnte, wenn das Lenkrad im Stand gedreht wurde), sondern griff in die Lenkgeometrie ein. Diese Version setzte sich später allgemein durch. Außerdem wirkte die Packard-Lenkung konstant; bei der Saginaw-Version musste erst ein „Widerstand“ überwunden werden, weil das System erst ab einem gewissen Druck arbeitete.

#### Produktion
Zur Wahl standen für alle Baureihen (außer dem Caribbean) 14 Farbtöne und zwölf Farbkombinationen, wobei die Alternativfarbe nur das Dach umfasste. Der Caribbean war nur in vier Farben lieferbar: Topeka Tan, Polaris Blue, Galahad Green und Matador Red.
In der 25. Serie wurden 89.730 Einheiten Packard und Packard Clipper gebaut.

## Studebaker-Packard (1954–1962)
Die Zeit und verschiedene unglückliche Umstände arbeiteten weiter gegen das neue Team, das sich aber auch Fehleinschätzungen erlaubte. Eine solche war etwa die anhaltende Unterschätzung der Bedeutung von V8-Motoren und Station Wagons.

### Fusion
Die Präsidenten von Packard und Nash, Nance und George W. Mason, wollten das langfristige Überleben der größeren verbliebenen unabhängigen Hersteller durch einen Zusammenschluss sichern. Dieser hätte zum zweitgrößten Hersteller der Welt geführt. Mason organisierte die Fusion von Hudson und Nash zu American Motors, und Nance brachte die Studebaker-Packard Corporation auf den Weg. Nach Masons Tod im Oktober 1954 verfolgte sein Nachfolger Romney einen anderen Kurs. Daher blieb der zweite Schritt aus. American Motors konnte damit gut leben und konzentrierte sich auf den boomenden Markt für Kompaktautomobile, in dem der Nash Rambler unangefochtener Marktführer wurde. Für Packard war dieser Ausgang nahezu katastrophal. Die Fusion ergab nur im ursprünglichen Kontext Sinn. Mit Studebaker gab es kaum Synergien, vor allem aber war bei der Fusion statt einer eingehenden nur eine oberflächliche Prüfung der finanziellen Situation vorgenommen worden.

#### Galerie: Hudson, Nash, Studebaker und Packard 1954

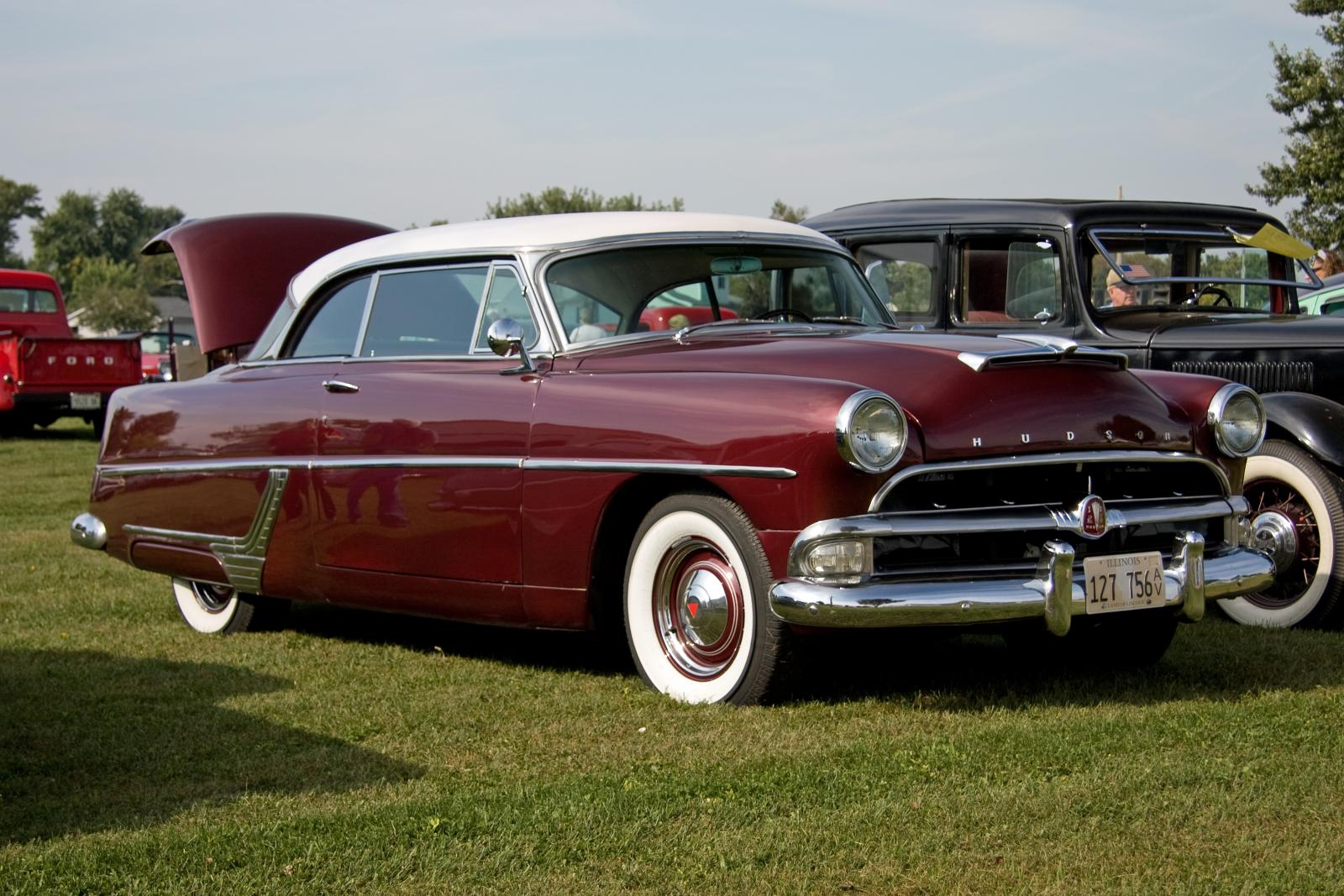
Hudson Super Wasp Hollywood Hardtop (1954). Das „Step Down“ Design von 1948 im letzten Produktionsjahr
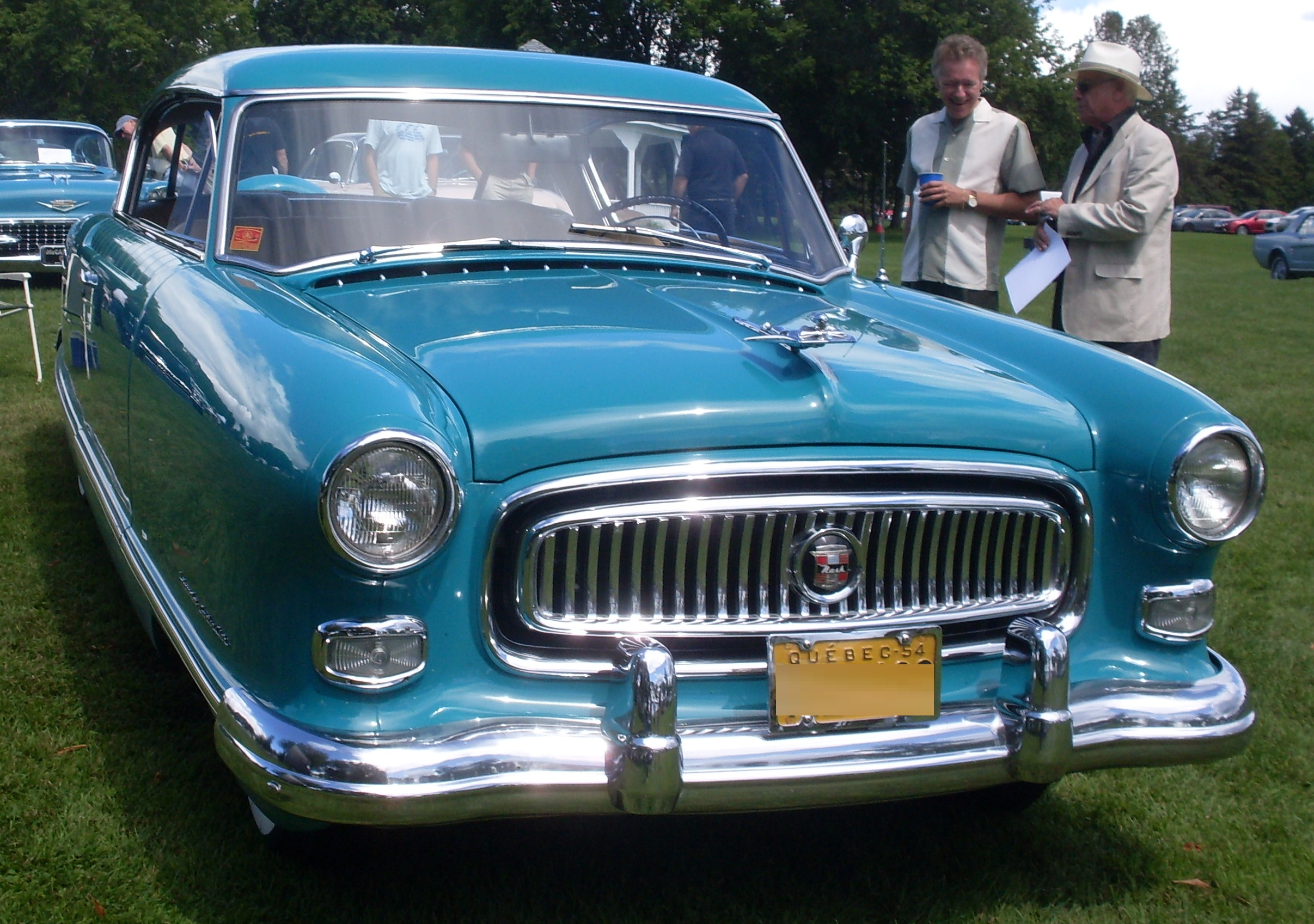
Nash Ambassador Super Sedan (1954). Grunddesign von 1952 mit etwas Beteiligung von Pininfarina am Entwurf
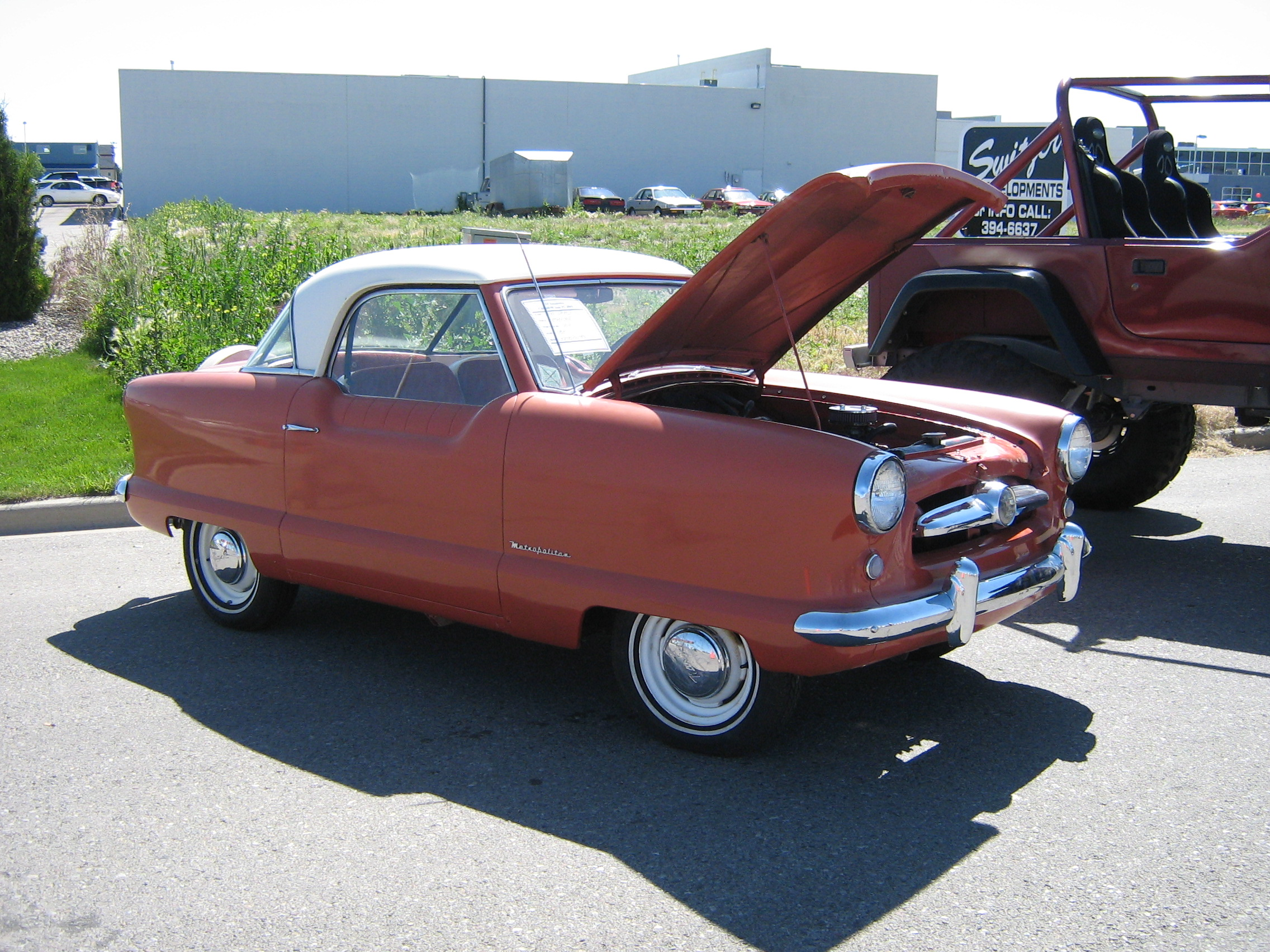
Nash Metropolitan Coupé (1954) mit Austin-Mechanik
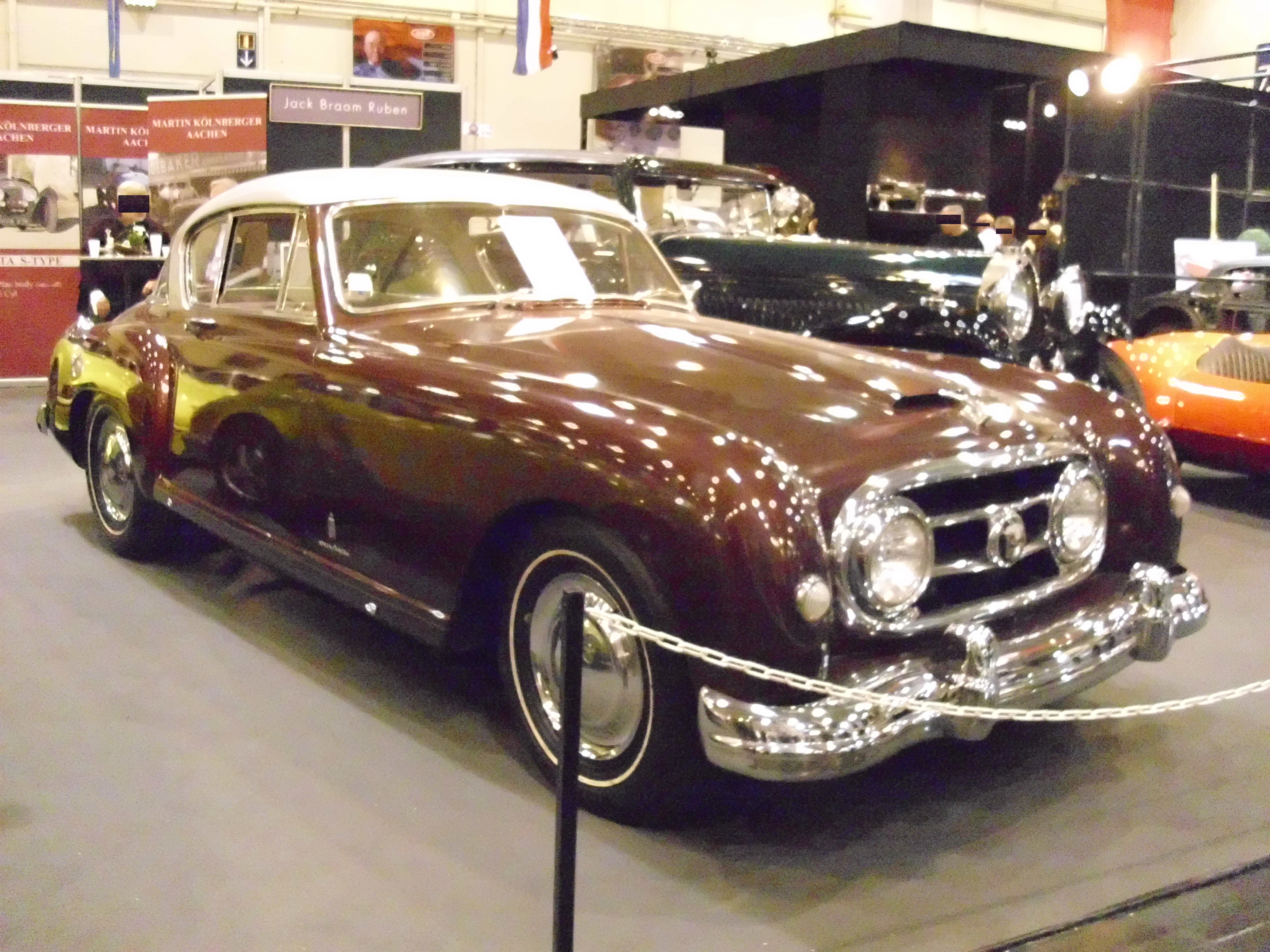
Nash-Healey (1954). In seiner 2. Generation wurde das Fahrgestell des Sportwagens bei Healey in Großbritannien gebaut; er erhielt bei Pininfarina in Italien Karosserie und Endmontage und wurde überwiegend in den USA verkauft. Der Motor basierte auf dem Nash Six.
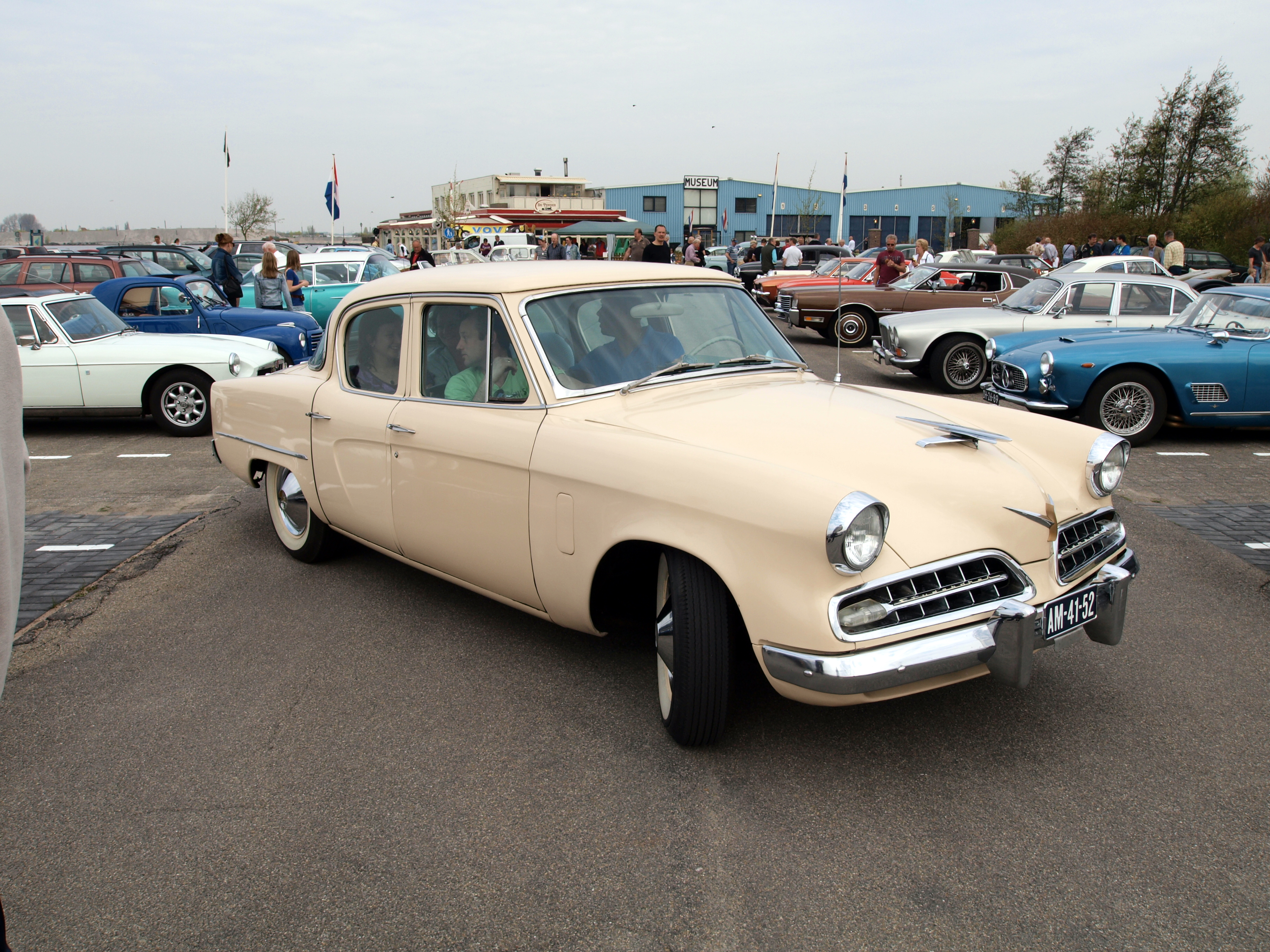
Studebaker Champion Sedan (1954). Facelift eines 1953 eingeführten, neuen Designs von Raymond Loewy. Der Champion war das Basismodell des neuen Konzerns.
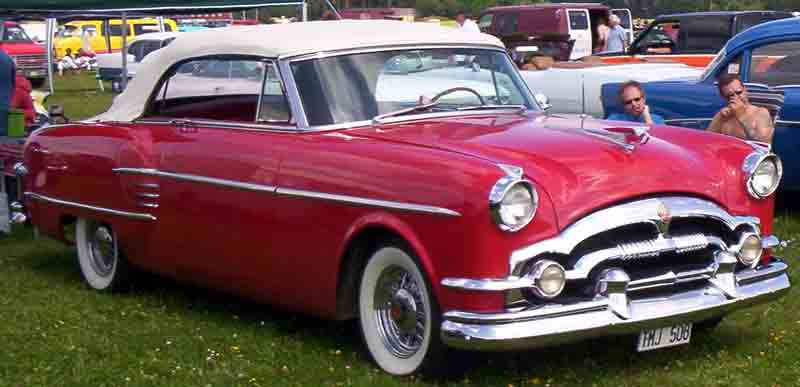
Packard Convertible Modell 5479 (1954). Das Konzept mit Reihen-Achtzylindermotor und Facelift eines 1951er Designs war veraltet und stand im letzten Produktionsjahr

Finanziert wurde der Zusammenschluss durch Packard, war also eigentlich die Übernahme eines Giganten durch einen Kleinen. Das kostete Packards finanzielle Reserven. Nance durfte aufgrund der Verhandlungen davon ausgehen, dass Studebakers riesige Anlagen in South Bend und Kanada ab einer Jahresproduktion von 168.000 Fahrzeugen in die Gewinnzone kommen würden. Nance traute sich das zu, obwohl das Unternehmen im Übernahmejahr nur 82.000 Fahrzeuge gebaut hatte. Tatsächlich lag Studebakers Gewinnschwelle aber bei über 286.000 Fahrzeugen, was weit außerhalb des Machbaren lag, als dies im Herbst 1955 klar wurde, konnte es nur noch darum gehen, den Konzern so weit zu sanieren, dass er für eine Übernahme durch einen dritten Investor interessant wurde.
Die Gewinnschwelle bei Packard lag bei 80.000 Einheiten; nur knapp 31.000 entstanden im miserablen Modelljahr 1954.
Der „Verkaufskrieg“, den Ford während des Jahres begann, um GM den ersten Platz der Fahrzeuganbieter abzujagen, schmerzte die kleinen Hersteller weit mehr als die großen; sie mussten bei höheren Stückkosten knapper kalkulieren. Davon war natürlich auch Packard betroffen.
Inzwischen musste Packard den Verlust großer Rüstungsaufträge hinnehmen. Ein weiterer Schlag war 1952 der Verkauf der Briggs Manufacturing Company, dem Lieferanten der Serienkarosserien. Die für Packard benutzten Werksanlagen wurden von Chrysler für deren eigenen Bedarf übernommen. Immerhin gestand man Packard die Weiterführung seiner Karosserieproduktion bis zum Ende des Modelljahres 1954 zu. Packard war gezwungen, wertvolle finanzielle Ressourcen zu einem denkbar ungünstigen Zeitpunkt in ein eigenes Karosseriewerk zu investieren. Die neu erworbene Fabrik an Detroits Conner Avenue musste in den Werksferien zwischen den Modelljahren für das Modelljahr 1955 in Rekordzeit umgebaut werden. Allerdings erwies sie sich schnell als zu klein. Außerdem verzögerte sich dadurch die für 1954 vorgesehene Serienfertigung des fertig entwickelten V8-Motors.

### 54. Serie

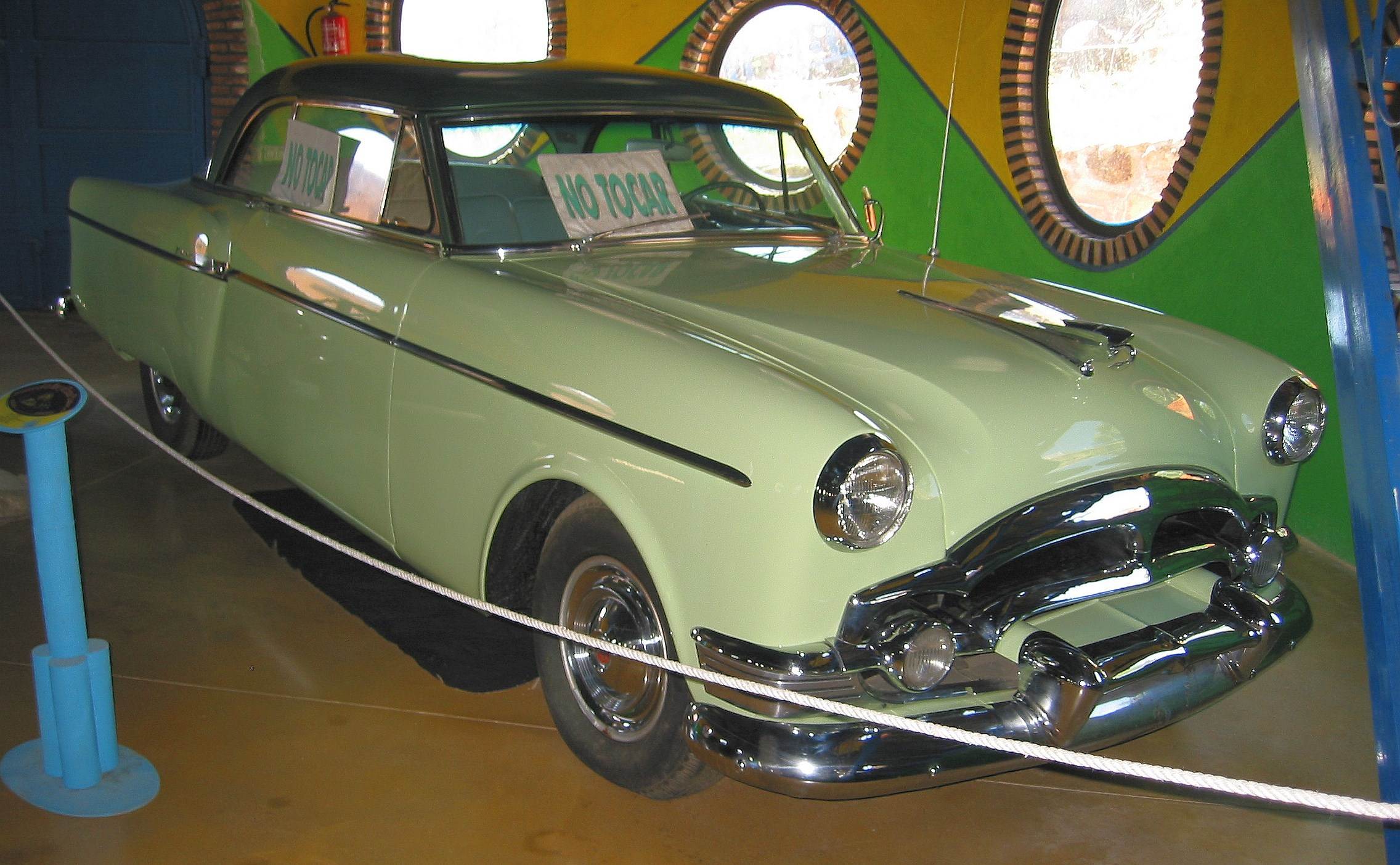
Clipper Super Panama Hardtop Modell 5411-5467 (1954)

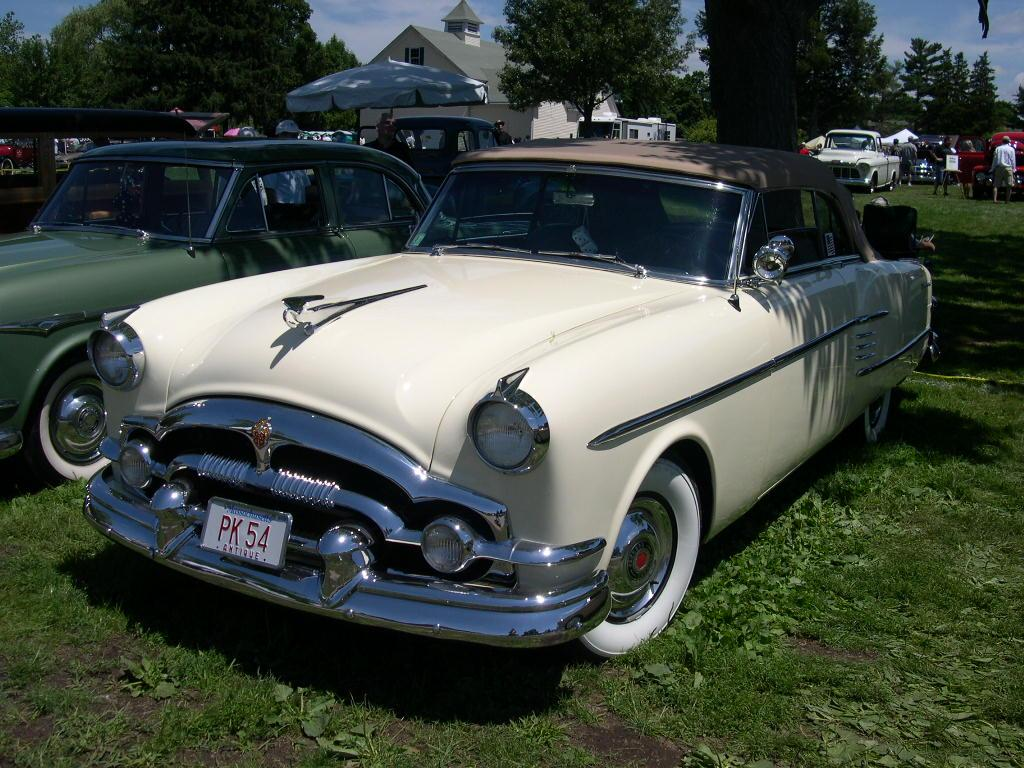
Aus dem Mayfair wurde der Packard Pacific Modell 5431-5477 (nur 1954)

Bauzeit: 15. Januar 1954 bis 16. Januar 1955
Packard brachte die Bezeichnung seiner Serien in Übereinstimmung mit dem entsprechenden Modelljahr; es gibt also keine 27. bis 53. Serie.
Aus Kostengründen gab es nur eine minimale Modellpflege für 1954. Vorne zierten kleine „Hörner“ die Scheinwerfereinfassungen der großen Modelle, hinten gab es neue Schlusslichter und seitlich eine neue Chromzier. Pacific löste als Bezeichnung für das Hardtop den Modellnamen Mayfair ab. Die Clipper-Baureihe wurde von zwei auf drei Ausstattungslinien erweitert (Special, Deluxe und Super), die Super-Baureihe erhielt jetzt ein Panama genanntes Hardtop. Dieser und der Pacific erhielten neue ein- statt dreiteilige Heckscheiben. Der große Reihenmotor leistete in seiner letzten Ausführung 212 SAE-PS (170 DIN-PS) und kam nicht mehr nur im Patrician zum Einsatz, sondern neu auch im Caribbean und im Pacific, dem Nachfolger des „Mayfair“. Dieses ultraleise Triebwerk mit 356 in³ (5,9 Liter) und neunfach gelagerter Kurbelwelle war der stärkste Reihenmotor nach dem Zweiten Weltkrieg und leistete auf dem Papier mehr als der V8 des Erzrivalen Cadillac (205 SAE-PS oder 164 DIN-PS). Daneben bot Packard weiterhin einfachere Motoren mit 327 in³ (5360 cm³) und 288 in³ (4720 cm³) an. Letzterer war dem neuen Basismodell Clipper Special vorbehalten. Clipper Deluxe, Super und Cavalier erhielten den 327-in³-Motor; letzterer als höher verdichtete Version. Das Ultramatic-Automatikgetriebe wurde verbessert und hieß nun Gear Start Ultramatic.
In diesem Jahr endete die Zusammenarbeit mit der Henney Motor Company sowohl beim Bau von Bestattungsfahrzeugen und Ambulanzen wie auch bei verlängerten Limousinen (Executive Sedan und Corporate Limousine), die erst 1953 wieder ins Programm aufgenommen worden waren. Auslöser waren die finanzielle Situation bei Packard und der Entscheid für die Aufhängung mit Drehstäben, welche den Verzicht auf verlängerte Fahrgestelle nach sich zog. Henney baute außerdem den Prototyp eines sehr großen Kombis auf einem Packard-Nutzfahrzeugfahrgestell, der als Henney Super Station Wagon hätte vermarktet werden sollen. Dieses Projekt zerschlug sich aus den gleichen Gründen.
Ein zunehmend altbackenes Image, Gerüchte um die angespannte Finanzlage und vor allem ein nur leicht retuschiertes, vierjähriges Design in Verbindung mit dem fehlenden V8-Motor kumulierten sich zu einem katastrophalen Ergebnis: Nur noch 30.965 Fahrzeuge wurden hergestellt – in einem verlängerten Modelljahr! Die Gewinnschwelle lag indes bei 80.000 PKW der Marken Packard und Clipper. Zudem hatten der nicht vorgesehene Umbau des Karosseriewerks und die Vorbereitung der 1955er Modelle die finanziellen Mittel schwinden lassen. Doch es kam noch schlimmer. Im November 1954 stellte sich heraus, dass Packard bei den Fusionsverhandlungen mit der Studebaker Corporation von falschen Zahlen ausgegangen war: Um in die Gewinnzone zu gelangen, musste South Bend 286.000 statt 168.000 Fahrzeuge verkaufen. Das war völlig illusorisch; im Modelljahr 1954 stellte Studebaker gerade mal 82.000 PKW und Nutzfahrzeuge her. Die Studebaker-Packard Corporation stand bereits in ihrem Gründungsjahr mit dem Rücken zur Wand.
| Serie | Modell              | Motor in³ / cm³ | Leistung bhp / kW | Radstand | Nr.  | Karosserie                                 | Ein- heiten | Listenpreis US$ |
| ----- | ------------------- | --------------- | ----------------- | -------- | ---- | ------------------------------------------ | ----------- | --------------- |
| 5400  | Clipper Special     | 288 / 4718      | 150 / 111.85      | 3099 mm  | 5482 | Touring Sedan 4-türig                      | 970         | 2.594           |
| 5400  | Clipper Special     | 288 / 4718      | 150 / 111.85      | 3099 mm  | 5485 | Club Sedan 2-türig                         | 912         | 2.544           |
| 5400  | Henney Junior       | 288 / 4718      | 150 / 111.85      | 3962 mm  | 5433 | Jr. Ambulance Jr. Hearse Jr. Comm. Chassis | 120         |                 |
| 5401  | Clipper Deluxe      | 327 / 5359      | 165 / 123.04      | 3099 mm  | 5492 | Touring Sedan 4-türig                      | 7.610       | 2.692           |
| 5401  | Clipper Deluxe      | 327 / 5359      | 165 / 123.04      | 3099 mm  | 5495 | Club Sedan 2-türig                         | 1.470       | 2.645           |
| 5401  | Clipper Deluxe      | 327 / 5359      | 165 / 123.04      | 3099 mm  | 5497 | Sportster 2-türig                          | 1.336       | 2.830           |
| 5411  | Clipper Super       | 327 / 5359      | 165 / 123.04      | 3099 mm  | 5462 | Touring Sedan 4-türig                      | 6.270       | 2.815           |
| 5411  | Clipper Super       | 327 / 5359      | 165 / 123.04      | 3099 mm  | 5465 | Club Sedan 2-türig                         | 887         | 2.765           |
| 5411  | Clipper Super       | 327 / 5359      | 165 / 123.04      | 3099 mm  | 5467 | Panama Hardtop 2-türig                     | 3.618       | 3.125           |
| 5402  | Cavalier            | 327 / 5359      | 185 / 137.95      | 3226 mm  | 5472 | Touring Sedan 4-türig                      | 2.580       | 3.344           |
| 5431  | Pacific             | 359 / 5883      | 212 / 158.09      | 3099 mm  | 5477 | Hardtop 2-türig                            | 1.189       | 3.827           |
| 5431  | Convertible         | 359 / 5883      | 212 / 158.09      | 3099 mm  | 5479 | Cabriolet 2-türig                          | 863         | 3.935           |
| 5431  | Caribbean           | 359 / 5883      | 212 / 158.09      | 3099 mm  | 5478 | Cabriolet 2-türig                          | 400         | 6.100           |
| 5406  | Patrician 400       | 359 / 5883      | 212 / 158.09      | 3226 mm  | 5452 | Touring Sedan 4-türig                      | 2.760       | 3.890           |
| 5406  | Derham              | 359 / 5883      | 212 / 158.09      | 3226 mm  | 5453 | Formal Sedan 4-türig                       |             |                 |
| 5450  | Corporate Limousine | 359 / 5883      | 212 / 158.09      | 3795 mm  | 5450 | lwb Limousine 8-plätzig                    | 35          | 7.250           |
| 5450  | Executive Sedan     | 359 / 5883      | 212 / 158.09      | 3795 mm  | 5451 | lwb Sedan 8-plätzig                        | 65          | 8.900           |
| 5413  | Henney Senior       | 359 / 5883      | 212 / 158.09      | 3962 mm  | 5413 | Sr. Ambulance Sr. Hearse Sr. Comm. Chassis | 206*        |                 |

* Anm.: Die Zusammenstellung „5413, Henney Senior“ enthält einen Prototyp mit unbekanntem Radstand.

### 55. Serie

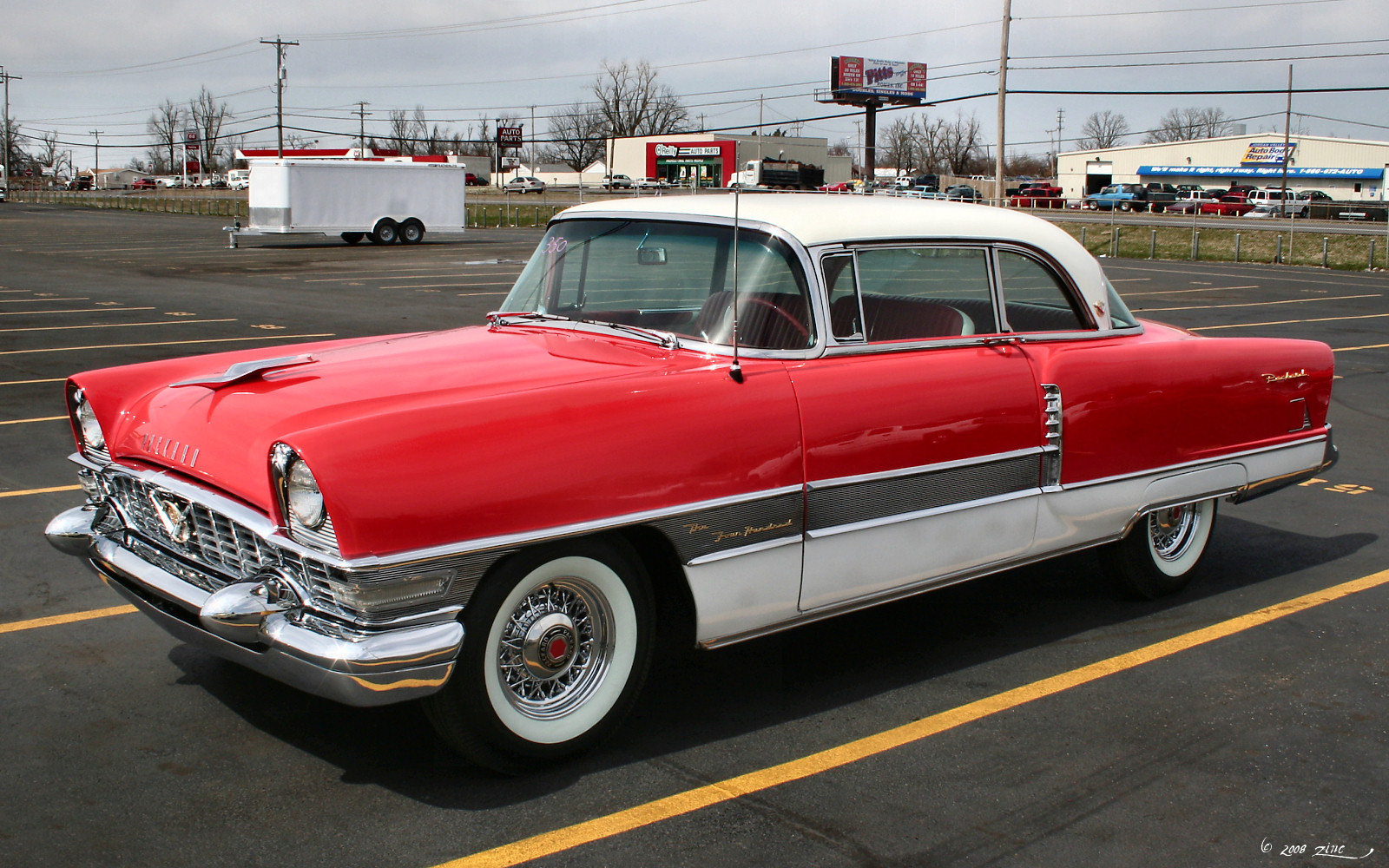
Packard Four Hundred Hardtop Modell 5587 (1955) mit optionalen Speichenrädern von Kelsey-Hayes

Bauzeit: 17. Januar 1955 bis 2. November 1955
Hauptsächlich durch die Fusion mit Studebaker, den Umbau des neuen Karosseriewerks an der Conner Avenue und wachsenden Problemen mit den Banken verzögerte sich also der Produktionsbeginn für das Modelljahr 1955. Dennoch war Packard gleich in mehrerer Hinsicht ausgesprochen innovativ.

#### Design

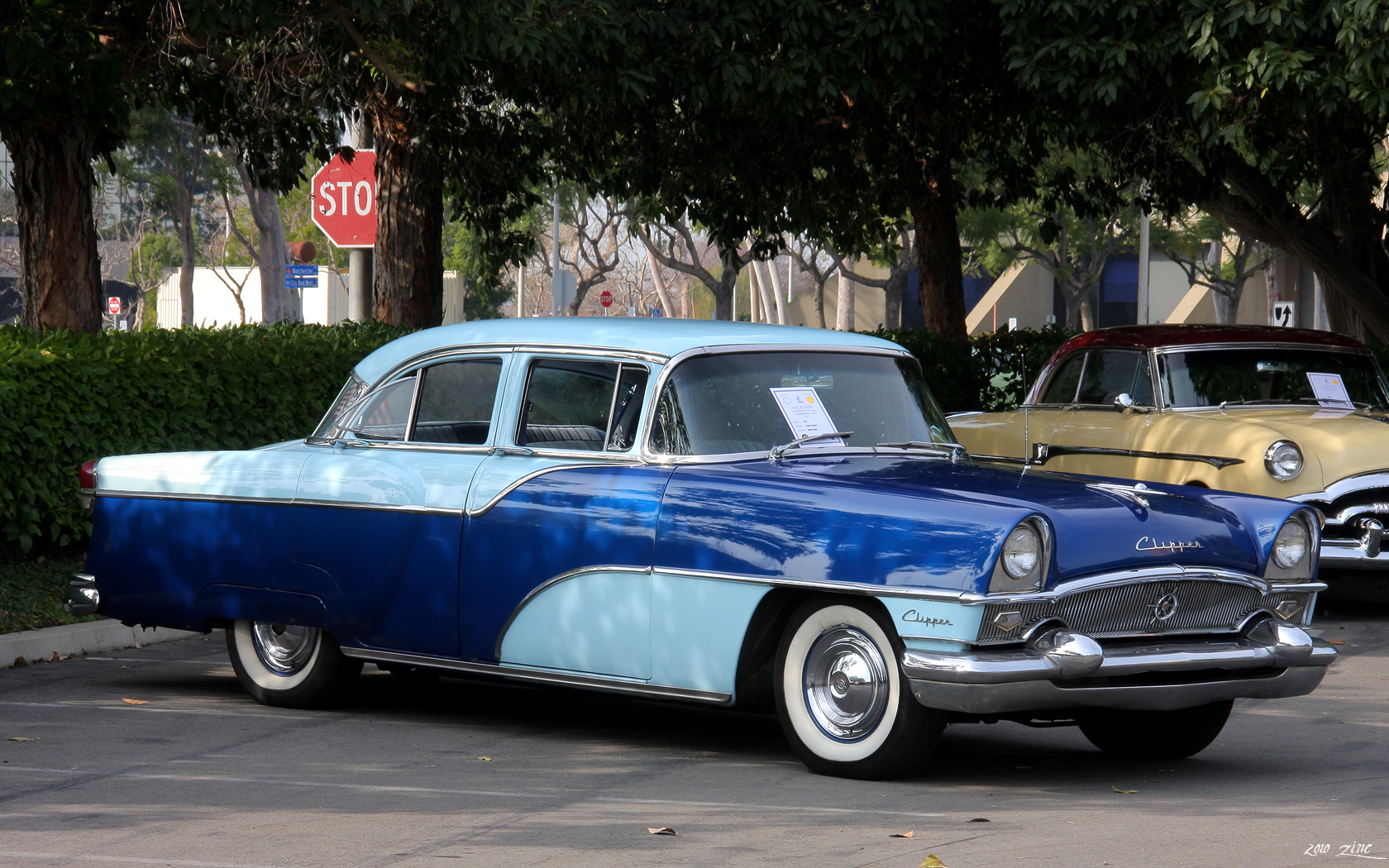
Packard Clipper Custom Touring Sedan Modell 5562 (1955); spätere Ausführung mit gebogenem vorderen Zierstab.

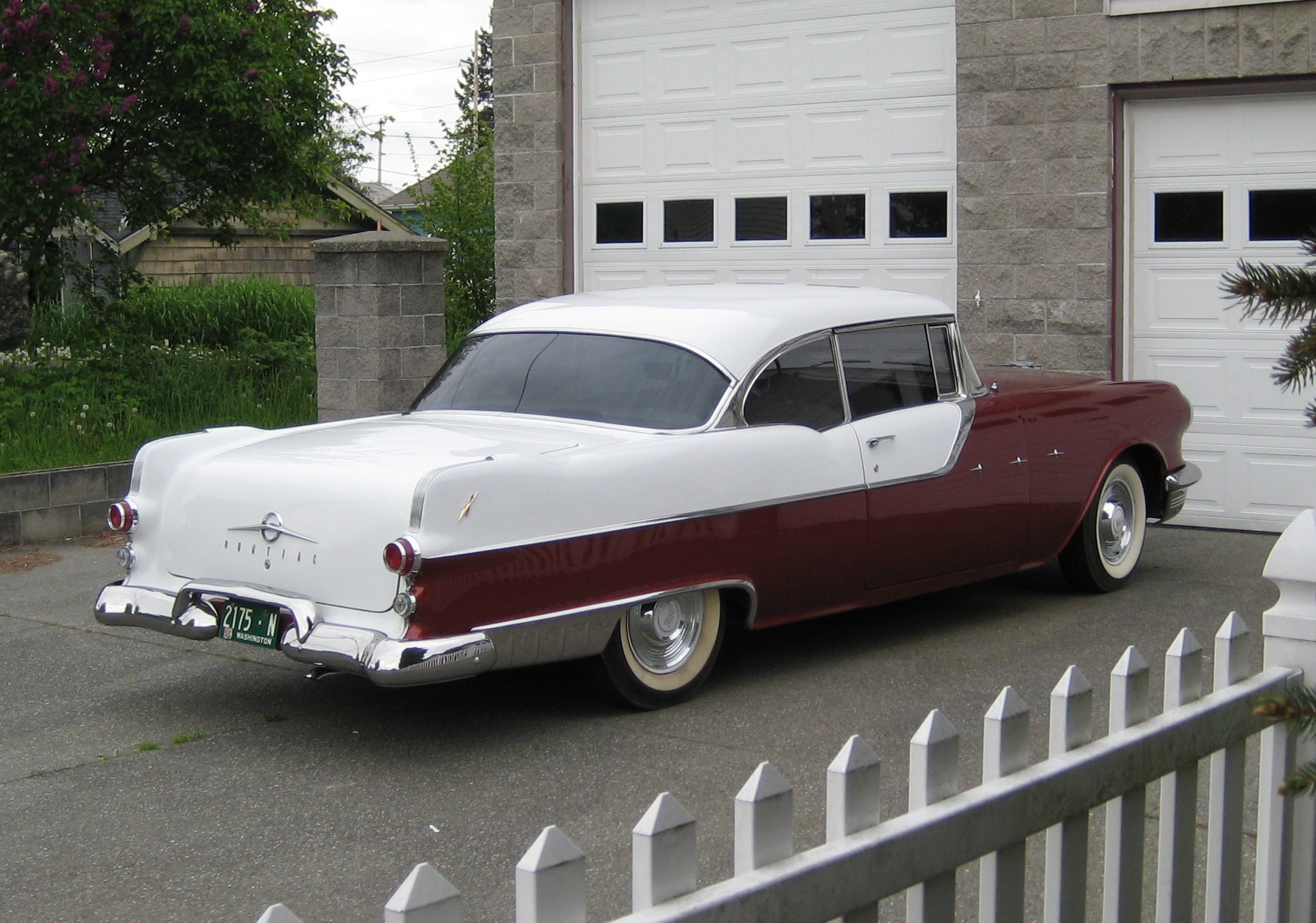
Pontiac Star Chief Catalina Hardtop (1955) mit fast identischer Farbtrennung wie beim Packard Clipper

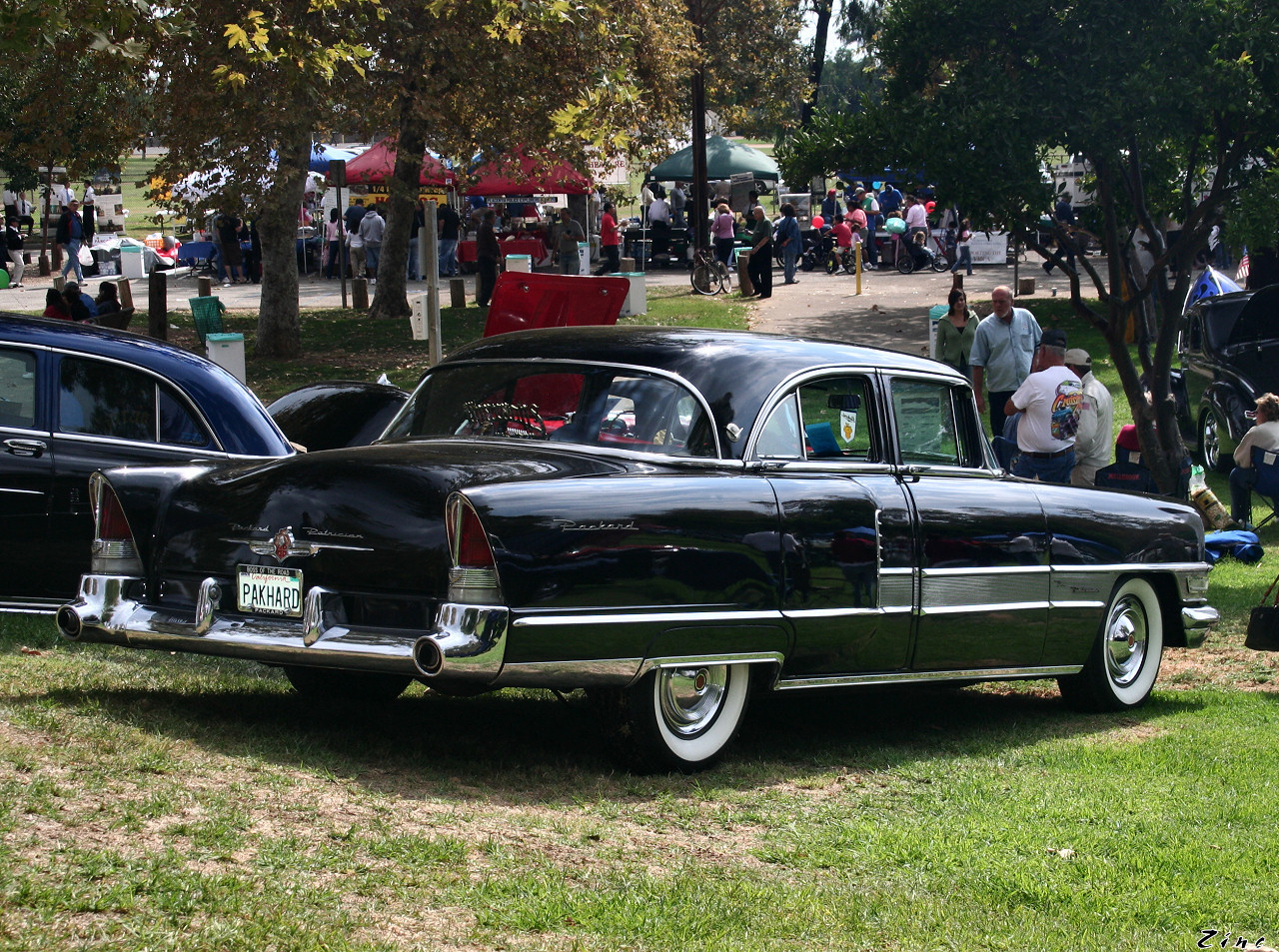
Der Kofferraumdeckel samt Chromzier wurde vom Vorjahr übernommen, hier an einem Patrician Touring Sedan Modell 5582

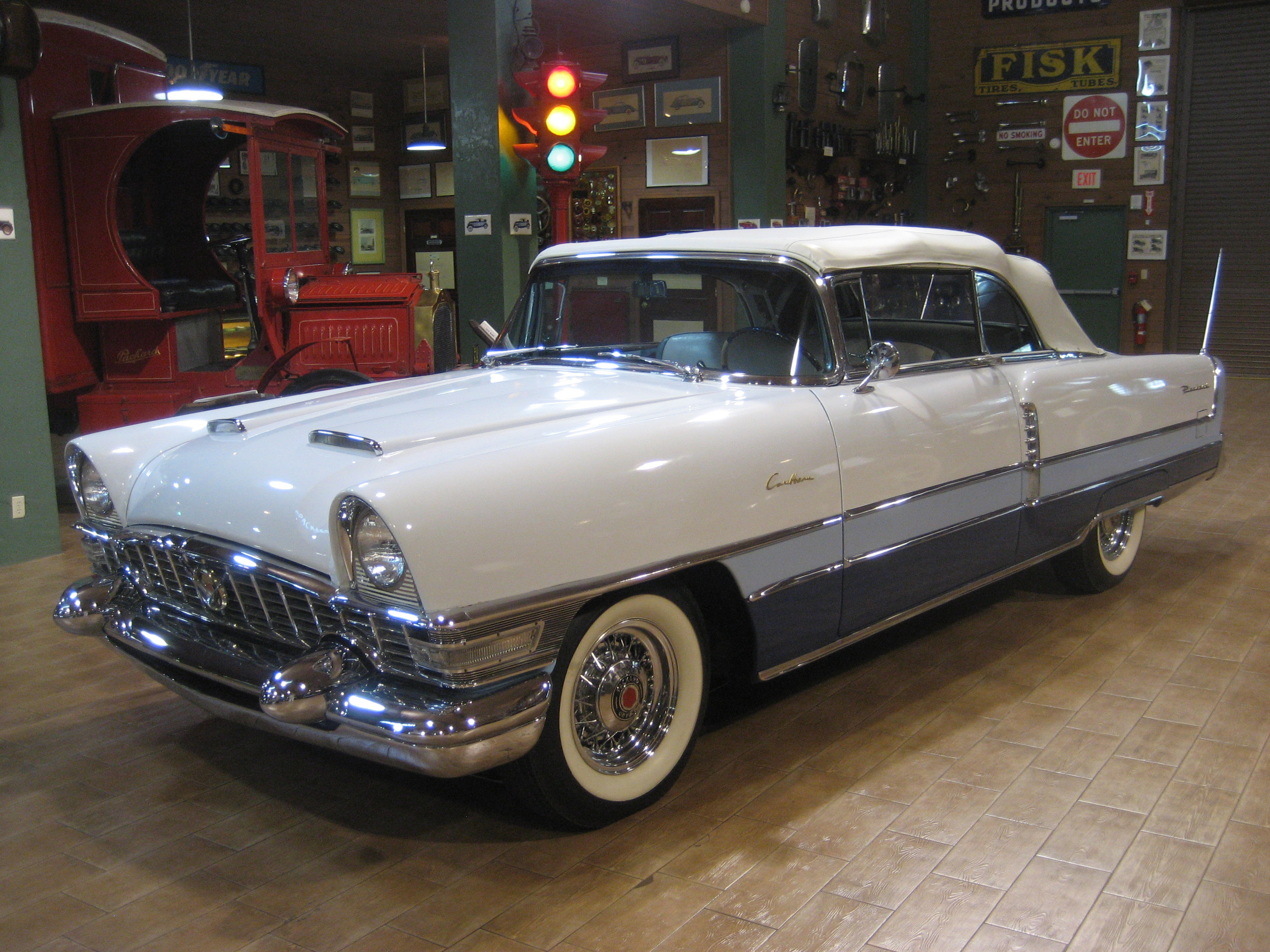
Packard Caribbean Convertible Modell 5588 mit serienmäßiger Dreifarbenlackierung

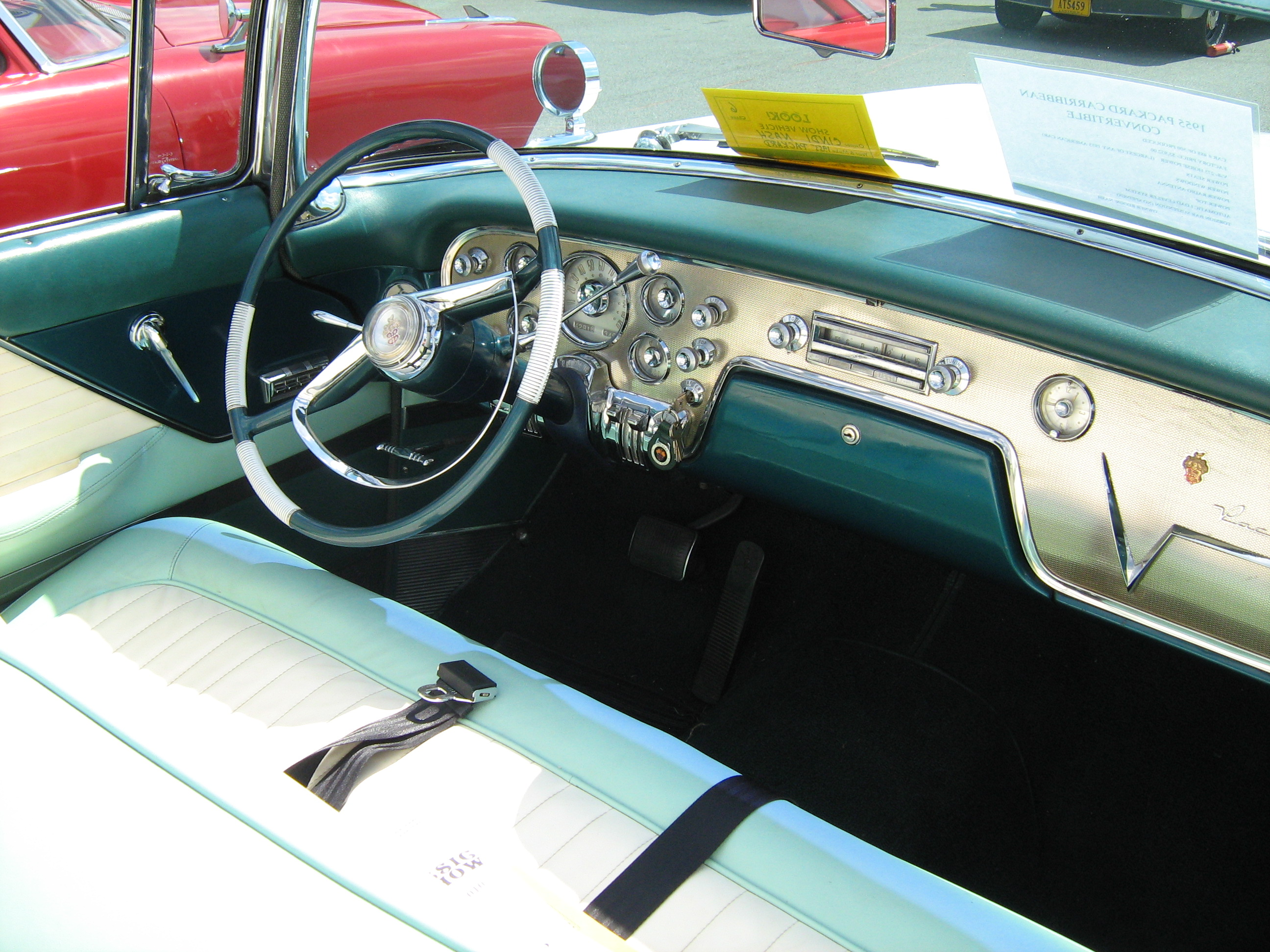
Das neue Armaturenbrett, hier in einem Caribbean Modell 5588.

Die Trennung zwischen den Baureihen „Packard“ und „Packard Clipper“ blieb – vorerst noch. Erstmals verwendete Packard ein neues Logo, das aus einem Kreis und einem darüber gelegten, flachen „V“ bestand.
Zwar reichten Zeit und Mittel nicht für komplett neue Karosserien. Stattdessen gab es ein weitreichendes Facelift. Dieses war so geschickt gemacht, dass kaum jemandem auffiel, dass erneut auf die Karosseriestruktur von 1951 zurückgegriffen worden war – ein Hinweis sowohl auf die Qualität des ursprünglichen Designs von John Reinhart wie auch des Facelifts von Teague. Neu waren Panoramascheiben vorn für alle Modelle. Die große Baureihe erhielt einen etwas ausgeprägteren „Kragen“ mit einer Chromeinfassung um die Scheinwerfer und erstmals in der US-Autoindustrie seitlich herumgezogene vordere Blinker mit integrierten Positionslampen. Der massive Kühlergrill bestand aus einem Gitter von Chromstäben, hinterlegt mit einem Lochblech aus farblos eloxiertem Aluminium. An der Flanke führten breite Zierelemente aus längs gerilltem Aluminium bis zur Wagenmitte, wo sie in einem Chrompodest endeten. Dieses enthielt eine Positionsleuchte, welche auch den Boden vor der (vorderen) Türe beleuchtete. Die Zierelemente waren oben und unten von Chromstäben begrenzt; der untere wurde hinter der Leuchte bis zum Heck fortgesetzt. Die dreieckigen Schlusslichter, im letzten Moment eingeführt, waren ebenfalls von der Seite sichtbar und funktionierten, wie damals üblich, auch als Brems- und Blinklicht. Der Caribbean erhielt anstatt der stark stilisierten Kühlerfigur doppelte Lufteinlass-Attrappen auf der Motorhaube und anstelle der seitlichen Alu-Zierblenden doppelt geführte Zierstreifen über die gesamte Flanke. Unmittelbar vor dem Heck wurde die obere Leiste zum Scheitelpunkt der Heckflossen hochgezogen. Dort gab es je eine elektrische Antenne. Bei allen Modellen wurde die Auspuffanlage durch Öffnungen in der hinteren Stoßstange geführt. An Modellen mit einfachem Auspuff wurde auf der Beifahrerseite ein einfaches Rohr als Attrappe unter dem Wagenboden befestigt.
Der Clipper erhielt die gleiche Kühlermaske wie die große Baureihe, jedoch ohne seitliche Verlängerung mit integrierten Blinkern. Der Kühlergrill selber bestand aus eng stehenden, horizontalen Chromstäben. Die Scheinwerfer erhielten lackierte Einfassungen. Teague erreichte die größtmögliche Abgrenzung zu den großen Modellen, indem er eine geschwungene Linie über den hinteren Teil der Karosserie legte. Von der Front bis zur Mitte der Karosserie führte anfangs ein gerader Chromstab. Es zeigte sich, dass Pontiac 1955 eine sehr ähnliche Farbtrennung erhielten, worauf dieser Zierstab nach kurzer Produktionszeit so abgeändert wurde, dass er in einer Kurve zum Schweller führte. Zugleich entstand so eine neue Fläche, die sich für eine Alternativfarbe anbot. Durch diesen gekonnten Kunstgriff gelang nicht nur die optische Abgrenzung zum Konkurrenten, sondern auch eine noch deutlichere zu den großen Packard.
Der Kunde hatte die Wahl aus 18 Farbtönen und -Kombinationen. Dazu kamen 23 Innenausstattungsvarianten (davon vier in Echtleder). Der Caribbean war in vier Dreifarbenlackierungen erhältlich und, entsprechend, dreifarbigen Innenausstattungen. Andere Farbkombinationen erforderten die Zustimmung der Designabteilung. Auch einfarbige Fahrzeuge waren lieferbar (Standard beim Clipper Deluxe).

#### V8-Motor
Packard hatte 1955 endlich auch einen eigenen V8-Motor vorgestellt. Das seit 1949 entwickelte und bereits 1954 fertiggestellte Triebwerk ersetzte alle Reihenmotoren. Dieser Schritt war längst überfällig; Packard war 1954, zusammen mit Pontiac, der letzte US-Hersteller gewesen, der überhaupt noch Reihen-Achtzylinder herstellte und das Fehlen eines V8 hatte sich zuletzt empfindlich in den Verkaufszahlen niedergeschlagen.
Der Packard-V8 war gewohnt sorgfältig entwickelt. Das moderne OHV-Triebwerk war eine gelungene Konstruktion und ausgelegt als Kurzhuber. Es war in zwei Hubraumgrößen und in sechs Leistungsvarianten erhältlich. Die stärkste Version, der dem Caribbean vorbehaltene 352 in³ (5801 cm³), leistete auf Anhieb 295 bhp (220 kW) und war damit nach dem im gleichen Jahr vorgestellten Chrysler 300 mit 300 bhp (223,7 kW) das zweitstärkste PKW-Triebwerk der Welt. Die Mehrleistung gegenüber der Version im Patrician und Four Hundred (260 bhp / 193,88 kW) wurde durch eine höhere Verdichtung und eine imposante Doppel-Vierfachvergaseranlage Rochester 4GC erreicht. Das Triebwerk leistete im Clipper Custom 240 bhp (179 kW).
Ein Patrician mit dem 352-in³-V8 gewann den Mobil Oil Economy Run in seiner Klasse.
Für Clipper Deluxe und Super gab es eine kleinere Ausgabe des V8 mit 320 in³ (5244 cm³) und einer Leistung von 225 bhp (167,78 kW). Packard konnte eine Variante dieses kleineren Motors samt dem neuen Automatikgetriebe auch an American Motors verkaufen, wo sie für die Topversionen des Nash Ambassador und Hudson Hornet verwendet wurden. Diese Ausführung war auf 208 bhp (155,1 kW) gedrosselt.

#### Twin Ultramatic
Packards 1950 eingeführtes Ultramatic-Automatikgetriebe mit zwei Gängen sollte das einzige bleiben, das jemals von einem kleineren US-Autohersteller zur Serienreife gebracht wurde. Umso erstaunlicher ist es, dass praktisch jährlich Verbesserungen einflossen. 1955 wurde das Getriebe überarbeitet, um der Leistung der neuen, deutlich kräftigeren Motoren gewachsen zu sein. Das Ergebnis hieß Twin Ultramatic. Dessen Bedienung erfolgte weiterhin über einen Wählhebel an der Lenksäule; die eingelegte Fahrstufe wurde auf dem Quadranten mit den Positionen P-N-♦D♦-L-R angezeigt. Neu war eine Überbrückungskupplung, mit welcher der Fahrer die Kraft wahlweise mit oder ohne Drehmomentwandler übertragen konnte. Dies wird durch Anwählen der Position links oder rechts von „D“ vorgegeben; auf der linken steuert das Getriebe wie gewohnt den Wandler an, auf der rechten nicht. In beiden Bereichen steht unterhalb einer Geschwindigkeit von 60 mph (ca. 95 km/h) die Kickdown-Funktion zur Verfügung. Die Auslegung der Twin Ultramatic ist vergleichbar mit der „Komfort“- resp. „Sport“-Abstufung moderner Automatikgetriebe.
Twin Ultramatic war die einzige erhältliche Kraftübertragung für alle Senior-Modelle. Clipper wurden serienmäßig mit einem manuellen Dreiganggetriebe mit unsynchronisiertem ersten Gang und Lenkradschaltung ausgerüstet. Der Kunde hatte hier die Wahl, gegen Aufpreis (US$ 110) einen Overdrive zum obersten Gang zu ordern oder das Auto gegen einen Aufpreis von US$ 199 mit Twin Ultramatic zu bestellen.
Twin Ultramatic war ein sehr komplexes Getriebe, das bei richtigem Gebrauch und Unterhalt zuverlässig und komfortabel funktionierte. Es geriet später in einen schlechten Ruf, weil es mangelhafte Wartung nicht so gut vertrug wie Konkurrenzprodukte.

#### Torsion Level Ride
Packard und die meisten Packard Clipper erhielten, je nach Modell, serienmäßig oder optional eine eigenwillige Drehstabfederung, Torsion Level Ride genannt. Das System basiert auf Patenten des Ingenieurs William D. Allison. Anstelle der bisher verwendeten vorderen Schrauben- und hinteren Blattfedern verbinden zwei längs angeordnete Drehstäbe Vorder- und Hinterrad auf ihrer Seite. Zwei Zusatzstäbe wirken auf Streben, an denen die Hinterachse aufgehängt ist. Über Relais wird, zeitlich leicht verzögert, ein Elektromotor angesteuert. Dieser reguliert die Spannung auf den Zusatzstäben und greift so in die Federung des Fahrzeugs ein. Mehr noch: Die Relais reagieren auch auf die Gewichtsverteilung im Auto. So wird ein durch Zuladung im Kofferraum abgesenktes Fahrzeugheck nach wenigen Sekunden vom Elektromotor ausgeglichen und das Auto steht eben da, nur einige Millimeter tiefer. Gemeinsam mit der im gleichen Jahr eingeführten Citroën DS-Baureihe (Modelljahre 1956–1975) war Packard damit der erste Hersteller eines Personenwagens mit serienmäßiger Niveauregulierung; die Packard-Markteinführung erfolgte im Januar 1955, jenes des Citroën im Oktober. Die Systeme sind allerdings wegen ihrer völlig unterschiedlichen Arbeitsweise nicht vergleichbar. Auch eine Höhenregulierung wie beim DS gab es mit Torsion Level Ride nicht; hingegen erleichtert auch hier das System einen Radwechsel.
Tester waren sich einig, dass Packard und Clipper mit Torsion Level Ride in ihrem Marktsegment (amerikanische Oberklasse und obere Mittelklasse) die jeweils besten Fahr- und Komforteigenschaften aufwiesen.
Chrysler führte mit TorsionAire etwa zeitgleich ein deutlich einfacheres System nur für die Vorderachse ein, das ebenfalls bis in die 1970er Jahre Verwendung fand.

#### Bessere Verkaufszahlen
Packard kam allmählich auf Kurs; im Modelljahr 1955 wurden trotz verspäteter Markteinführung 55.247 Fahrzeuge gebaut. Das war immer noch unzureichend aber ein erheblicher Fortschritt gegenüber dem Vorjahr mit knapp 31.000 Einheiten.
Die tiefgreifende Betriebsumstellung hinterließ erstaunlich wenig Qualitätsprobleme. Die meisten Beanstandungen betrafen den Ölverbrauch des Motors und klappernde Ventile in kaltem Zustand sowie undichte Kofferräume.

#### Modellübersicht 55. Serie
| Serie | Modell         | Motor in³ / cm³ | Leistung bhp / kW | Radstand Zoll / mm | Nr.  | Karosserie                                  | Einheiten | Listenpreis US$ |
| ----- | -------------- | --------------- | ----------------- | ------------------ | ---- | ------------------------------------------- | --------- | --------------- |
| 5540  | Clipper Deluxe | 320 / 5244      | 225 / 167,8       | 122 / 3099 mm      | 5522 | Touring Sedan 4-türig                       | 8.039     | 2.586           |
| 5540  | Clipper Super  | 320 / 5244      | 225 / 167,8       | 122 / 3099 mm      | 5542 | Touring Sedan 4-türig                       | 7.979     | 2.685           |
| 5540  | Clipper Super  | 320 / 5244      | 225 / 167,8       | 122 / 3099 mm      | 5547 | Panama Hardtop 2-türig Coupé 2-türig        | 7.016     | 2.775           |
| 5560  | Clipper Custom | 352 / 5801      | 240 / 190         | 122 / 3099 mm      | 5562 | Touring Sedan 4-türig                       | 8.708     | 2.925           |
| 5560  | Clipper Custom | 352 / 5801      | 240 / 190         | 122 / 3099 mm      | 5567 | Constellation Hardtop 2-türig Coupé 2-türig | 6.672     | 3.075           |
| 5580  | Patrician      | 352 / 5801      | 260 / 193,9       | 127 / 3226 mm      | 5582 | Touring Sedan 4-türig                       | 9.127     | 3.827           |
| 5580  | Four Hundred   | 352 / 5801      | 260 / 193,9       | 127 / 3226 mm      | 5587 | Hardtop 2-türig                             | 7.206     | 3.930           |
| 5590  | Caribbean      | 352 / 5801      | 275 / 220         | 127 / 3226 mm      | 5588 | Cabriolet 2-türig                           | 500       | 5.932           |

### 56. Serie

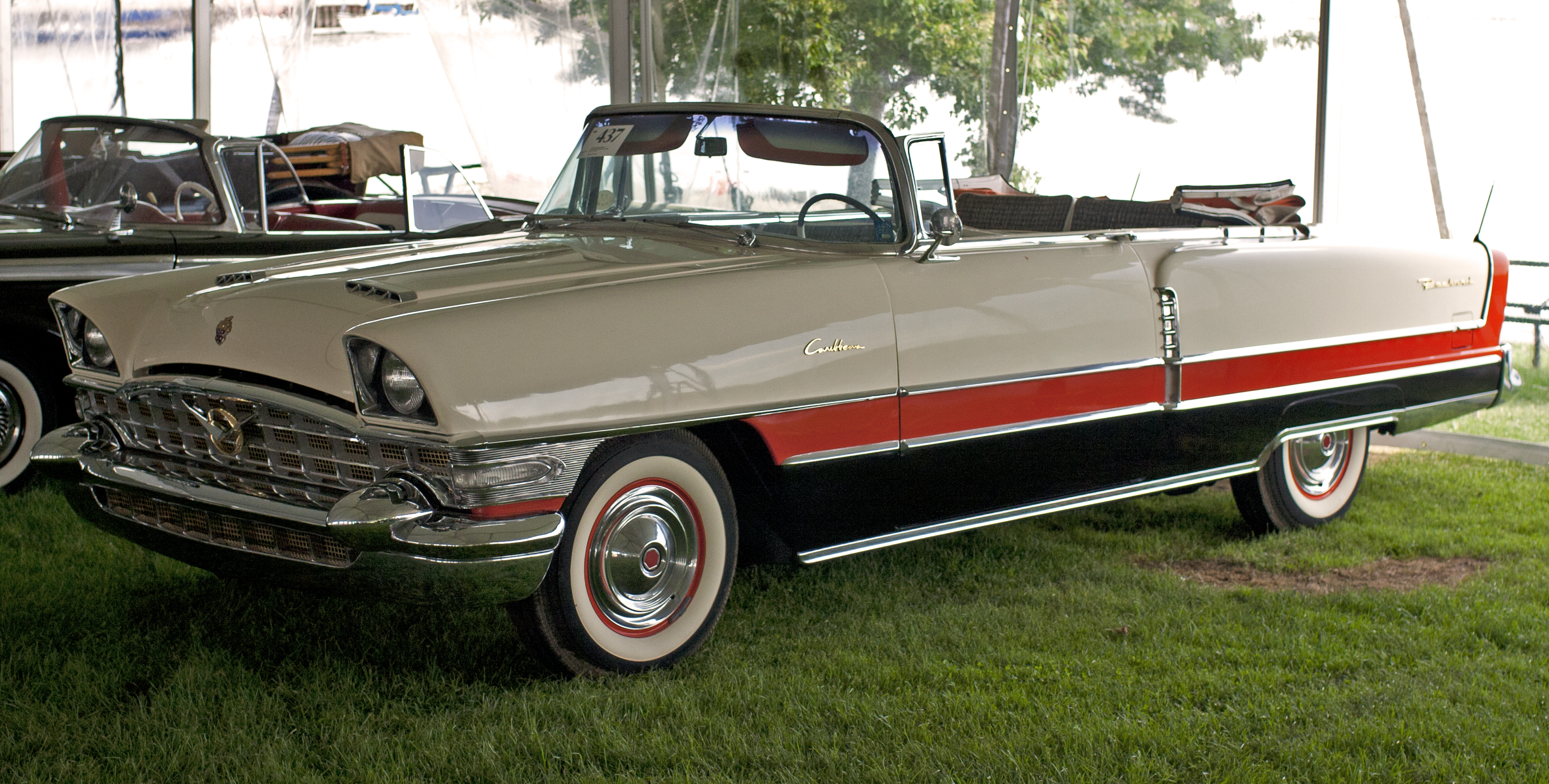
Der Caribbean war mit 310 bhp der zweitstärkste Serienwagen der Welt (nach dem Chrysler 300-B). Modell 5688-5699. Gebaut wurden 237 Cabrios und 263 Hardtops.

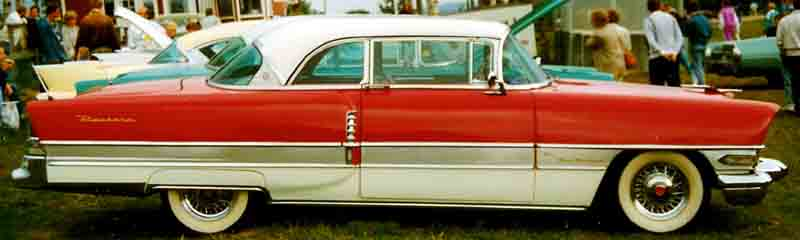
Das Facelift für Patrician und Four Hundred umfasste unter anderem ein bis zum Heck verlängertes Metallband, von dem hier ein Element in der Wagenmitte fehlt. Das Fahrzeug hat optionale Kelsey-Hayes Speichenräder.

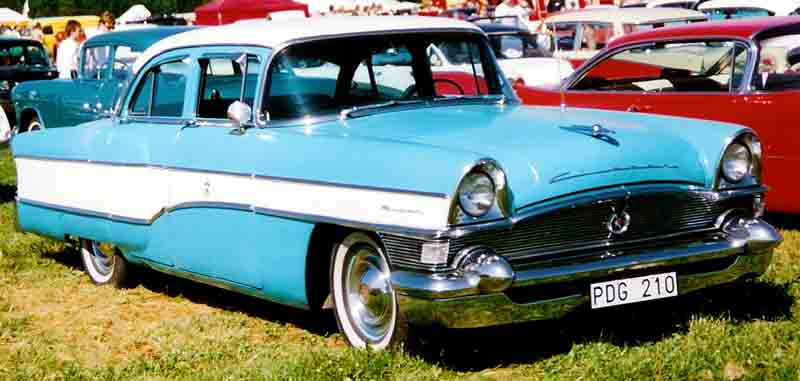
Clipper war die neue Mittelklasse-Marke des Studebaker-Packard-Konzerns. Abb.: Clipper Super Touring Sedan Modell 5642.

Bauzeit Packard, Clipper: 3. November 1955 bis 25. Juni 1956

Bauzeit Clipper Custom: 3. November 1955 bis 14. März 1956

Bauzeit Packard Executive: 15. März 1956 bis 25. Juni 1956
Das Modelljahr begann mit großen Erwartungen und vielen Sorgen. Die 55. Serie war gut aufgenommen worden und die Umwandlung der Modellreihe Clipper in eine eigenständige Marke Clipper wurde nun vollzogen. Die Detroiter Operation hieß nun Packard-Clipper Division, Studebaker-Packard Corporation. Damit verfügte auch der Studebaker-Packard-Konzern über eine Mittelklasse-Marke, welche ein Marktsegment belebte, das von Oldsmobile, Mercury und Dodge dominiert wurde. Packard hat nie „billige“ Autos hergestellt. So hatte bereits das Einsteigermodell Clipper Deluxe ein Preisschild, das es in Europa in die Region eines Jaguar Mk I oder Mercedes 220 hob. Wer sich gar einen Packard Caribbean leisten konnte, der bewegte sich in einer Preisregion, in der durchaus auch ein Rolls-Royce oder ein Bentley zu haben waren.
Nach dem Feuerwerk an Innovationen im Vorjahr beschränkte sich die Marke 1956 auf ein leichtes, aber effizientes Facelift und gezielte technische Verbesserungen. Mit dem Caribbean Hardtop Modell 5697 stand eine zusätzliche Variante des Topmodells bei den Händlern. Das Cabrio erhielt die neue Modellbezeichnung 5699. Erstmals wurde in einem Serienwagen ein Sperrdifferential angeboten. Im Caribbean gehörte es zur Grundausstattung, sonst kostete es Aufpreis.

#### Technik
Torsion Level Ride und das Automatikgetriebe wurden leicht überarbeitet. Beim „Hubraumrennen“ der Hersteller war man wieder vorne dabei. Alle Packard erhielten eine auf 374 in³ (6129 cm³) vergrößerte Version des ohv-V8-Motors. Dank Feinschliff und höherer Verdichtung leistete sie 290 bhp (216,25 kW) im Patrician und Four Hundred und 310 bhp (231,2 kW) im Caribbean, der seine Vergaser-Batterie vom Vorjahr in geringfügig modifizierter Form beibehielt. Der „320“ entfiel; stattdessen erhielten alle Clipper nun den 5,8 Liter „352“ mit höherer Verdichtung und mehr Leistung. Die Basis-Motorisierung (in Clipper Deluxe und Super) lieferte 240 bhp (179 kW), im Clipper Custom waren es 275 bhp (205 kW).
Für kurze Zeit konnte Packard eine auf 225 bhp (167,8 kW) gedrosselte Version des „352“ V8 an AMC verkaufen. Eine kleine Stückzahl der 275-PS Version ging an die Schwestermarke Studebaker, wo sie nur 1956 den Golden Hawk antrieb.

#### Design

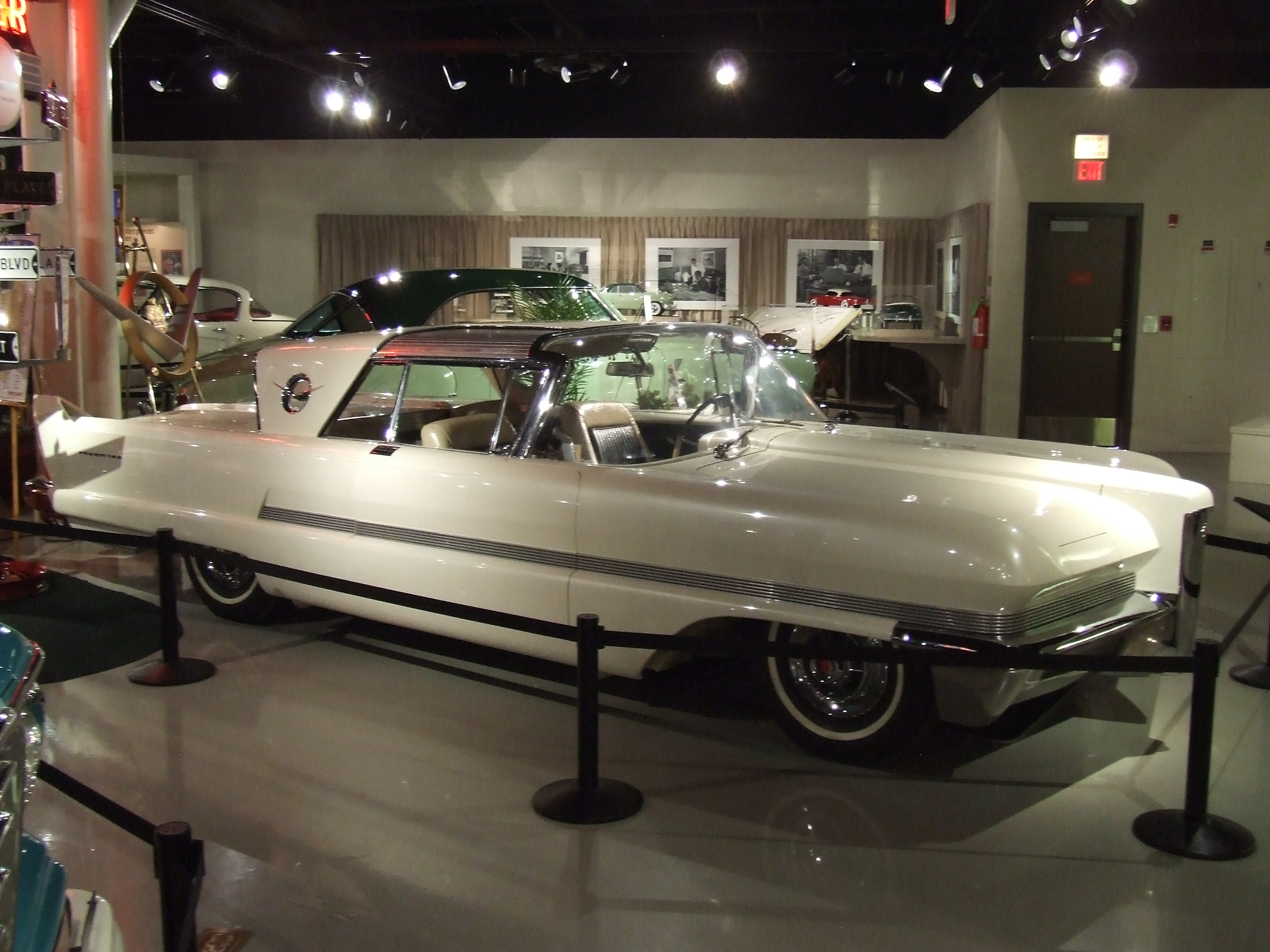
Mit dem Predictor show car zeigte Designer Teague die Richtung auf, in die der Konzern gehen wollte. Dazu kam es nicht mehr.

Nance plante, für 1956 ein letztes Mal die alte Karosseriestruktur zu verwenden. Ab 1957 sah die Konzern-Produktplanung neue, gemeinsam mit Studebaker entwickelte Fahrgestelle und Karosserien vor, die zu völlig neuen Modellen führen sollten. Auch einen Prototyp dazu gab es mit dem Packard Predictor bereits.
Alle Modelle bekamen eine geänderte Frontpartie mit einem leicht geänderten Kühlergrill und neuen Stoßstangen. Deren Hörner standen vorn weiter auseinander, was das Auto noch breiter erscheinen ließ. Zudem erhielt der Lufteinlass in der Stoßstange ebenfalls ein Gitter und davor einige Chrom-„Zähne“. Das Metallband des Patrician und Four Hundred wurde bis zum Heck verlängert, was sie optisch etwas näher an den Caribbean rückte. Erst jetzt ersetzte ein neuer Kofferraumdeckel, der das Heck wuchtiger erscheinen ließ, das bereits 1951 eingeführte Design mit seiner typischen Ausbuchtung. Das neue „Circle Vee“ Logo wurde auch hier verwendet. In dessen Zentrum saß das Kofferraumschloss, das vom traditionellen Packard-Wappen abgedeckt wurde. Packards erhielten neue vordere Kotflügel, deren Spitzen über die Scheinwerfer hinausragten und diese überdachten; Clipper bekamen größere, rechteckige Blinker, neue Heckleuchten und eine neue Flankengestaltung. Sie bestand beim Deluxe aus zwei nicht durchgehenden Zierstäben und bei Super und Custom aus einem Farbstreifen, der sich ab der Wagenmitte verbreiterte.
Packard erkannte rasch, dass die Konkurrenz vermehrt auf goldene Akzente setzte. Sehr früh während des Modelljahrs wurden daher die wie im Vorjahr zunächst silber eloxierten Lochbleche in Kühler und Stoßstange in der Serie durch gold-eloxierte ersetzt. Unklar ist, ob die Packard-Schriftzüge ebenfalls ab diesem Zeitpunkt vergoldet waren oder ob dies schon vom Anfang des Modelljahres an der Fall gewesen war.

#### „Gadgets“

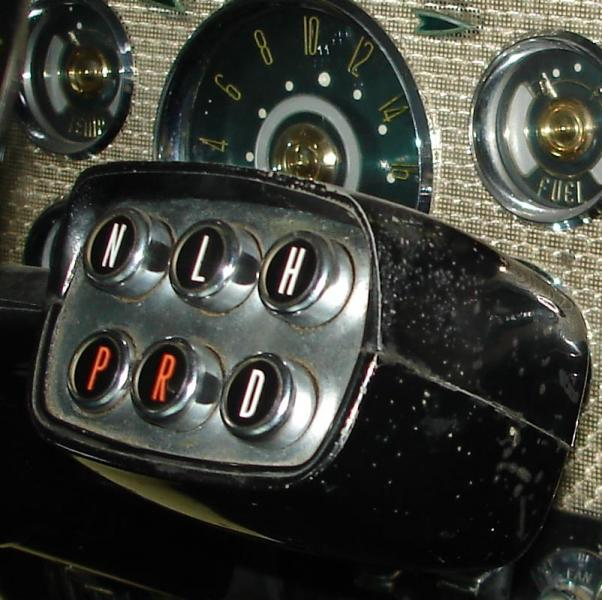
Der elektrische Push button selector war eine der letzten Innovationen der Marke, hier in einem Executive (blaue Zifferblätter und goldener Bezug)

Wie im Vorjahr gehörten Packard und Clipper zu den innovativsten Fahrzeugen ihrer Zeit. Nicht alle Errungenschaften hatten Bestand. So war eine elektrisch gesteuerte Wahl der Fahrstufen für das Automatikgetriebe zwar in Mode gekommen, es setzte sich aber industrieweit nicht durch, weil es eine unnötig komplexe Lösung für wenig mehr Komfort darstellte und darüber hinaus Hersteller wie Kunden Probleme machte. Mehr Erfolg hätte man der Sitzvorrichtung des Caribbean gewünscht. Diese bestand aus Sitz- und Rückenschalen, in welche die Polster eingelegt und mit einem Lederband befestigt wurden. Die Polster hatten auf einer Seite einer Leder- und auf der anderen einen Bouclé-Bezug. Der eigentliche Nutzen lag aber in der erleichterten Reinigung eines verschmutzten Polsters. Das System im Caribbean litt an Kinderkrankheiten, die zunächst die Auslieferung der Fahrzeuge verzögerte. Besitzer berichten zudem davon, dass die Lehnen beim Bremsen leicht nach vorne kippen.
Gravierender war die Tatsache, dass die von Dana-Spicer zugekauften Hinterachsen fehlerhaft waren. Es kam zur ersten Rückrufaktion in der Markengeschichte – und das zu einem denkbar ungünstigen Zeitpunkt. Zu spät bemerkte der Zulieferer, dass auch die Austausch-Achsen Probleme bereiteten, sodass an manchen 56er Packard und Clipper zweimal die Achse getauscht werden musste.

#### Ein Mittelklasse-Modell zum Schluss

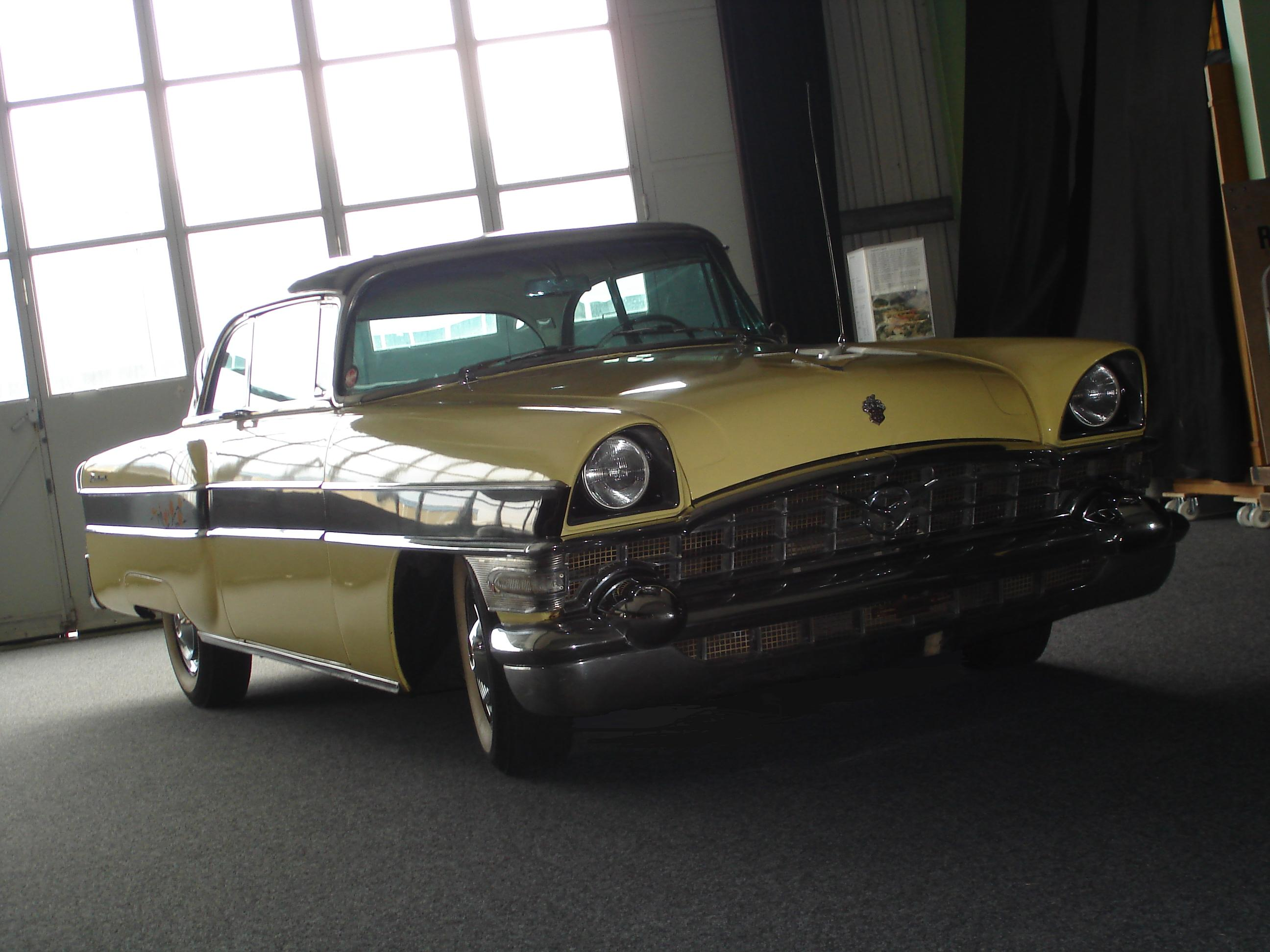
Packard Executive Hardtop Modell 5677 (1956): Diese Baureihe war die letzte, welche der Traditionshersteller in Detroit vorstellte.

Es lässt sich trefflich darüber diskutieren, warum Packard während des laufenden Modelljahres eine eingeführte Baureihe durch eine neue ablöste. Am ehesten erklärbar ist der Vorgang mit dem anhaltenden Widerstand der Vertragshändler gegen die neue Markenpolitik. Sie fanden es einfacher, ihren Kunden einen „kleinen“ Packard zu verkaufen als einen Clipper. Nance musste um der Verkaufszahlen willen reagieren und weil eine große Zahl von unzufriedenen Vertragshändlern ihre Franchise zurückgaben. So kam es, dass der Packard Executive am 15. März 1956 den bisherigen Clipper Custom ersetzte. Technisch waren beide identisch, es handelte sich hierbei um typisches Badge Engineering. Der Executive war der einzige Packard auf dem kurzen 122-Zoll-Chassis. Er erhielt eine Packard-Front und Packard-Logos überall dort, wo zuvor das Clipper-Steuerrad geprangt hatte. Der Streifen an der Flanke war nicht wie beim Clipper geschwungen. Er war aber auch höher angebracht, als bei den anderen Packard-Modellen und es gab auch keine Metall-Applikationen, wie bei den großen Modellen. Das Heck wie auch die Innenausstattung waren bis auf Logos und Schriften identisch mit jenem des Clippers. Innen bestand der einzige Unterschied im Textilbezug des Armaturenbretts aus goldenen Fäden (wie in allen Packard), statt silbernen (wie im Clipper). Hingegen behielt der Executive Instrumente und Schalter des Clipper. Preislich lag der Executive etwa US$ 200 über dem Clipper Custom, hatte aber auch eine umfassendere Grundausstattung.
Zunächst war Torsion Level Ride formell eine Option, ehe diese Aufhängung in die Grundausstattung übernommen wurde. Es sind keine Executive mit konventioneller Aufhängung bekannt.

### Produktionsende in Detroit
Der letzte Original-Packard erschien 1956, dann wurde die Fabrik in Detroit geschlossen. Die Insolvenz der Studebaker-Packard-Gruppe zeichnete sich ab Anfang 1955 ab, als klar wurde, dass Studebaker weit stärker angeschlagen war, als angenommen. Nance versuchte, den Konzern möglichst intakt zu halten, um einen Partner für eine weitere Fusion oder Übernahme zu finden.
Geholfen hatte anfangs, dass sich 1955 als das für die Autoindustrie beste Jahr nach dem Zweiten Weltkrieg erwies. Dieser Boom war zu einem großen Teil auf attraktive neue Modelle zurückzuführen. Dies wiederum hatte zur Folge, dass Käufe vorgezogen wurden, die in der nächsten Verkaufssaison fehlten. Folgerichtig kam es bei den Händlern bereits im Januar 1956 zu Lagerbeständen an unverkauften Fahrzeugen. Darunter litten kleinere Hersteller, wie Packard und Studebaker – aber auch Hudson, Nash, Kaiser oder Willys – ganz besonders.
Banken und Versicherungen hatten für Packard eine Kreditlinie von 40 Mio. US$ eingerichtet. Als diese ausgeschöpft war, verweigerten sie – für das Packard-Management völlig unerwartet – eine Ausweitung. So wurden 55 Mio. US$ bei einem zusätzlichen Finanzbedarf von 50 Mio. US$ für die geplanten 57er Modelle fällig.
Nance blieb keine Alternative, als im Juni 1956 auf das einzige Angebot einzugehen, das vorlag. Die Bedingungen, Mittel zur Abwendung der Insolvenz zu erhalten, waren hart. Die Curtiss-Wright Corporation verlangte unter anderem, dass ihr alle militärischen Produktionsstätten samt Lieferverträgen übertragen und die Produktion in Detroit vollständig aufgelöst wurde. Nach der Unterzeichnung der Verträge trat Nance zurück.

### Packard-Modelle auf Studebaker-Basis („Packardbaker“)

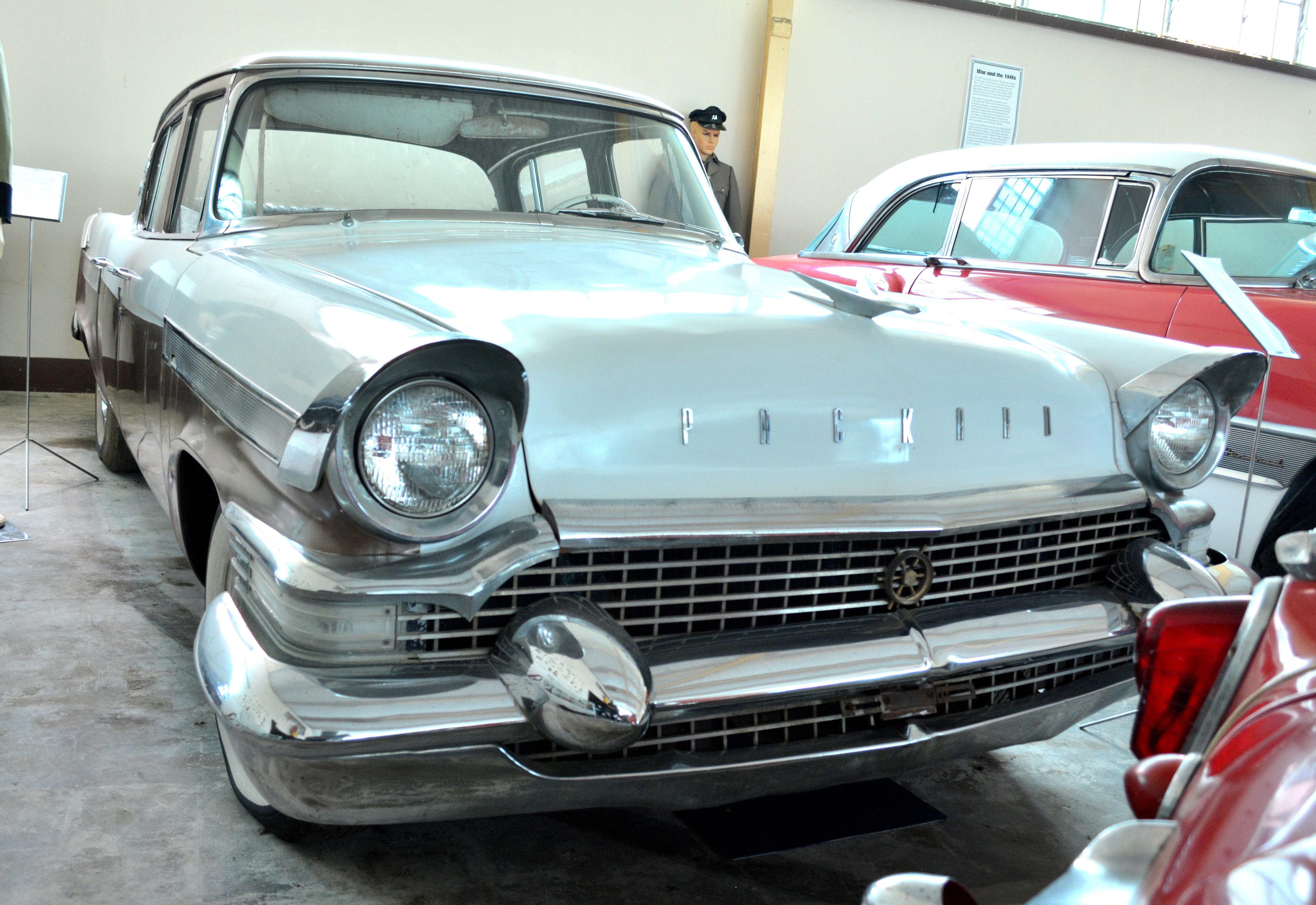
Packard Clipper Town Sedan 1957 (Modell 57L-Y8)

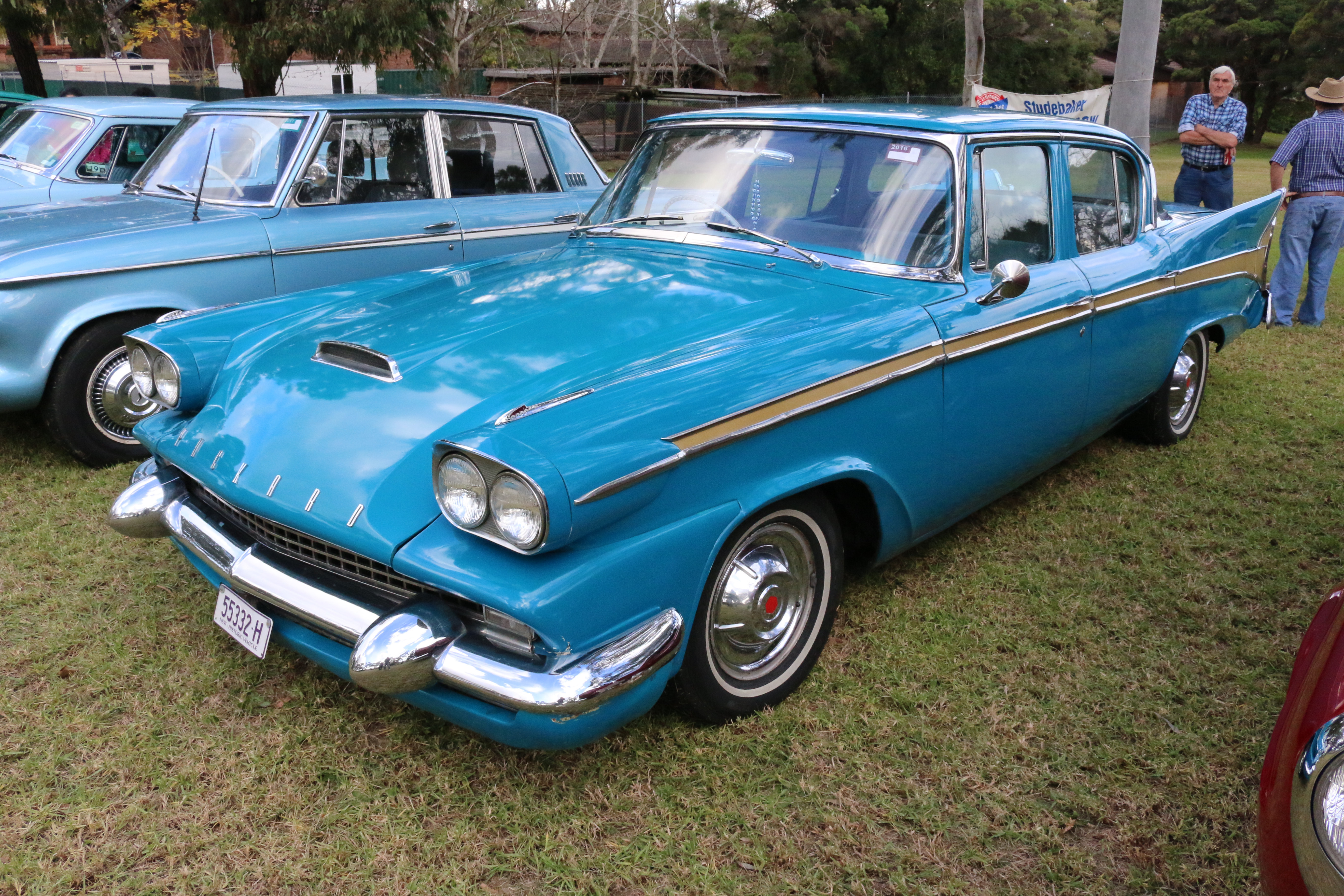
Packard Sedan 1958 (Modell 58L-Y8). Modellnamen entfielen.

Ab 1957 entstanden Packard-Fahrzeuge nur noch in der Studebaker-Fabrik in South Bend (Indiana). Packardbaker ist der Spitzname, der den Packard-Modellen von 1957 und 1958 verliehen wurde. Das Wort stammt von den Kritikern des Versuchs von Studebaker-Packard, die Marke Packard mit Modellen, die vom Studebaker President abgeleitet waren, fortzusetzen.
Als die 1957er Modelle im Sommer 1956 den Händlern vorgestellt wurden, ernteten sie ärgerliche Kommentare und einige gaben die Markenvertretung auf, da man Qualität und Ausstattung dieser Fahrzeuge nicht für konkurrenzfähig hielt.

#### 1957: Packard Clipper
1957 wurde das einzige Modell Packard Clipper genannt und als 4-türige Limousine „Town Sedan“ (57L-Y8) und fünf-türiger Kombi „Country Sedan“ (57L-P8) angeboten. Chassis, Mechanik und Karosseriestruktur stammten vollständig von Studebaker. Wenig hilfreich war zudem die Tatsache, dass sich bereits die 1957er Studebaker-Modelle nur wenig von jenen des Vorjahres abhoben und der Clipper wiederum nur minimal vom Studebaker. Die Front erinnerte an den Clipper von 1956, die Flanken an Patrician und 400. Radkappen und Schlusslichter stammten direkt vom 1956er Clipper, Kühlerfigur und Chromornat am Heck vom 55er und der Schriftzug vom 56er Packard. Das Armaturenbrett wurde in Form und Ausführung jenem der 56er Clipper angenähert. Mit doppelten Radioantennen zuhinterst auf den hinteren Kotflügeln griff man auf ein weiteres Styling-Attribut von Packard zurück.
Der einzige erhältliche Motor war der V8 mit 289 in³ (4737 cm³). Serienmäßig war der Clipper mit einem McCullough-Zentrifugalkompressor ausgestattet. Dies war gleichzeitig Studebakers Top-Motorisierung in diesem Jahr. Mit 275 SAE-PS (220 DIN-PS) hatte dieser Motor nominal die Leistung des Clipper Custom / Packard Executive von 1956. Weil der neue Clipper aber kleiner und wesentlich leichter war, konnte er mit noch besseren Fahrleistungen aufwarten. Als Option war Packards letzte technische Innovation erhältlich, das Sperrdifferential „Twin Traction“.

#### 1958: Packard und Packard Hawk

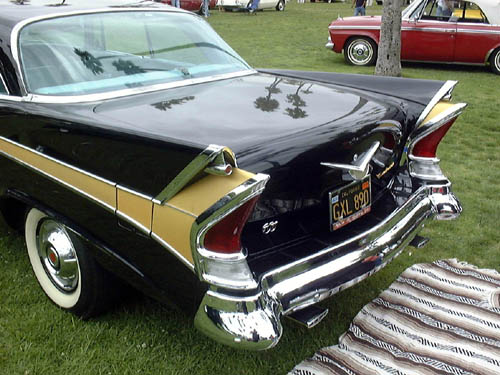
Der hintere Kotflügel des Packard von 1958 zeigt eine der umstrittenen Veränderungen an der Karosserie des Studebaker President, die der Marke den Spitznamen Packardbaker verschaffte. Die Schlussleuchte wurde vom Clipper 1956 übernommen.

1958 kam zum umgestalteten Fahrzeug in Limousinen- (58L-Y8) und Kombiausführung (57L-P8) ein Hardtop-Coupé (58L-J8); weitere Modellnamen entfielen und die Autos hießen einfach „Packard“. Daneben gab es noch den Packard Hawk als Ableitung vom Studebaker Golden Hawk. Ausschließlich Letzterer war mit dem Kompressor-Motor ausgestattet; alle übrigen besaßen den 289-in³-V8 ohne Kompressor. Wie schon im Jahr zuvor waren alle Modelle nur mit Automatik-Getriebe erhältlich.
Diese letzten Packard litten nicht zuletzt unter einem misslungenen Neustyling für dieses Modelljahr. Aus der Not geboren, sorgten sie aber für eine Premiere: Erstmals wurden Fiberglasteile als Design-Elemente für normale Serienmodelle verwendet. Dies betraf die Kühlermaske, die für Doppelscheinwerfer verbreiterte „Gondel“ seitlich am Kotflügel, vor allem die aufgesetzten Heckflossen, unter denen immer noch 56er Clipper-Rückleuchten saßen. Die Instrumententräger wurden in geänderter Form vom Vorjahr übernommen. Die Technologie für solche Karosserien war seit der Einführung von Woodill Wildfire, Kaiser Darrin oder Chevrolet Corvette 1952/1953 bekannt.

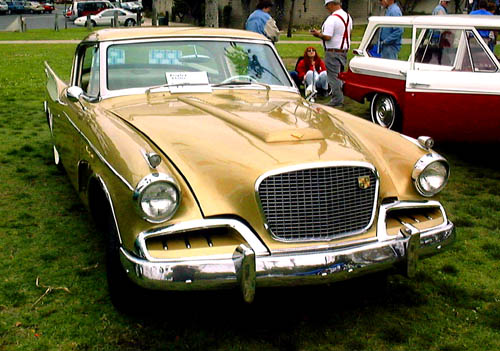
Studebaker Golden Hawk (1958)

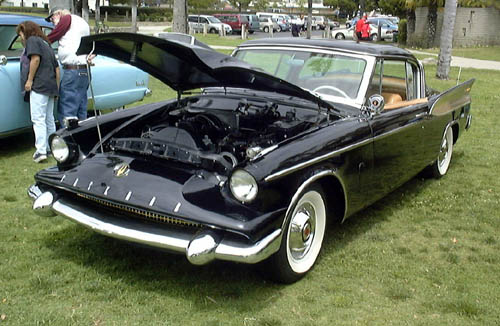
Packard Hawk Modell 58L-K9 (1958)

Auch der neue Packard Hawk erhielt ein Facelift mit Fiberglasteilen. Weil er seine Einzellampen behielt, entfielen die seitlichen „Gondeln“. Stattdessen erhielt er eine eigenständige Hutze mit einem unechten Lufteinlass auf der Motorhaube und eine in den Kofferraumdeckel eingelassene Reserverad-Attrappe, ähnlich einigen Imperial-Modellen. Das Armaturenbrett entsprach weitgehend jenem des Studebaker Golden Hawk, dem das Fahrzeug technisch entsprach. Das ist nicht ohne Ironie, war doch noch 1956 im Studebaker-Topmodell ein Packard 352 V8 mit 275 HP verwendet worden.
Das Design der im Volksmund schnell und treffend als „Packardbaker“ bezeichneten Fahrzeuge war einer der Gründe, warum sich die Packard-Modelle von 1957 und 1958 schlecht verkauften und die Produktion mit dem Jahr 1958 endete. Andere waren die für ein Fahrzeug der Oberklasse unpassenden Dimensionen, der offensichtliche Unterschied zum Luxus, für den Packard gestanden hatte und der sich in ungeeigneten Karosserieversionen bemerkbar machten und die offensichtliche Verwandtschaft mit den Volumenmodellen von Studebaker. Dies war kaum mangelndem Talent des immer noch erstklassigen Studebaker-Designteams geschuldet, als vielmehr dem Desinteresse von Curtiss-Wright an der Weiterführung der Marke. Letztlich sind die zusammengestrichenen Mittel auch der Grund für die Einführung von Kunststoff-Karosserieteilen: Man griff darauf zurück, weil die Kosten für Presswerkzeuge angesichts der zu erwartenden Stückzahlen bei weitem zu hoch waren.
Ein anderer Grund für das Scheitern war der Widerstand der potentiellen Kunden, ein Auto einer Marke zu kaufen, von der die Produktionseinstellung allgemein erwartet wurde. Für den Konzern war dies kein Problem, die gewonnenen Kapazitäten wurden für den 1959 neu eingeführten, kompakten Lark verwendet, der einige Jahre lang sehr erfolgreich war.
Die Marke Packard wurde per Vorstandsbeschluss der Studebaker-Packard Corporation vom 22. Juli 1962 eingestellt, weil sie, so ein Pressesprecher dazu, „keine Magie“ mehr enthalte.

## Packard-Personenwagenmodelle
| Modell- jahr | Serie                     | Modelle |
| ------------ | ------------------------- | --- |
| 1899         |                           | Modell A |
| 1900         |                           | Modell B |
| 1901         |                           | Modell C, Modell E |
| 1902         |                           | Modell F, Modell M, Modell G |
| 1903         |                           | Modell F, Modell K |
| 1904         |                           | Modell L |
| 1905         |                           | Modell N |
| 1906         |                           | Modell S (auch Modell 24) |
| 1907         |                           | Modell 30 (auch Modell U) |
| 1908         |                           | Modell 30 (auch UA) |
| 1909         |                           | Modell 18 (auch NA), Modell 30 (auch UA, UB) |
| 1910         |                           | Modell 18 (auch NB), Modell 30 (auch UC, UCS) |
| 1911         |                           | Modell 18 (auch NC), Modell 30 (auch UD, UDS) |
| 1912         |                           | Modell 18 (auch NE), Modell 30 (auch UE), (Dominant) Six Serie 1-48 (12-48) |
| 1913         |                           | (Dominant) Six Serien 1-38 (1338), 2-48 (1348) |
| 1914         |                           | (Dominant) Six Serien 1-38 (1338), 2-38 (1438), 3-48 (1448), 4-48 (-) |
| 1915         |                           | (Dominant) Six Serien 2-38 (1538), 3-38 (1438), 4-48 (-), 5-48 (1448) |
| 1916         | 1. Serie                  | Twin Six Serien 1-25 und 1-35 |
| 1917         | 2. Serie                  | Twin Six Serien 2-25 und 2-35 |
| 1918         | 3. Serie                  | Twin Six Serien 3-25 und 3-35 |
| 1919         | 3. Serie                  | Twin Six Serien 3-25 und 3-35 |
| 1920         | 3. Serie                  | Twin Six Serie 3-35 |
| 1921         | 1. Single Six 3. Twin Six | Single Six Serie 116, Twin Six Serie 3-35 |
| 1922         | 1. Single Six 3. Twin Six | Single Six Serien 116 (bis Feb.), 126 und 133, Twin Six Serie 3-35 |
| 1923         | 1. Single Six 3. Twin Six | Single Six Serien 126 und 133, Twin Six Serie 3-35 |
| 1924         | 2. Six 1. Single Eight    | Six Serien 226 und 233, Single Eight Serien 136 und 143 |
| 1925         | 3. Six 2. Eight           | Six Serien 326 und 333, Eight Serien 236 und 243 |
| 1926         | 3. Six 2. Eight           | Six Serien 326 und 333, Eight Serien 236 und 243 |
| 1927         | 4. Six 3. Eight           | Six Serien 426 und 433, Eight Serien 336 und 343 |
| 1928         | 5. Six 4. Eight           | Six Serien 526 und 533, Standard Model 443, Custom Eight 443 |
| 1929         | 6. Serie                  | Standard Eight 626 & 633, Custom Eight 640, DeLuxe Eight 645, Speedster Eight 626 |
| 1930         | 7. Serie                  | Standard Eight 726 & 733, Custom Eight 740, DeLuxe Eight 745, Speedster Eight 734 |
| 1931         | 8. Serie                  | Standard Eight 826 & 833, Individual Custom Eight 840, DeLuxe Eight 840 & 845 |
| 1932         | 9. Serie                  | Light Eight 900, Standard Eight 901 & 902, Eight DeLuxe 903, 904, 904 Individual Custom, Twin Six 905, 906, 906 Individual Custom |
| 1933         | 10. Serie                 | Eight 1001 und 1002, Super Eight 1003 und 1004, Twelve 1005 und 1006, Custom Twelve 1006 |
| 1934         | 11. Serie                 | Eight 1100, 1101 & 1102, Super Eight 1103, 1104 & 1105 Custom, Twelve 1106, 1107 und 1108 |
| 1935         | 12. Serie                 | One-Twenty 120-A, Eight 1200, 1201 und 1202, Super Eight 1203, 1204 und 1205, Twelve 1207 und 1208 |
| 1936         | 14. Serie                 | One-Twenty 120-B, Eight 1400, 1401 und 1402, Super Eight 1403, 1404 und 1405, Twelve 1407 und 1408 |
| 1937         | 15. Serie                 | One-Fifteen / Six 115-C, One-Twenty 120-C, 120-CD und 138-CD, Super Eight 1500, 1501 und 1502, Twelve 1507 und 1508 |
| 1938         | 16. Serie                 | Six 1600, Eight 1601, 1602 & 1603, Eight Deluxe 1601-D, Super Eight 1603, 1604 & 1605, Twelve 1607, 1607-8 & 1608 |
| 1939         | 17. Serie                 | Six 1700, Eight 1701 & 1602, Super Eight 1703 & 1705, Twelve 1707 & 1708 |
| 1940         | 18. Serie                 | One-Ten 1800, One-Twenty 1801, Super Eight One-Sixty 1803, 1804 & 1805, Custom Super Eight One-Eighty 1806 1807 & 1808 |
| 1941         | 19. Serie                 | One-Ten'. 1900, One-Twenty 1901, Super Eight One-Sixty 1903, 1904 & 1905, Custom Super Eight One-Eighty 1906 1907 & 1908, Clipper 1941 |
| 1942         | 20. Serie                 | Clipper Six Special 2000 & Clipper Six Custom 2010, Six Convertible 2020 & Taxi 2030, Clipper Eight Special 2001, Clipper Eight Deluxe 2011, Eight Convertible 2021, Clipper Super Eight One-Sixty 2003 & 2004, Clipper Eight Deluxe 2011, Super Eight One-Sixty 2003, 2023 & 2005, Clipper Custom Super Eight One-Eighty 2006, Custom Super Eight One-Eighty 2006 (Darrin), 2007 & 2008 |
| 1943         |                           | keine Automobil-Fertigung |
| 1944         |                           | keine Automobil-Fertigung |
| 1945         |                           | keine Automobil-Fertigung |
| 1946         | 21. Serie                 | Clipper Six 2100, Six Taxi 2130, Clipper Eight & Clipper Deluxe Eight 2101, Clipper Super 2103, Clipper Custom Super 2106 & 2126 |
| 1947         | 21. Serie                 | Clipper Six 2100, Six Taxi 2130, Clipper Eight & Clipper Deluxe Eight 2101, Clipper Super 2103, Clipper Custom Super 2106 & 2126 |
| 1948/49      | 22. Serie                 | Six und Six Taxi 2240 (nur Export), Eight 2201, Eight Station Sedan 2201–2293, \|Eight Deluxe 2211, Super Eight 2202, 2232 & 2222 (LWB), Custom Eight 2206, 2233 & 2226 (LWB) |
| 1949/50      | 23. Serie                 | Standard Eight, DeLuxe Eight, Super Eight, Custom Eight, Station Sedan |
| 1950         | 23. Serie                 | Standard Eight, DeLuxe Eight, Super Eight, Custom Eight, Station Sedan |
| 1951         | 24. Serie                 | 200, 250 Convertible und Hardtop, 300, Patrician 400 |
| 1952         | 25. Serie                 | 200, 250 Convertible und Hardtop, 300, Patrician 400 |
| 1953         | 26. Serie                 | Clipper Special, Clipper DeLuxe, Cavalier, Mayfair, Convertible, Caribbean, Patrician |
| 1954         | 54. Serie                 | Clipper Special, DeLuxe Clipper, Super Clipper, Cavalier, Pacific, Convertible, Caribbean, Patrician |
| 1955         | 55. Serie                 | Clipper DeLuxe, Clipper Super, Clipper Custom, Caribbean, Patrician, 400 |
| 1956         | 56. Serie                 | Clipper DeLuxe, Clipper Super, Clipper Custom, Caribbean, Patrician, 400, Executive |
| 1957         |                           | Clipper |
| 1958         |                           | Packard, Hawk |

### Show- und Konzeptfahrzeuge (Auswahl)

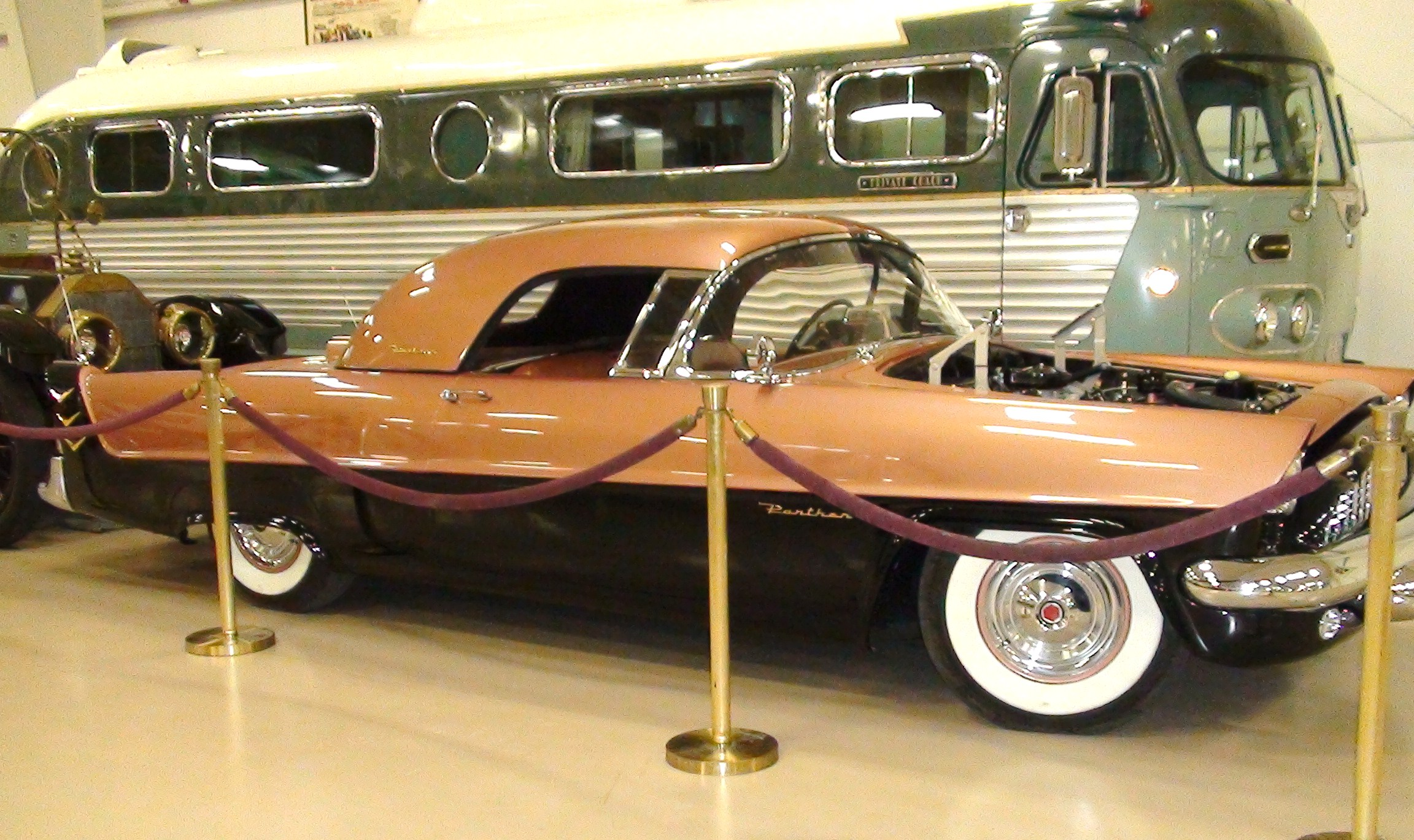
Einer von fünf gebauten Packard Panther Daytona show cars von 1951–1952 und einer von zwei, die 1954 optisch überarbeitet wurden; außerdem der einzige mit einem Hardtop.

- Packard Phantom (Spitzname: „Brown Bomber“)
- Packard Pan American (1952)
- Packard Macauley Speedster (1952)
- Packard Panther Daytona (auch: Packard Gray Wolf II, 1953–1954)
- Packard Balboa X (1953)
- Packard Request (1955)
- Packard Predictor (1956)
- Packard Black Bess (1956)
- Studebaker-Packard Astral (1957)

### Varianten und Komponenten

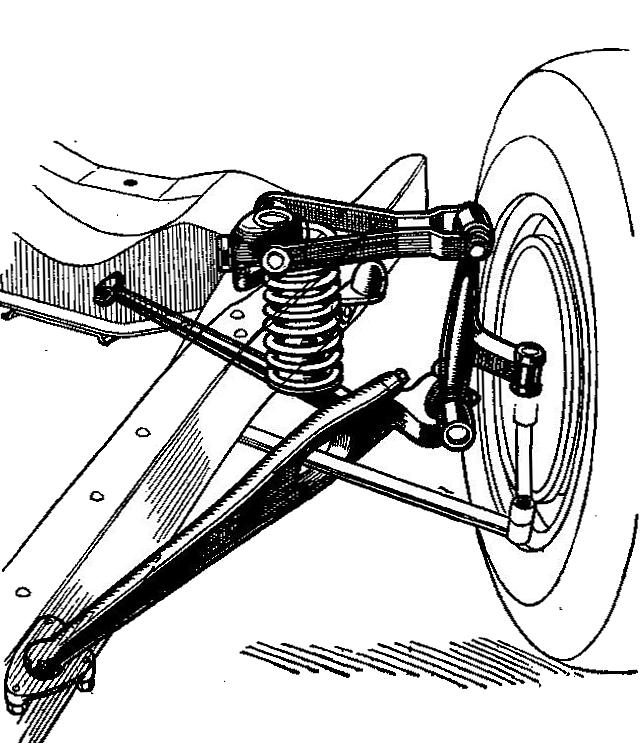
Packard Safe-T-Flex Einzelradaufhängung am One-Twenty (1935)

- Aero-Drive, Eigenname für den optionalen Overdrive ab 1941
- Bijur, Zentralchassisschmierung auf Knopfdruck für die wichtigsten Schmierstellen, ca. 1926–1935 auf gehobenen Modellen
- Constellation, Modellname für das 2-türige Hardtop der Clipper Custom Reihe, Modelle 5567 und 5667 (1955–1956)
- Easamatic, Packard Bezeichnung für Servobremsen System Bendix (1952–1956)
- Econo-Drive, Bezeichnung für den optionalen Overdrive ab 1939 (Econodrive ab 1946); reduzierte die Motordrehzahl um 20 bis 28 %[57][58]
- Electromatic, Eigenname für die von Packard entwickelte vakuum-elektrische Kupplung zum halbautomatischen Schalten (ohne Kuppeln durch den Fahrer). Option ab 1939, Bezeichnung 1941–1949.[58] Entfiel mit der Einführung des Automatikgetriebes.
- Fuelizer, Vergaser mit integrierter Vorrichtung zur Verbesserung der Verbrennung von Benzin minderer Qualität; angewandt ca. 1920–1924
- Hypalon, ein synthetisches, Gummi-ähnliches Material das DuPont entwickelt hatte. Es wurde bei Packard nur für das Caribbean Hardtop von 1956 verwendet. Hypalon wurde bis April 2010 hergestellt.[59]
- Panama, Modellname für das 2-türige Hardtop der Clipper Super Reihe, 1954–1955, inoffiziell auch 1956
- Pilot Ray, Handelsname eines mit der Lenkung mitdrehenden Zusatzscheinwerfers. Die nicht nur bei Packard populären Lampen konnten einzeln oder paarweise verwendet werden und waren in der Regel vor der Kühlermaske angebracht. Sie waren über ein Gestänge mit der Lenkung verbunden.
- Safe-T-Flex, Packards Bezeichnung für die eigene unabhängige Vorderradaufhängung, eingeführt mit dem One-Twenty 1935.
- Speedster 1926 erschien ein als Speedster bezeichnetes Runabout auf einem modifizierten Fahrgestell des Standard Eight 626 mit getuntem Motor. Eine Speedster Eight Baureihe (734) war Bestandteil der 7. Serie und 1933–1934 baute LeBaron einige Twelve Boattail Speedster mit angepasstem Eight Fahrgestell und kurzem Eight (1001 und 1101) Fahrgestell. Ein viersitziges Speedster Phaeton ist noch rarer.
- Thunderbolt, Packards Bezeichnung für eine Baureihe von Reihenachtzylindermotoren
- Touch Button Selector, Packards elektrisch gesteuerte Knopfdruckbedienung für das Automatikgetriebe (1956).
- Twin Traction, Packards optionale Hinterachse mit Sperrdifferential System Dana-Spicer (1956–1958)
- Torsion Level Ride, Packards Federungssystem mit zwei Haupt- und zwei Hilfs-Drehstäben und relaisgesteuertem Elektromotor (Lizenz Allison; 1955–1956)
- Ultramatic, Packards selbst entwickeltes Automatikgetriebe (1949–1954); 1954 auch Gear Start Ultramatic; 1955–1956 Twin Ultramatic
- Weather Conditioner; von Henney entwickelte und bei Packard 1940 erstmals in einem Serien-PKW angebotene Klimaanlage[39]

## Packard Kanada
Von 1931 bis 1939 wurden One-Ten / Six und One-Twenty / Eight auch in Windsor (Ontario) montiert.

## Werkanlagen

### East Grand Boulevard
Vom Zeitpunkt des Umzugs nach Detroit bis zur Aufgabe des Standorts und der Produktionseinstellung in Detroit war der Hauptsitz der Packard Motor Company und ihrer Nachfolgerin, der Studebaker-Packard Corporation, am East Grand Boulevard. Henry B. Joy erwarb das Gelände am 19. Mai 1903 für Packard. Zu diesem Zeitpunkt war es eine Kuhweide in der Größe von 66.4 acres (26,56 ha). Dafür bezahlte er 19.434 $. Dazu kam ein angrenzender Streifen Land, mit dem der Anschluss an die Michigan Central Railroad gesichert wurde.
Kurz nach der Einweihung wurde bereits ein erster Erweiterungsbau erstellt. Architekt war wiederum Albert Kahn. Dieses Gebäude Nr. 10 gilt als weltweit erste Fabrik in Stahlbetonbauweise. Kahn revolutionierte damit die Konstruktion von Fabriken und Produktionsbetrieben.

## Nutzfahrzeuge

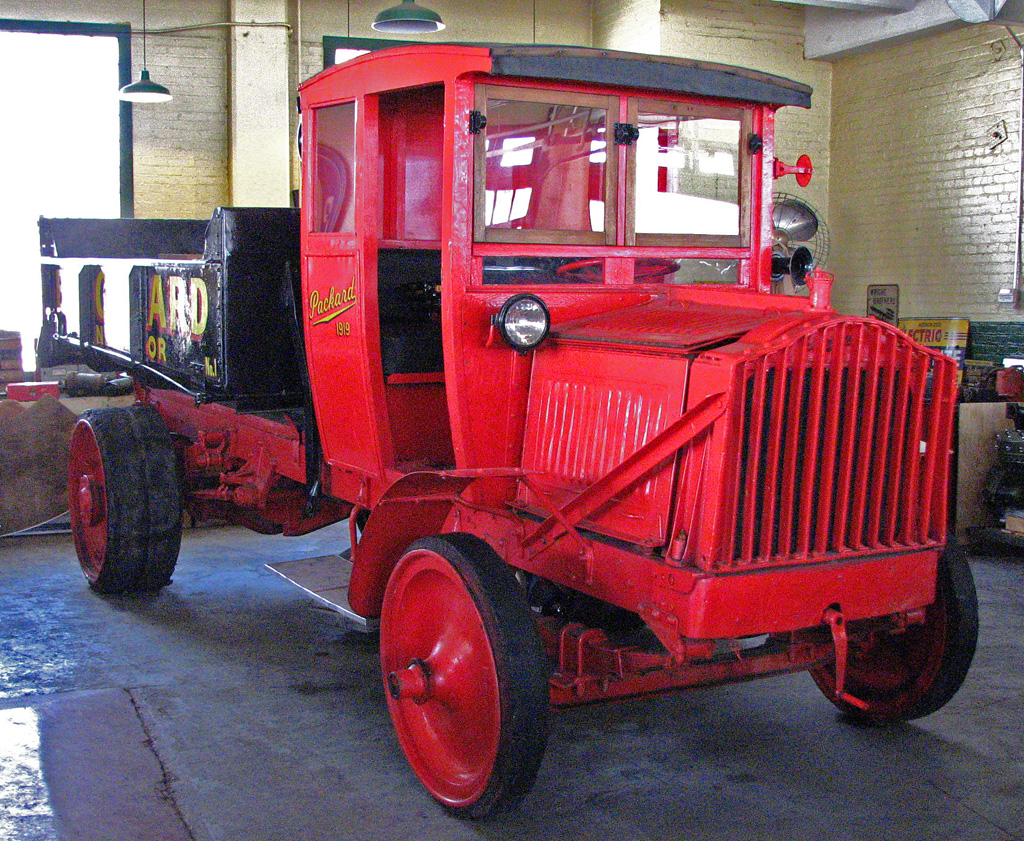
Packard Lastkraftwagen Serie E (1919)

Die Idee, dass Packard auch Nutzfahrzeuge herstellen könnte, geht auf das Jahr 1902 zurück als Packard zum Eigenbedarf ein Modell F als Van karossieren ließ. Im gleichen Jahr wurde eine unbekannte (aber kleine) Anzahl Fahrgestelle des Einzylinders Modell M fertiggestellt, die nach technischen Verzögerungen die wahrscheinlich angedachte Nachfolge des Modells F nicht mehr antraten. Joy hatte angeregt, diese Fahrgestelle für Nutzfahrzeuge zu verwenden. Dass dies umgesetzt wurde, ist nicht bewiesen, aber wahrscheinlich.

### Modell TA
Das erste ausschließlich als Nutzfahrzeug geplante Baumuster war das Modell TA. Die Kraftübertragung erfolgte mittels Kardanwelle auf eine Hilfsachse. Bis hier waren das Komponenten vom Modell G, die Hilfsachse war dessen Hinterachse. Von dort wurde die Kraft mit zwei Ketten auf die Hinterachse weitergegeben. 1905 verkaufte Packard 40 dieser Fahrzeuge.

### Serien TC und A
Nach einer Pause erschien Ende 1908 der Nachfolger Modell TC. Er hatte den Motor vorn, ein Vierzylinder mit 24 HP, und war auf eine Nutzlast von 3 Tonnen ausgelegt. Das Fahrgestell aus stahlverstärktem Hartholz wurde durch einen Pressstahlrahmen ersetzt. Das Modell wurde kontinuierlich weiterentwickelt und führte zum TD von 1911. Ableitungen davon waren die 3-Tonner ATD und ATN von 1912 mit Vierzylindermotoren von 25,6 und 32,4 HP. Auch Modell 2A für 2 Tonnen Nutzlast erschien 1911, angetrieben vom kleineren der beiden Motoren. Die Verkaufszahlen stiegen von 411 im Jahr 1910 auf 774 und 1.159 in den beiden Folgejahren.
1911 legte ein Packard-Lastwagen die weitgehend weglose Strecke von San Francisco nach New York City in 46 Tagen zurück. Dies war die erste Querung des Kontinents mit einem LKW auf eigener Achse. Erst acht Jahre zuvor war sie mit einem Winton-Personenwagen erstmals gelungen.
1912 folgte der 5-Tonner Modell 5A mit 40-HP-Vierzylinder. Ab 1913 hieß der weiterentwickelte 3-Tonner Modell 3A.

### Serie D

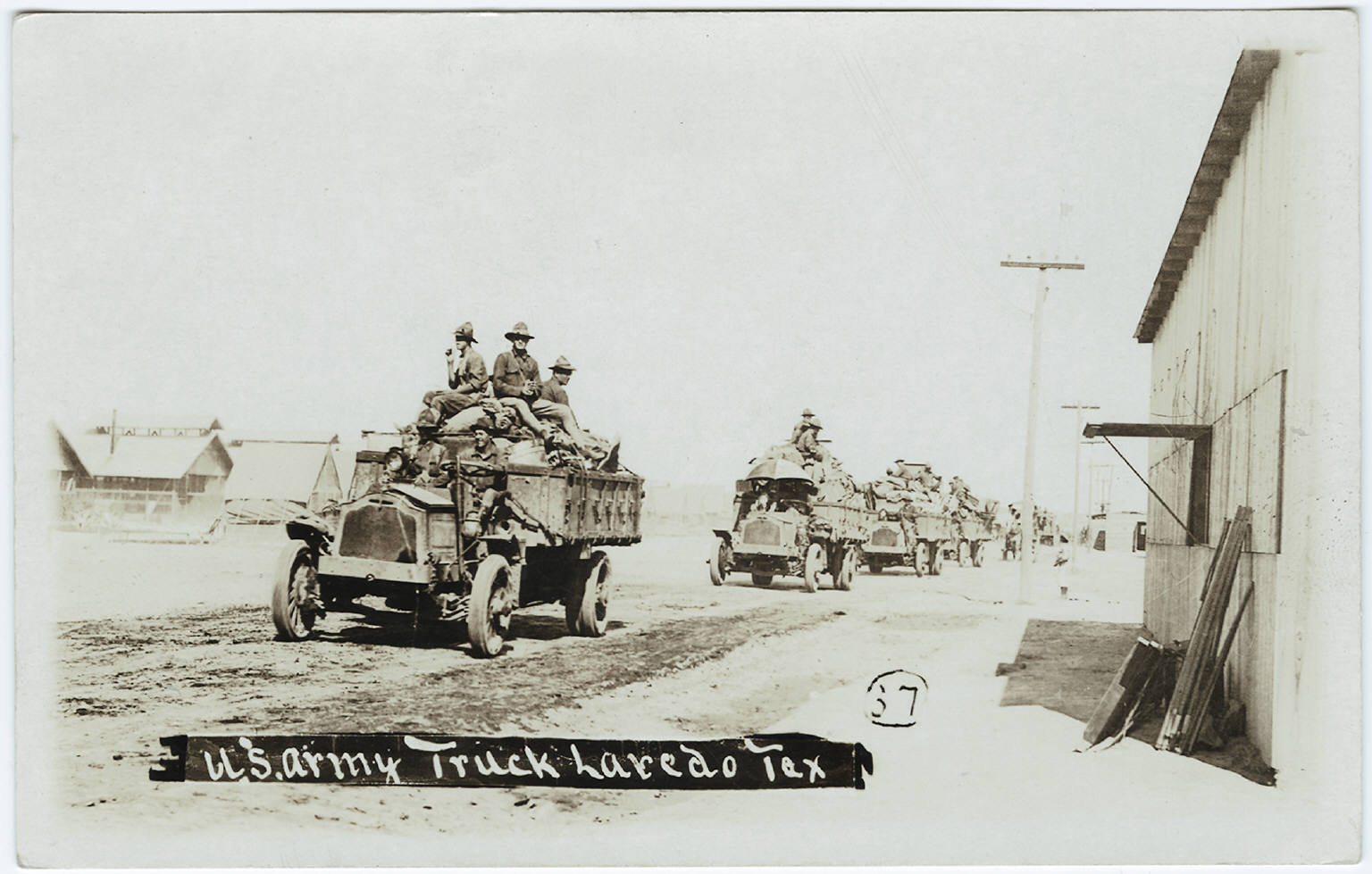
US-Militär-LKW Packard Model D während der Mexikanischen Revolution, ca. 1916

1915 wurde eine neue Generation mit Kardanwelle und Schneckengetriebe in der Hinterachse statt Kettenantrieb angekündigt; dies allerdings nur für die leichteren Typen. Diese Modellreihe D umfasste sieben verschiedene Typen mit einer Nutzlast von 1, 1½, 2, 3, 4, 5 und 6 Tonnen. Ob die beiden letzteren, 5-D und 6-D, tatsächlich gebaut wurden, ist nicht gesichert.

### Serie E

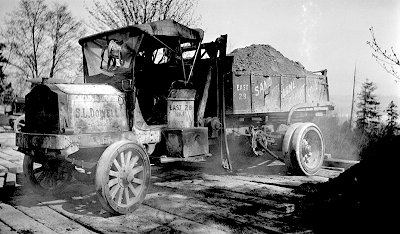
Packard Model E Dumper. Der Kettenantrieb weist auf ein schweres Modell zwischen 1916 und 1920 hin.

Mit der Baureihe E erschien 1916 das Nachfolgemodell in denselben Nutzlastkategorien inklusive 5- und 6-Tonner. Optisch ähnlich, war es komplett neu bis auf die strukturellen Teile der Holzkarosserie und die Holzspeichenräder. Die neuen Vierzylindermotoren hatten Blöcke aus einem Guss. Gegen Aufpreis waren eine Fahrzeugabsenkung und eine motorgetriebene Winde erhältlich.
Packard-LKW wurden für den legendären Vorstoß der US-Armee gegen Pancho Villa in Mexiko verwendet. Das Unternehmen verkaufte große Stückzahlen dieser LKW an die Kriegsmächte der Entente im Ersten Weltkrieg und an die US-Regierung. Allein 1917–1918 übernahm die US Army 4856 5-Tonnen LKW von Packard.
Ab 1920 wurden auch die schweren Ausführungen der E-Serie mit Kardanantrieb ausgeliefert.

### Geordneter Ausstieg
Anfang der 1920er Jahre begann sich der Nutzfahrzeugmarkt drastisch zu wandeln: Die kriegsbedingten Großbestellungen der Regierung blieben aus; die Armee musterte riesige Mengen an gut gewarteten LKW aus, welche von potentiellen Neuwagenkunden bevorzugt wurden und der Markt wurde entsprechend hart umkämpft.
Packard versuchte zunächst, mit einer Kooperation mit der J. G. Brill Company den Nischenmarkt für Oberleitungsbusse zu besetzen. Die Stadt Detroit verwendete um 1920 einige Packard-Brill Busse im Linienverkehr und auch die Stadt Toronto (Kanada) bestellte 1922 einige Einheiten.
1923 gab das Unternehmen jedoch den Rückzug aus dieser Sparte bekannt. Die Branchenführer Mack und White konnten hier mit Flottenrabatten auftrumpfen, mit denen kleine Anbieter, wie Packard, unmöglich mithalten konnten. Von den US-Herstellern von Luxusfahrzeugen, welche zu dieser Zeit auch schwere Lastkraftwagen anboten, blieb einzig Pierce-Arrow übrig (bis 1935, wobei ab 1932 bei White gefertigt wurde). Peerless gab den LKW-Bau 1919 auf, gefolgt von Locomobile 1922 und Packard 1923. White ging den umgekehrten Weg und stellte 1919 die Personenwagenproduktion ein.
Packard-Nutzfahrzeuge entstanden noch auf PKW-Fahrgestellen. Diese waren jedoch so teuer, dass nur wenige Serien-Karosseriebauer darauf abstellten. Für kleinere Feuerwehr-Fahrzeuge auf Basis des Thirty, Dominant Six, Twin Six und später Eight gab es einen begrenzten Markt.

## Versuchte Wiederbelebung der Marke
Unter der Marke Packard werden keine Fahrzeuge mehr hergestellt. Im Jahr 2003 wurde auf dem Pebble Beach „Concours d’Elegance“ ein Prototyp unter dem Namen „Packard“ gezeigt, um das öffentliche Interesse zu testen. Eine Serienfertigung kam jedoch nicht zustande.

## Trivia
- 1925 verwendeten die Metro-Goldwyn-Mayer Studios einen zum Plattformwagen umgebauten Packard zum Filmen des großen Wagenrennens im Kinofilm Ben Hur mit Ramón Novarro und May McAvoy; letztere fuhr auch privat einen Packard.[62]

Packard-Automobile haben in Dutzenden von Kino- und TV-Filmen sowie TV-Serien eine mehr oder weniger prominente Rolle gespielt. Stellvertretend seien genannt:
- In der Simpsons-Folge 198 The Trouble with Trillions besteigt Mr. Burns ein Packard-Taxi auf Kuba und sagt, nicht wissend, dass die Marke schon lange nicht mehr existiert: Ah, the new packard we've been hearing so much about.
- In Casablanca von Michael Curtiz (1942) mit Humphrey Bogart und Ingrid Bergman ist der Dienstwagen von Polizeichef Capitaine Renault (Claude Rains) ein großer Packard Touring, wahrscheinlich ein Eight von ca. 1926.
- In Tote schlafen fest von Howard Hawks (1946) mit Humphrey Bogart und Lauren Bacall zieht die Polizei die Packard-Limousine (ca. 1939) des Generals Sternwood aus einem Hafenbecken. Szene und Auto entsprechen der Romanvorlage von Raymond Chandler.
- Im Film Der Pate (1973) von Francis Ford Coppola mit Marlon Brando und Al Pacino kommen mehrere Packard vor: Eine Custom Super Eight Limousine von Le Baron von 1941 (19. Serie, 1908), ein Packard-Henney Bestattungsfahrzeug von 1949 (22. Serie, wahrscheinlich Super Eight) und eine ebenfalls bei Henney gebaute Limousine oder Executive Sedan auf langem Radstand von 1954.
- Im Spielfilm Chinatown (1974) von Roman Polański ist in mehreren Einstellungen (auch in der Schlusssequenz) ein Packard Twelve Convertible Victoria Modell 1607 zu sehen das im Film der Hauptdarstellerin Faye Dunaway als Evelyn Mulwray gehört. Das Auto ist Baujahr 1938, der Film spielt jedoch 1937.[63]
- Im Spielfilm Das Reich der Sonne (1987) von Steven Spielberg nach einer Buchvorlage von James Graham Ballard wird die Familie des Hauptdarstellers in einer Packard Super Eight Chauffeur-Limousine von 1938 gefahren.
- Im Kinofilm Hard to Get von Regisseur William Beaudine aus dem Jahr 1929, einem frühen Tonfilm, wurde ein Packard 633 Standard Eight Phaeton verwendet. Dabei zeigte sich, dass das Auto zu ruhig lief für die damaligen Tonaufzeichnungsgeräte. Beaudine ließ den Motorklang nachahmen – mit einem elektrischen Ventilator und einem Stück Karton.[64]

## Bildergalerie

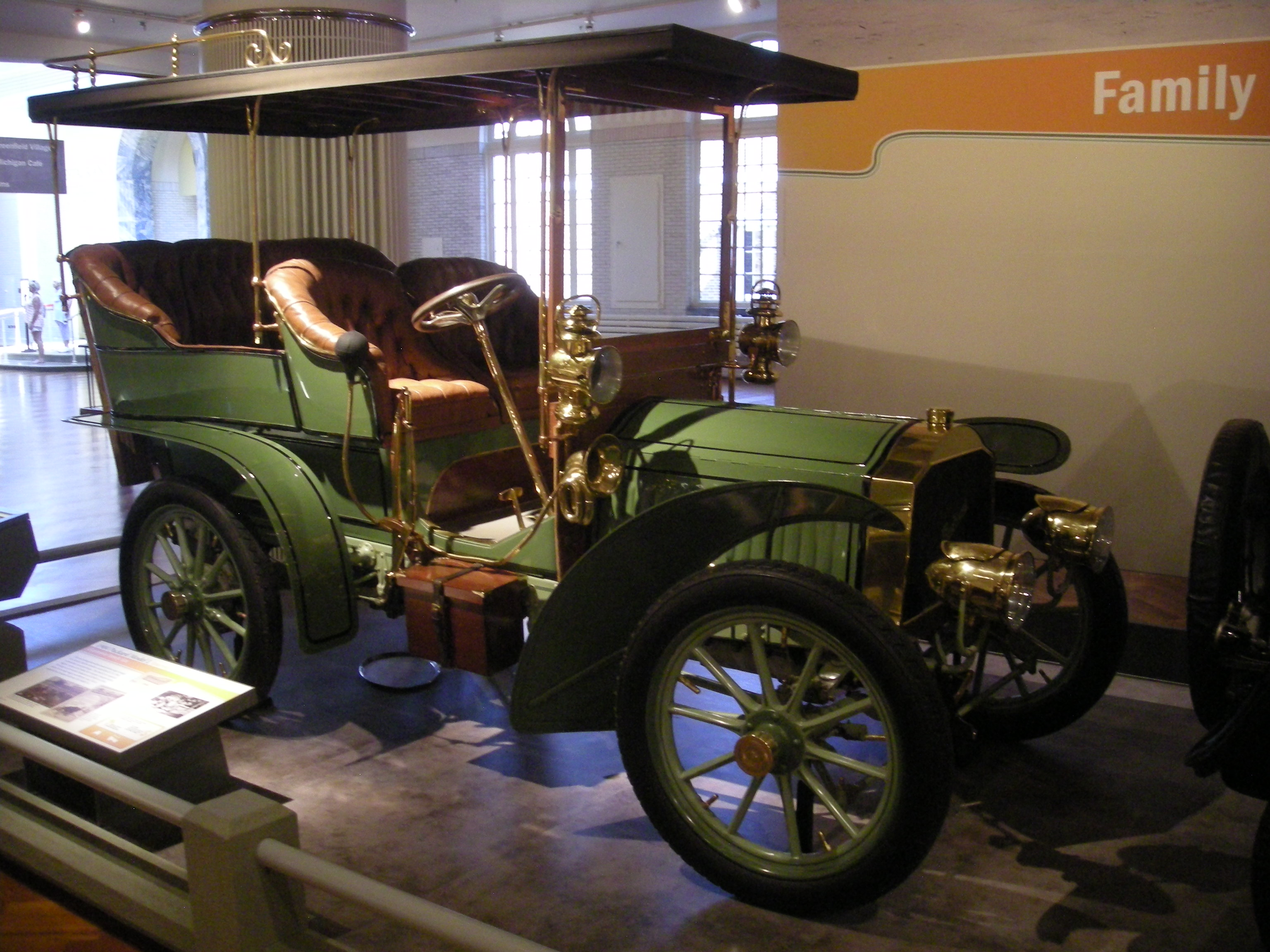
Packard ModelL L Rear Entrance Tonneau (1904). Seitengesteuerter Vierzylinder, 22 HP / 900/min.
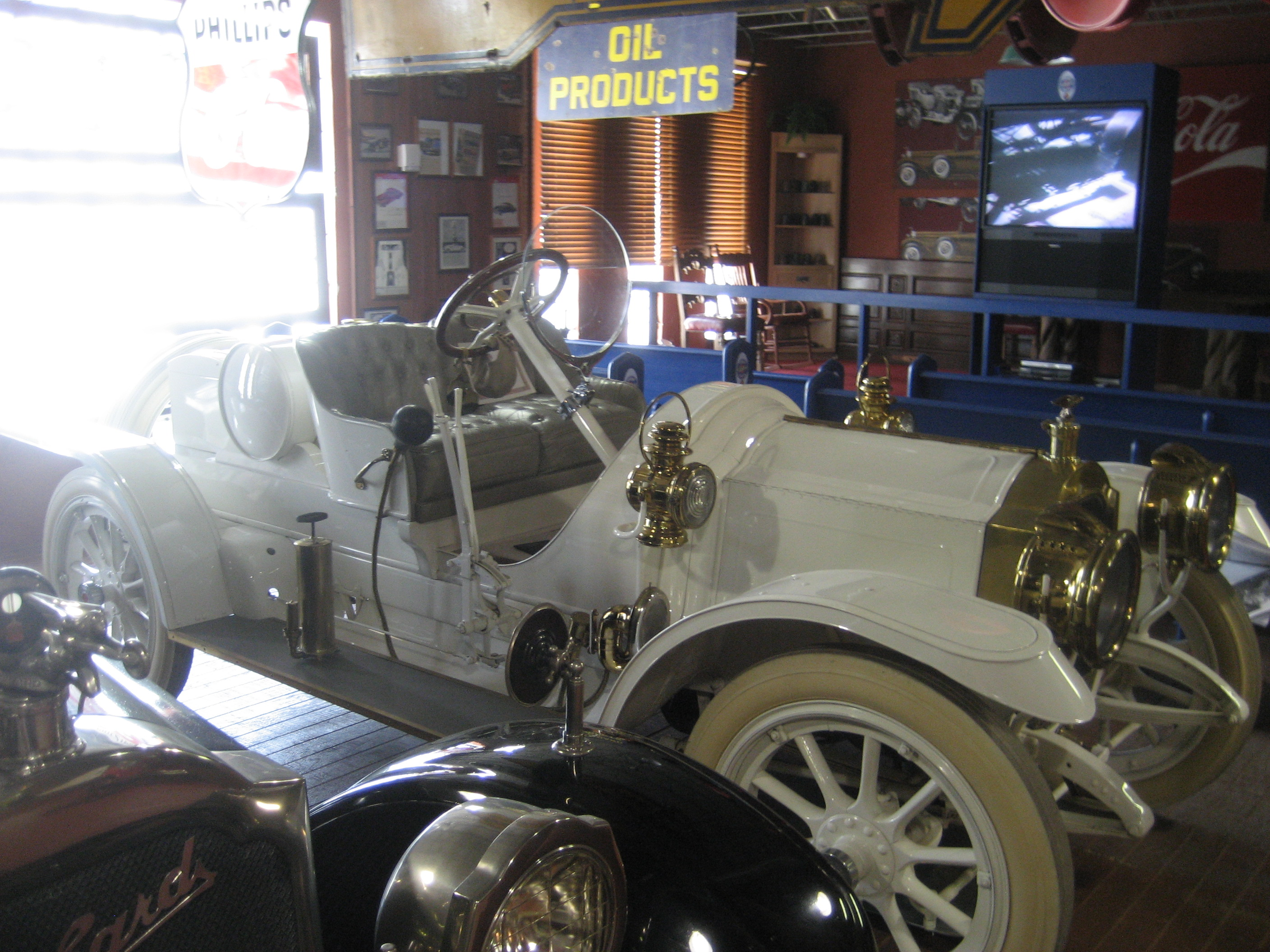
Packard Modell 18 Runabout (Serie NA) (1906), Vierzylinder T-Kopf-Motor, 18 HP / 650/min
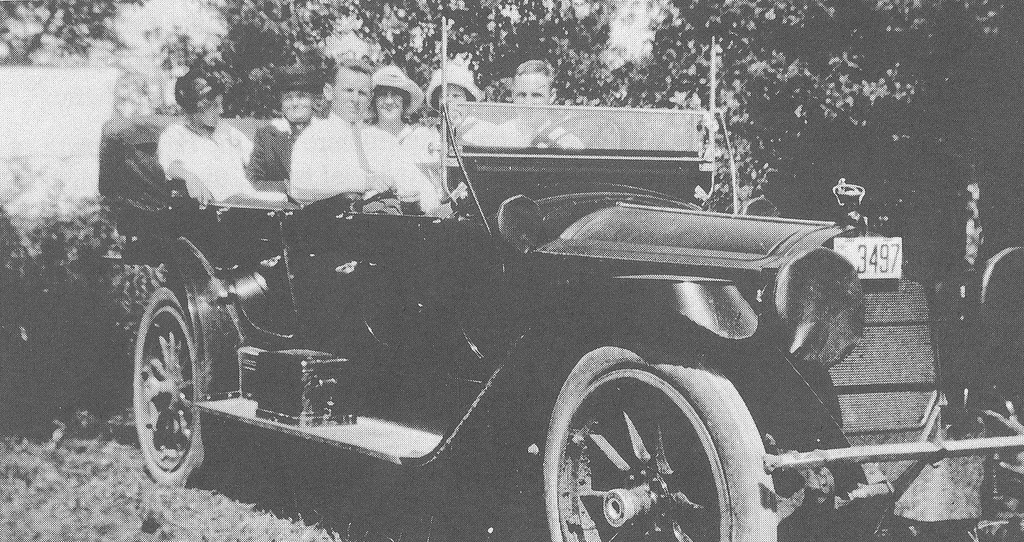
Packard „Dominant“ Six Modell 1-38 Touring. Seitengesteuerter Sechszylinder, 60 PS / 1720/min.
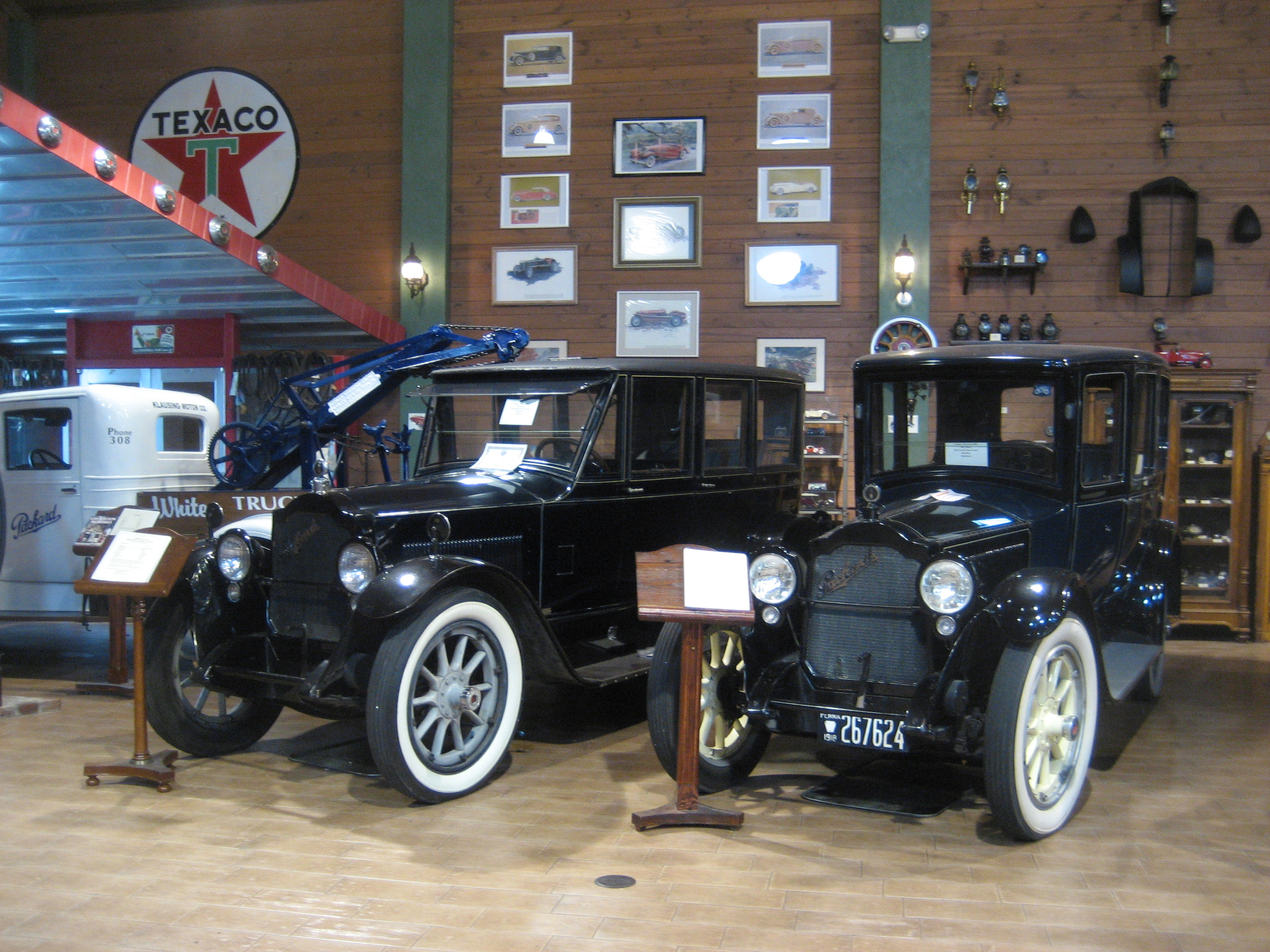
Packard Twin Six, 3. Serie, Modell 3-35; seitengesteuerter V12, 90 PS / 2600 min. Links Limousine (1920), rechts Brougham (1918)
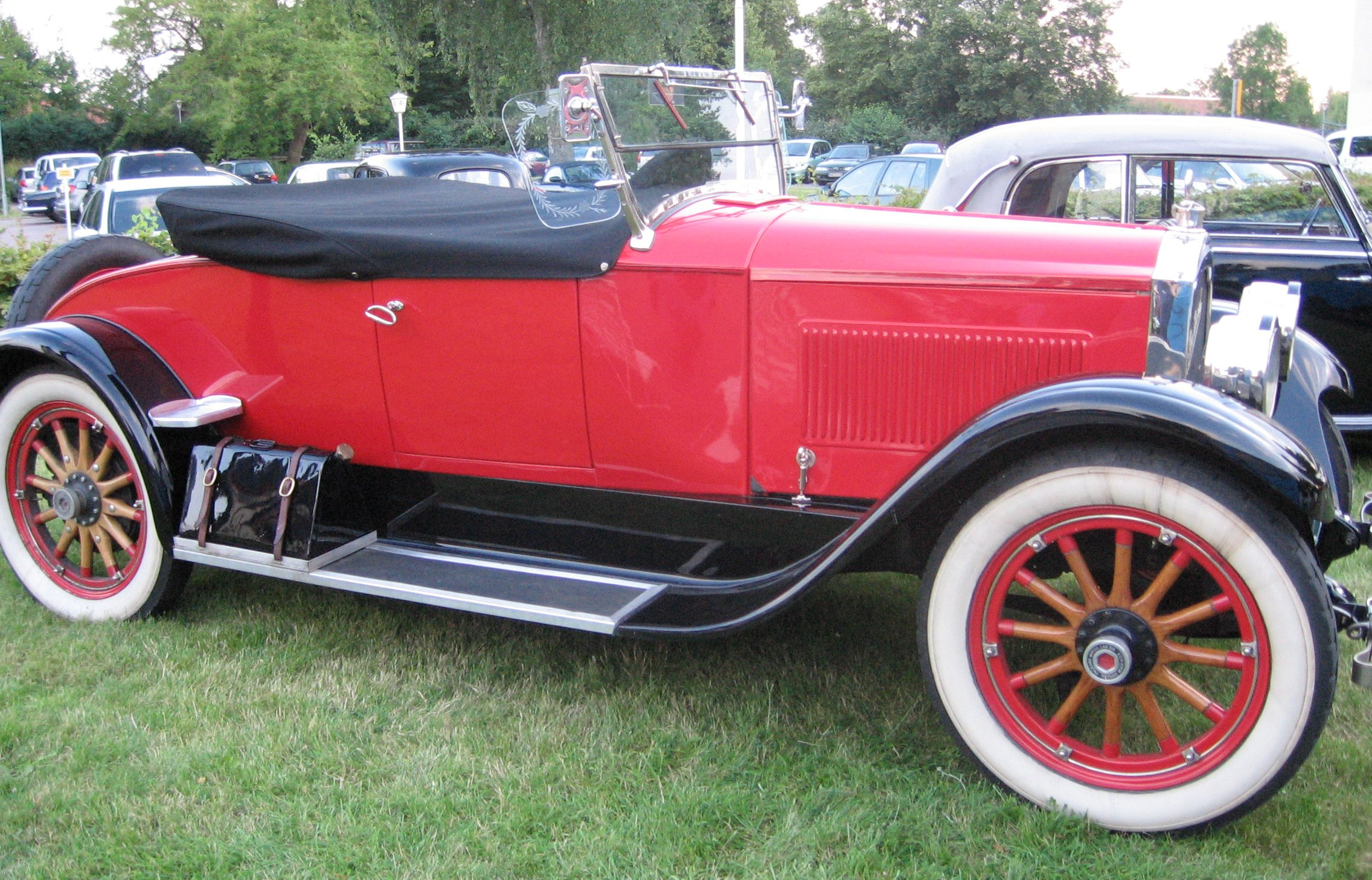
Packard Single Six Modell 126 2-pass. Runabout (1922), serienmäßig mit Fuelizer
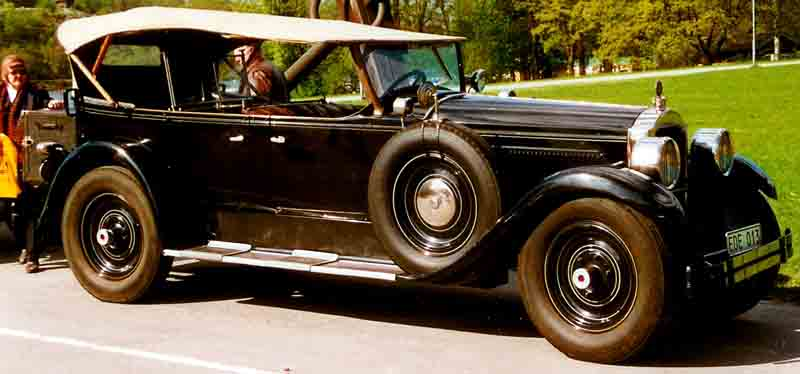
Packard Eight Modell 243 7-pass. Touring (Karr. Nr. 225) (1926). Scheibenräder, Bijur Zentralchassisschmierung und Skinner Oil Rectifier sind serienmäßig. Späte Ausführung mit einteiliger Windschutzscheibe.
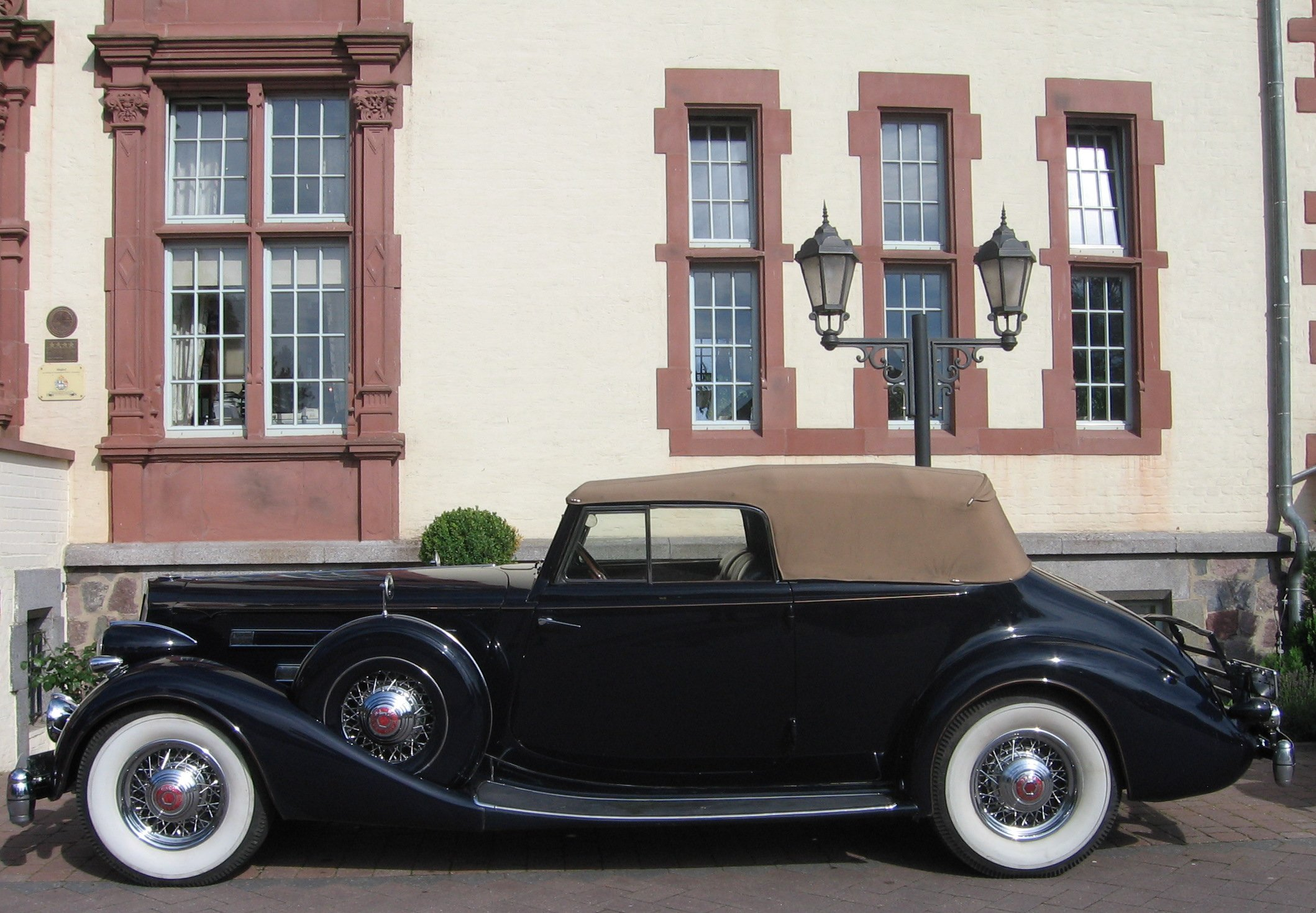
Packard Twelve (V12) Modell 1406 Convertible Victoria (1936)
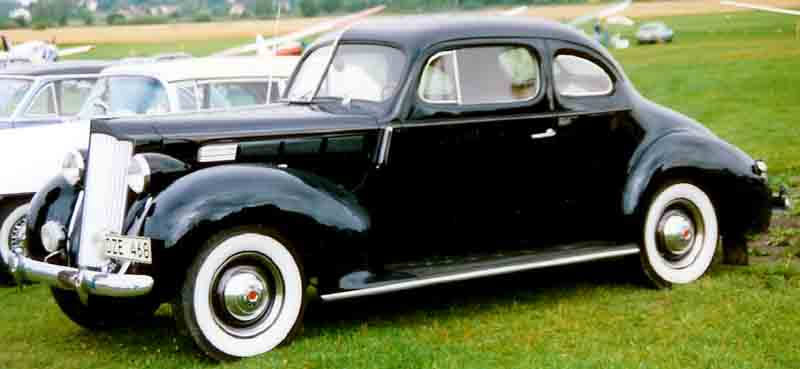
Packard Six Model 1600 Club Coupe (1938)
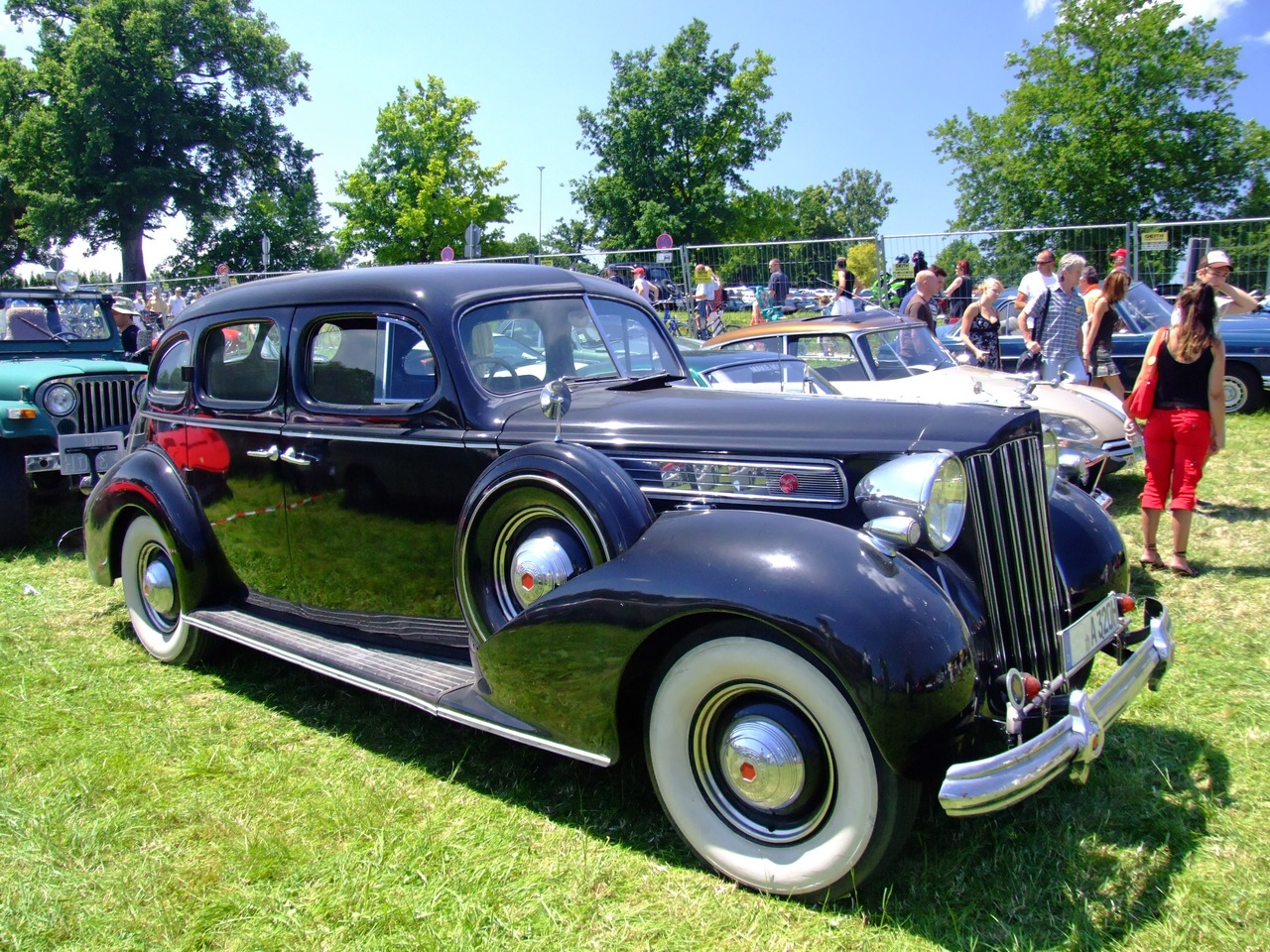
Packard Super Eight Model 1705 Touring Sedan (1939)
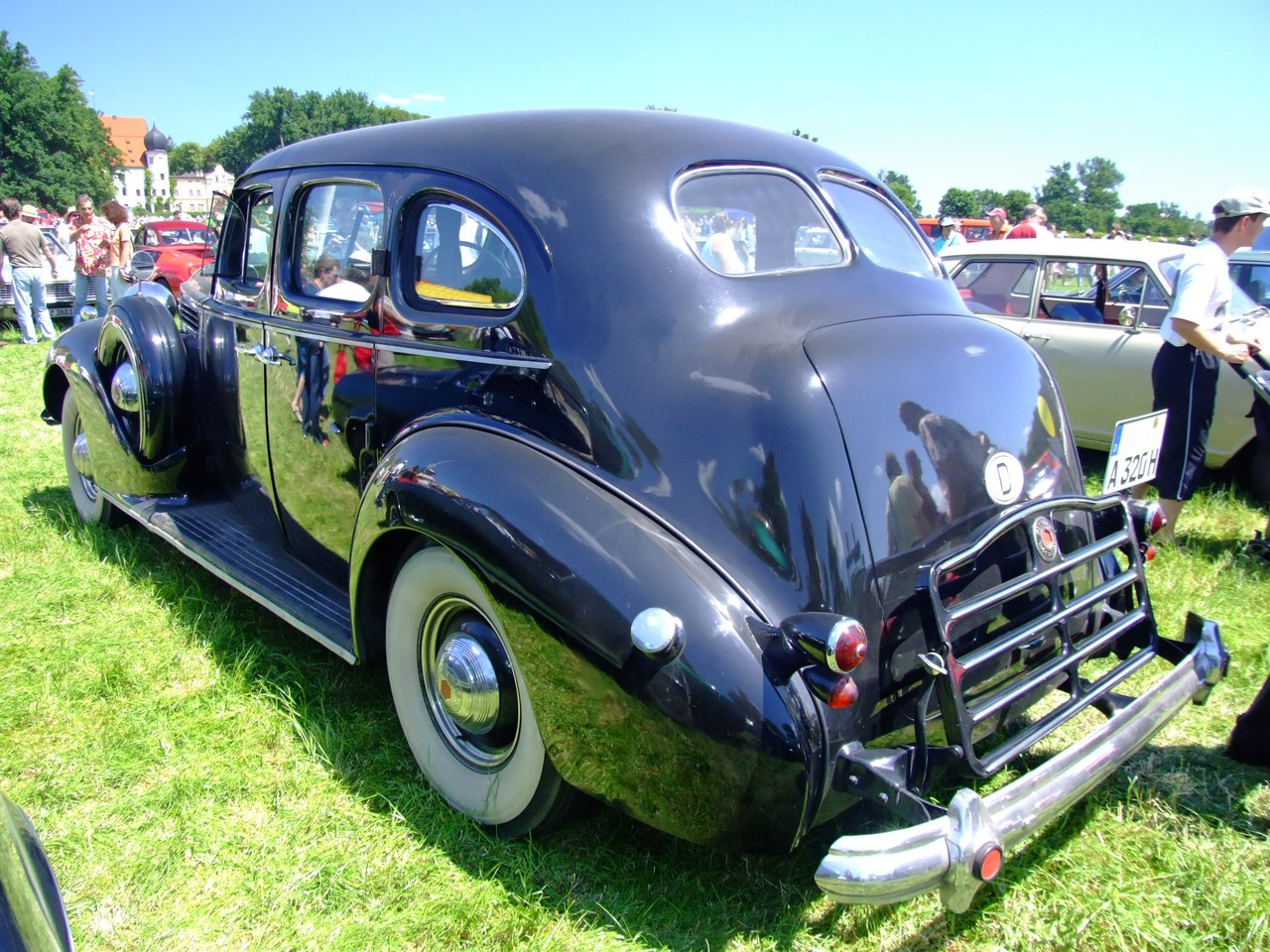
Packard Super Eight Model 1705 Touring Sedan (1939)
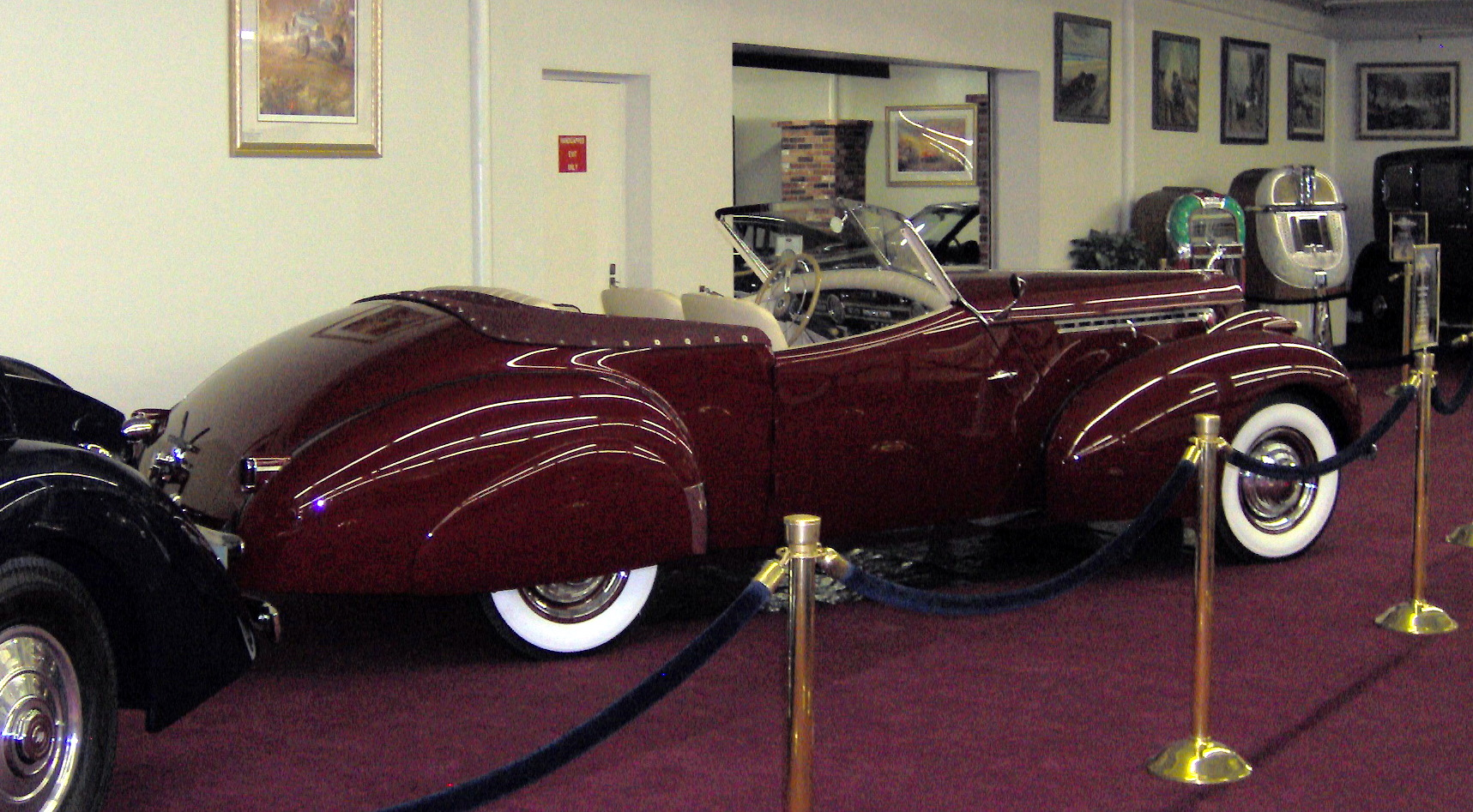
Packard 120 Modell 1801 Convertible Victoria von Darrin (1940)
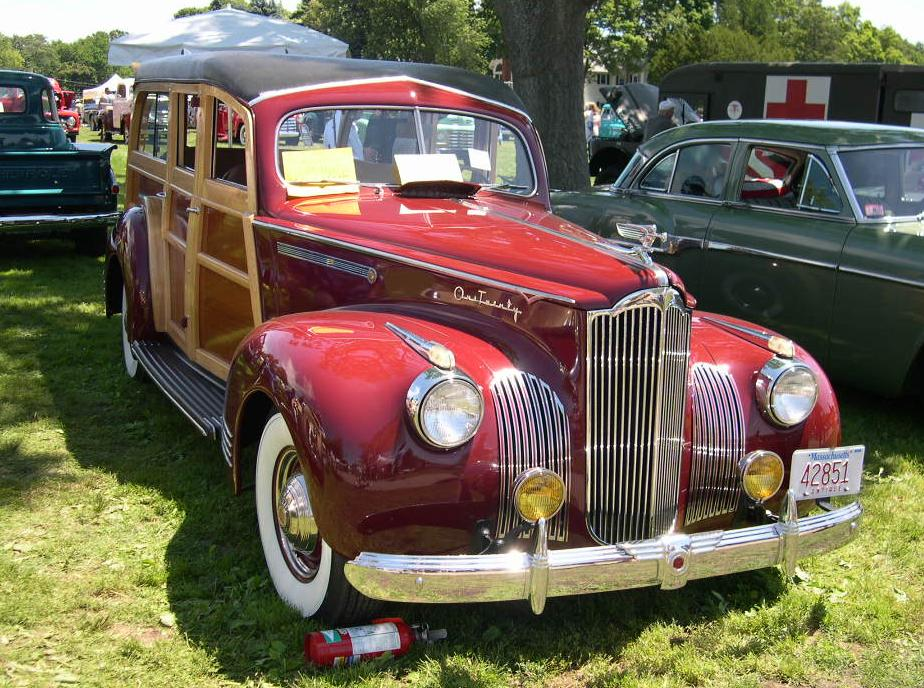
Packard 120 Station Sedan Woody (1941)
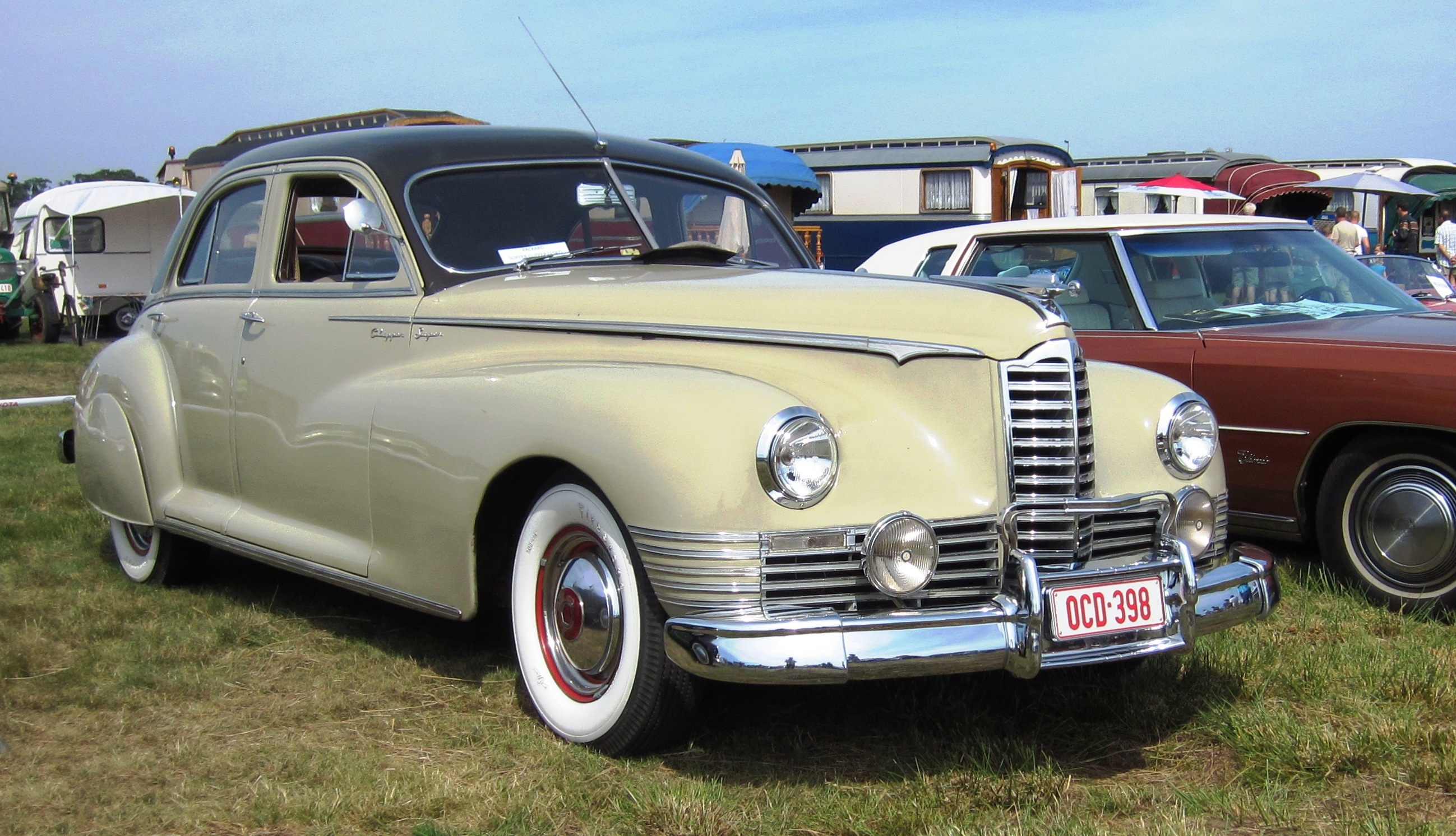
Packard Clipper Super Touring Sedan Modell 2103 (1946–1947)
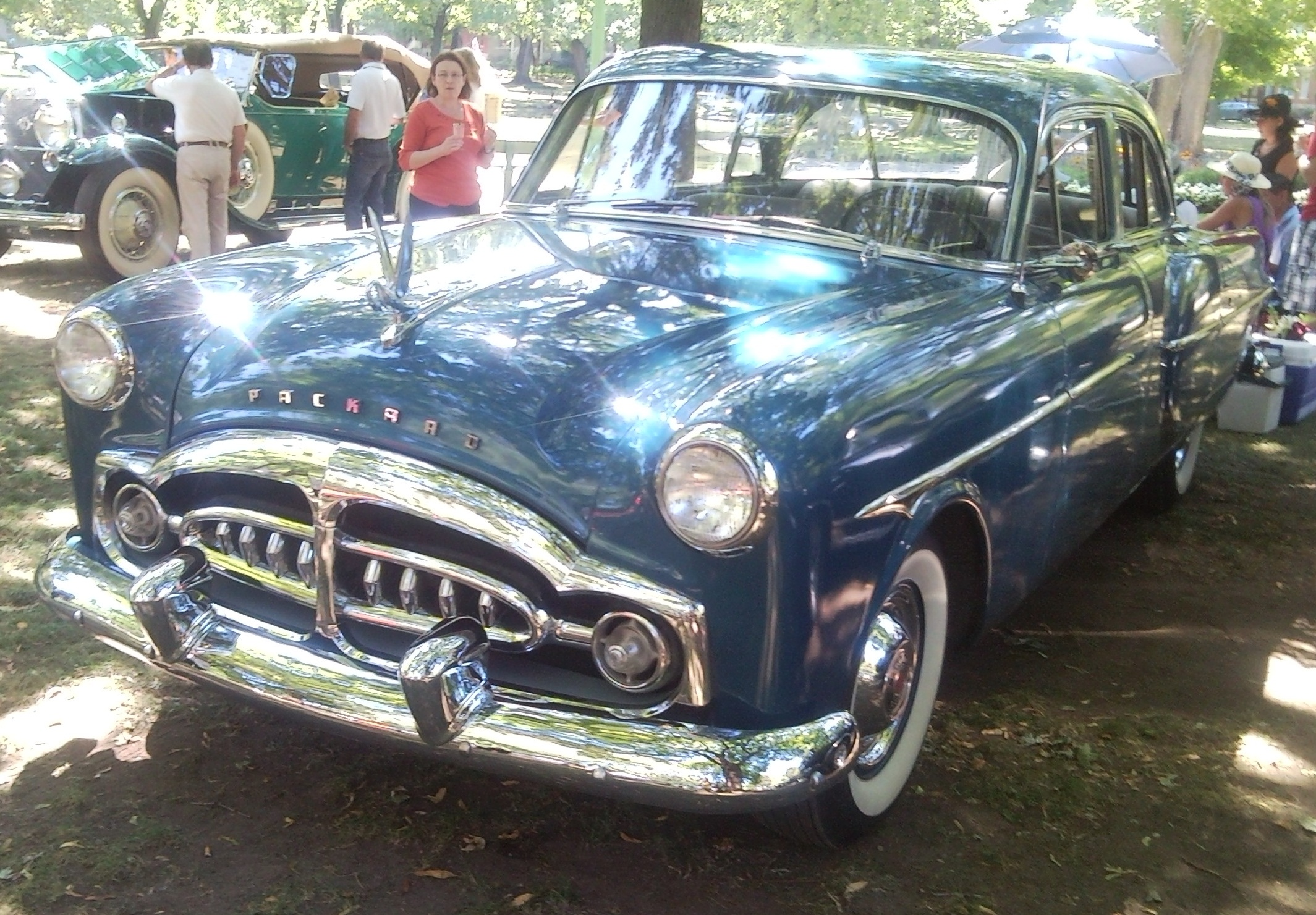
Packard 300 Touring Sedan Model 2402–2472 (1951)
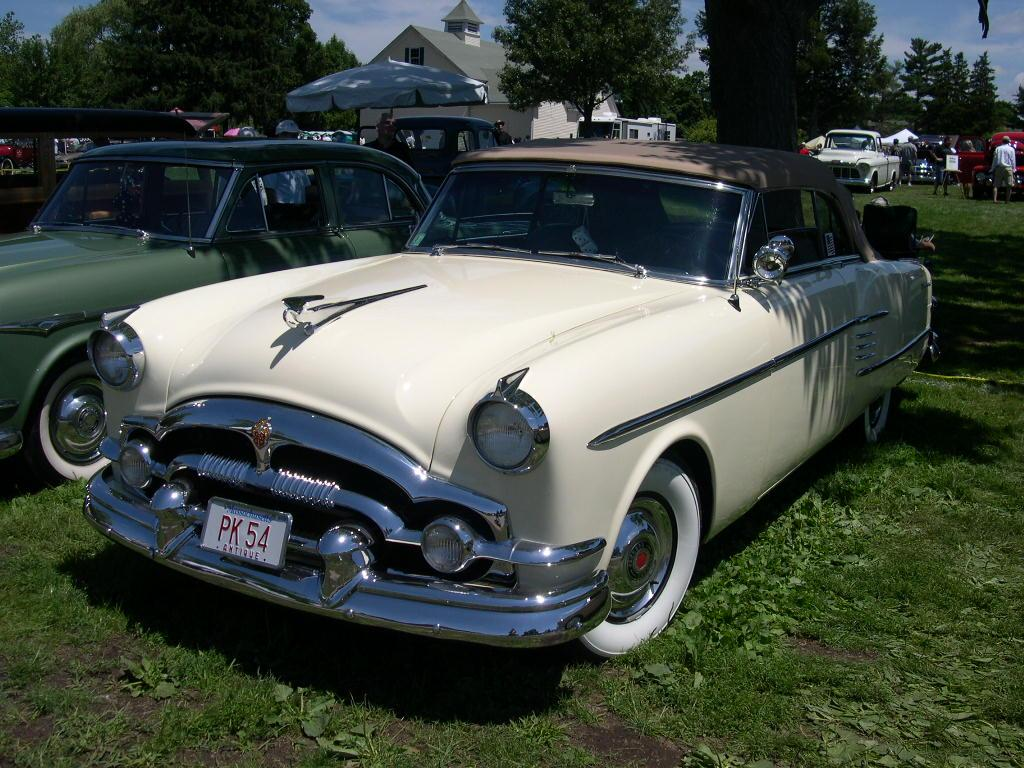
Packard Pacific Hardtop Modell 5477 (1954)
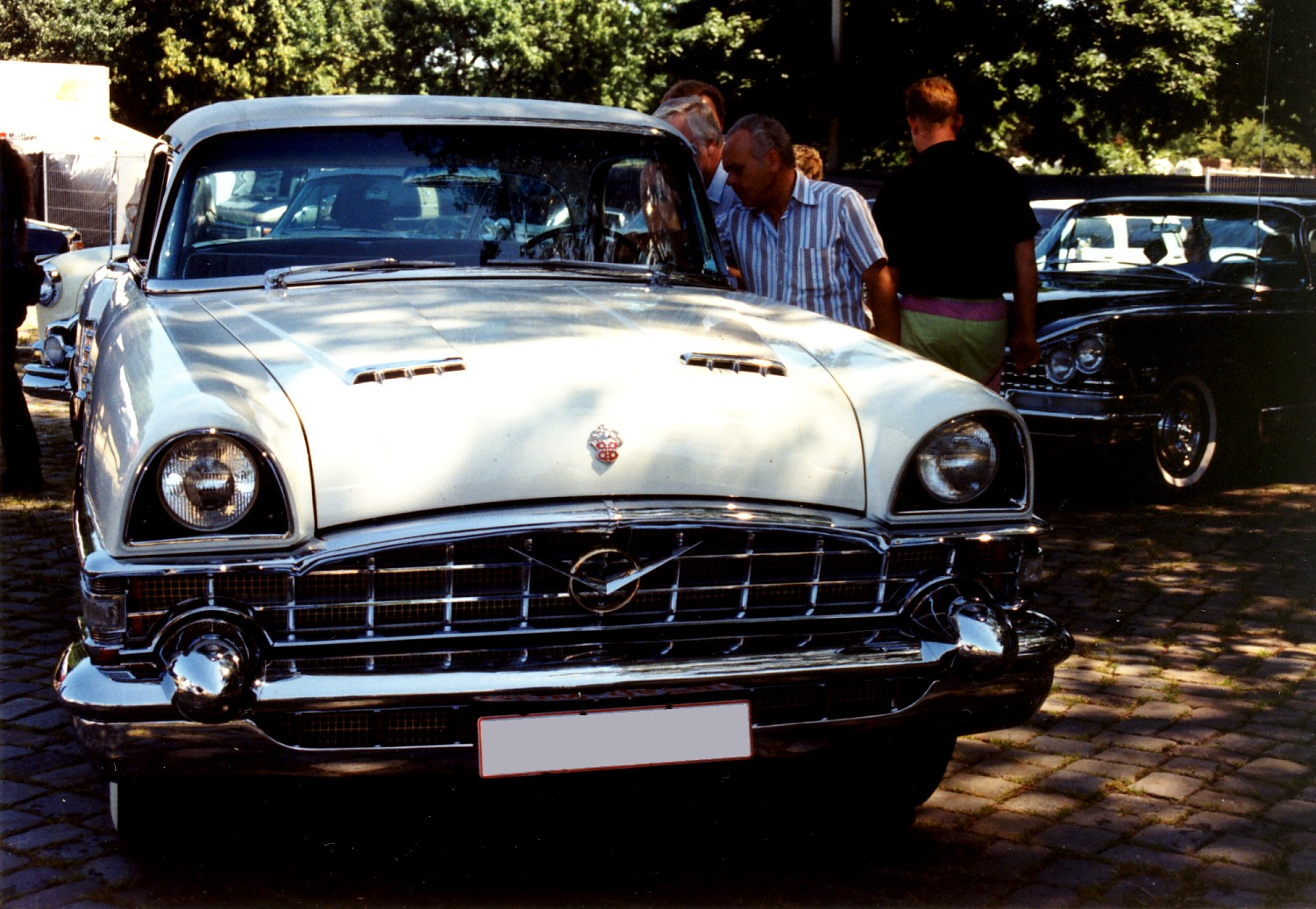
Packard Caribbean Hardtop Modell 5697 (1956)
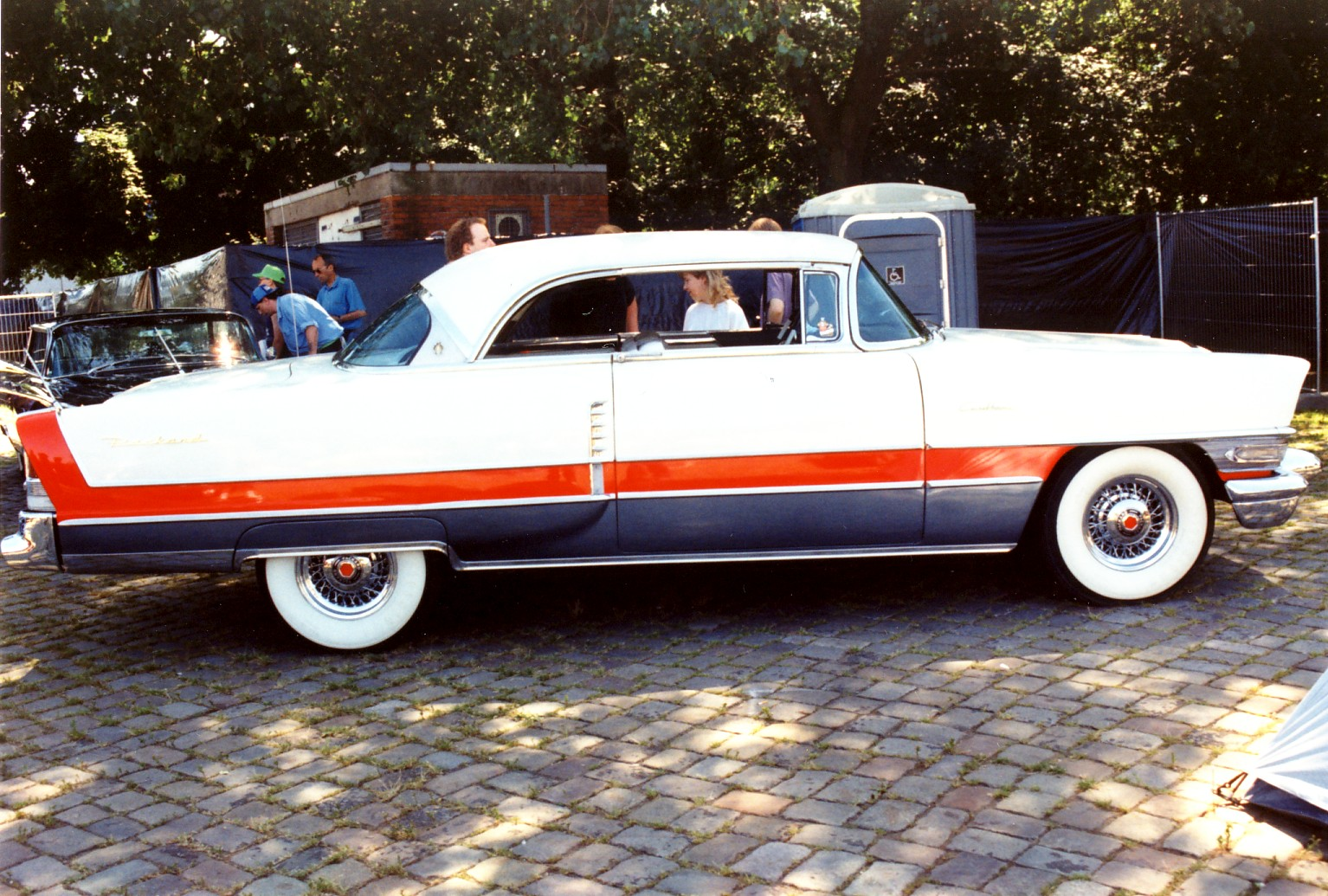
Packard Caribbean Hardtop Modell 5697 (1956)
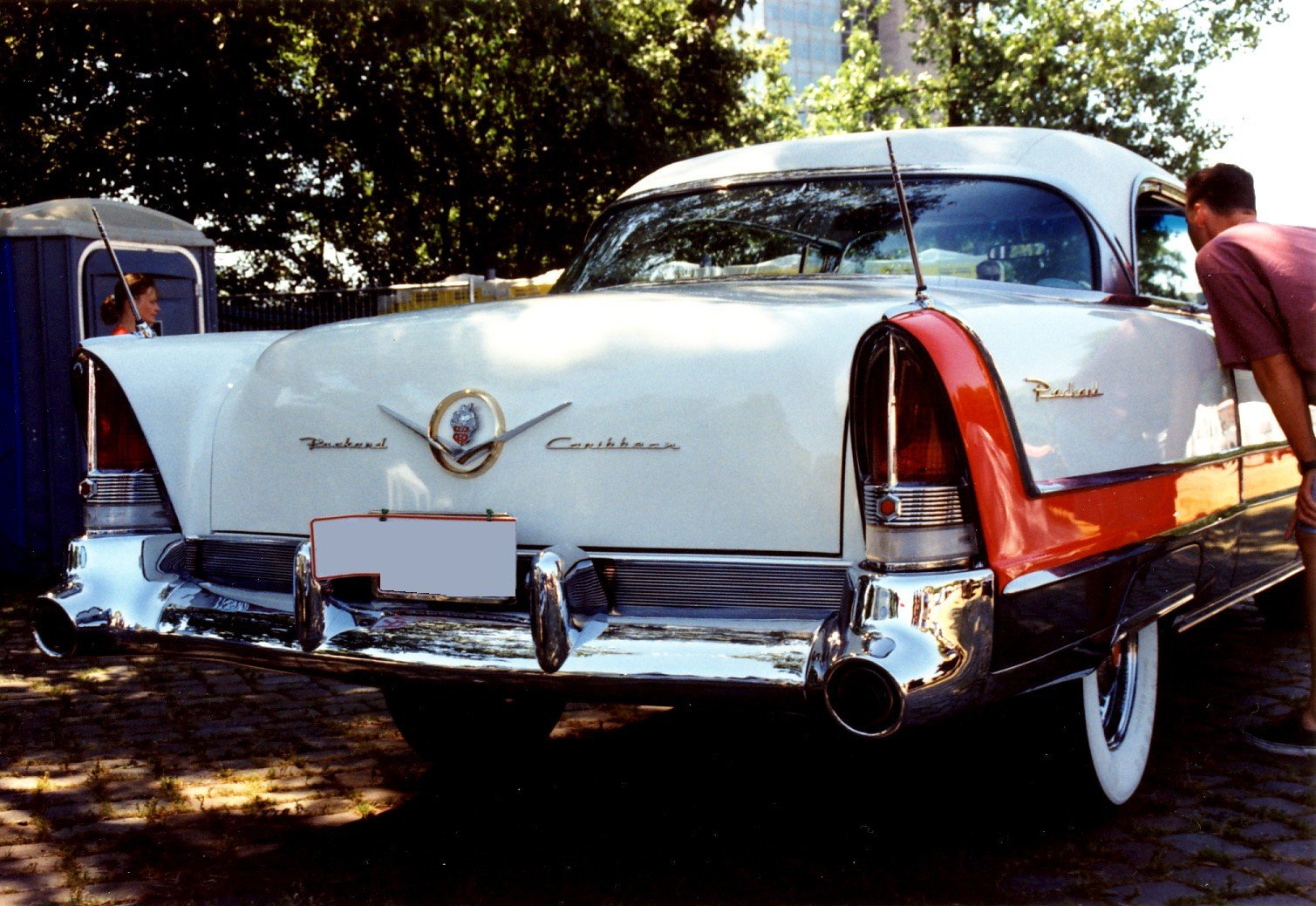
Packard Caribbean Hardtop Modell 5697 (1956)
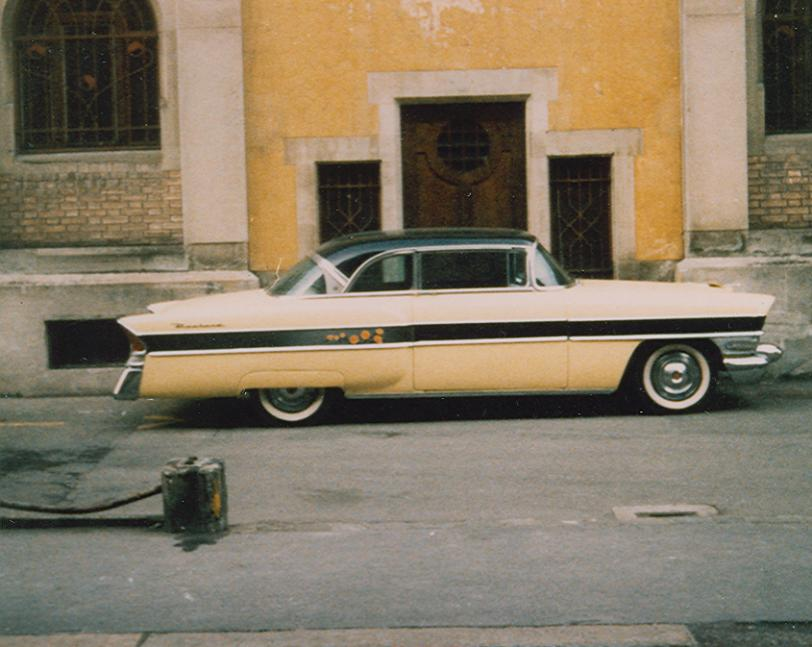
Packard Executive Hardtop Modell 5677 (1956)
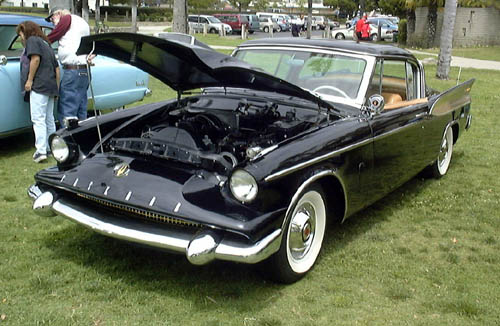
Packard Hawk Modell 58-Y8 (1958)